# Мат Леґаля
Мат Леґаля (пастка Леґаля) є відкритим шаховим матом, що характеризується жертвою ферзя з подальшим матом легкими фігурами, якщо Чорні приймають жертву. Пастка названа на честь французького гравця Сіра де Леґаля (1702—1792). Джозеф Генрі Блекберн (1841—1924), британський шахіст і один із п'ятірки найкращих гравців світу у другій половині XIX століття, багато разів застосовував цю пастку.

## Природна послідовність ходу
Існує кілька способів виникнення пастки; наведений нижче показує природну послідовність ходів. Андре Черон, один з провідних гравців Франції, переміг пасткою Білими проти Жанлозі:
1. e4 e5 2. Nf3 Nc6 3. Bc4 d6
Напівіталійський дебют
4. Nc3 Bg4?!
Чорні зв'язують коня в битві за центр. У стратегічному плані це обґрунтована ідея, але в ході є тактична вада.
5. h3
У цій позиції хід 5. Nxe5? був необґрунтований. Поки білого ферзя все ще не можна взяти (5... Bxd1??), не піддаючись мату у два ходи, 5... Nxe5 можна виграти коня (за пішака). Натомість, з 5.h3, Білі «ставлять питання» слону, який повинен або відступити по діагоналі c8 — h3, або забрати коня, або бути пожертвованим, або, як у цій грі, зробити сумнівний хід.
5... Bh5? (див. схему)
|   | a | b | c | d | e | f | g | h |   |
| 8 | a8 чорна тура · d8 чорний ферзь · e8 чорний король · f8 чорний слон · g8 чорний кінь · h8 чорна тура · a7 чорний пішак · b7 чорний пішак · c7 чорний пішак · f7 чорний пішак · g7 чорний пішак · h7 чорний пішак · c6 чорний кінь · d6 чорний пішак · e5 чорний пішак · h5 чорний слон · c4 білий слон · e4 білий пішак · c3 білий кінь · f3 білий кінь · h3 білий пішак · a2 білий пішак · b2 білий пішак · c2 білий пішак · d2 білий пішак · f2 білий пішак · g2 білий пішак · a1 біла тура · c1 білий слон · d1 білий ферзь · e1 білий король · h1 біла тура | a8 чорна тура · d8 чорний ферзь · e8 чорний король · f8 чорний слон · g8 чорний кінь · h8 чорна тура · a7 чорний пішак · b7 чорний пішак · c7 чорний пішак · f7 чорний пішак · g7 чорний пішак · h7 чорний пішак · c6 чорний кінь · d6 чорний пішак · e5 чорний пішак · h5 чорний слон · c4 білий слон · e4 білий пішак · c3 білий кінь · f3 білий кінь · h3 білий пішак · a2 білий пішак · b2 білий пішак · c2 білий пішак · d2 білий пішак · f2 білий пішак · g2 білий пішак · a1 біла тура · c1 білий слон · d1 білий ферзь · e1 білий король · h1 біла тура | a8 чорна тура · d8 чорний ферзь · e8 чорний король · f8 чорний слон · g8 чорний кінь · h8 чорна тура · a7 чорний пішак · b7 чорний пішак · c7 чорний пішак · f7 чорний пішак · g7 чорний пішак · h7 чорний пішак · c6 чорний кінь · d6 чорний пішак · e5 чорний пішак · h5 чорний слон · c4 білий слон · e4 білий пішак · c3 білий кінь · f3 білий кінь · h3 білий пішак · a2 білий пішак · b2 білий пішак · c2 білий пішак · d2 білий пішак · f2 білий пішак · g2 білий пішак · a1 біла тура · c1 білий слон · d1 білий ферзь · e1 білий король · h1 біла тура | a8 чорна тура · d8 чорний ферзь · e8 чорний король · f8 чорний слон · g8 чорний кінь · h8 чорна тура · a7 чорний пішак · b7 чорний пішак · c7 чорний пішак · f7 чорний пішак · g7 чорний пішак · h7 чорний пішак · c6 чорний кінь · d6 чорний пішак · e5 чорний пішак · h5 чорний слон · c4 білий слон · e4 білий пішак · c3 білий кінь · f3 білий кінь · h3 білий пішак · a2 білий пішак · b2 білий пішак · c2 білий пішак · d2 білий пішак · f2 білий пішак · g2 білий пішак · a1 біла тура · c1 білий слон · d1 білий ферзь · e1 білий король · h1 біла тура | a8 чорна тура · d8 чорний ферзь · e8 чорний король · f8 чорний слон · g8 чорний кінь · h8 чорна тура · a7 чорний пішак · b7 чорний пішак · c7 чорний пішак · f7 чорний пішак · g7 чорний пішак · h7 чорний пішак · c6 чорний кінь · d6 чорний пішак · e5 чорний пішак · h5 чорний слон · c4 білий слон · e4 білий пішак · c3 білий кінь · f3 білий кінь · h3 білий пішак · a2 білий пішак · b2 білий пішак · c2 білий пішак · d2 білий пішак · f2 білий пішак · g2 білий пішак · a1 біла тура · c1 білий слон · d1 білий ферзь · e1 білий король · h1 біла тура | a8 чорна тура · d8 чорний ферзь · e8 чорний король · f8 чорний слон · g8 чорний кінь · h8 чорна тура · a7 чорний пішак · b7 чорний пішак · c7 чорний пішак · f7 чорний пішак · g7 чорний пішак · h7 чорний пішак · c6 чорний кінь · d6 чорний пішак · e5 чорний пішак · h5 чорний слон · c4 білий слон · e4 білий пішак · c3 білий кінь · f3 білий кінь · h3 білий пішак · a2 білий пішак · b2 білий пішак · c2 білий пішак · d2 білий пішак · f2 білий пішак · g2 білий пішак · a1 біла тура · c1 білий слон · d1 білий ферзь · e1 білий король · h1 біла тура | a8 чорна тура · d8 чорний ферзь · e8 чорний король · f8 чорний слон · g8 чорний кінь · h8 чорна тура · a7 чорний пішак · b7 чорний пішак · c7 чорний пішак · f7 чорний пішак · g7 чорний пішак · h7 чорний пішак · c6 чорний кінь · d6 чорний пішак · e5 чорний пішак · h5 чорний слон · c4 білий слон · e4 білий пішак · c3 білий кінь · f3 білий кінь · h3 білий пішак · a2 білий пішак · b2 білий пішак · c2 білий пішак · d2 білий пішак · f2 білий пішак · g2 білий пішак · a1 біла тура · c1 білий слон · d1 білий ферзь · e1 білий король · h1 біла тура | a8 чорна тура · d8 чорний ферзь · e8 чорний король · f8 чорний слон · g8 чорний кінь · h8 чорна тура · a7 чорний пішак · b7 чорний пішак · c7 чорний пішак · f7 чорний пішак · g7 чорний пішак · h7 чорний пішак · c6 чорний кінь · d6 чорний пішак · e5 чорний пішак · h5 чорний слон · c4 білий слон · e4 білий пішак · c3 білий кінь · f3 білий кінь · h3 білий пішак · a2 білий пішак · b2 білий пішак · c2 білий пішак · d2 білий пішак · f2 білий пішак · g2 білий пішак · a1 біла тура · c1 білий слон · d1 білий ферзь · e1 білий король · h1 біла тура | 8 |
| 7 | a8 чорна тура · d8 чорний ферзь · e8 чорний король · f8 чорний слон · g8 чорний кінь · h8 чорна тура · a7 чорний пішак · b7 чорний пішак · c7 чорний пішак · f7 чорний пішак · g7 чорний пішак · h7 чорний пішак · c6 чорний кінь · d6 чорний пішак · e5 чорний пішак · h5 чорний слон · c4 білий слон · e4 білий пішак · c3 білий кінь · f3 білий кінь · h3 білий пішак · a2 білий пішак · b2 білий пішак · c2 білий пішак · d2 білий пішак · f2 білий пішак · g2 білий пішак · a1 біла тура · c1 білий слон · d1 білий ферзь · e1 білий король · h1 біла тура | a8 чорна тура · d8 чорний ферзь · e8 чорний король · f8 чорний слон · g8 чорний кінь · h8 чорна тура · a7 чорний пішак · b7 чорний пішак · c7 чорний пішак · f7 чорний пішак · g7 чорний пішак · h7 чорний пішак · c6 чорний кінь · d6 чорний пішак · e5 чорний пішак · h5 чорний слон · c4 білий слон · e4 білий пішак · c3 білий кінь · f3 білий кінь · h3 білий пішак · a2 білий пішак · b2 білий пішак · c2 білий пішак · d2 білий пішак · f2 білий пішак · g2 білий пішак · a1 біла тура · c1 білий слон · d1 білий ферзь · e1 білий король · h1 біла тура | a8 чорна тура · d8 чорний ферзь · e8 чорний король · f8 чорний слон · g8 чорний кінь · h8 чорна тура · a7 чорний пішак · b7 чорний пішак · c7 чорний пішак · f7 чорний пішак · g7 чорний пішак · h7 чорний пішак · c6 чорний кінь · d6 чорний пішак · e5 чорний пішак · h5 чорний слон · c4 білий слон · e4 білий пішак · c3 білий кінь · f3 білий кінь · h3 білий пішак · a2 білий пішак · b2 білий пішак · c2 білий пішак · d2 білий пішак · f2 білий пішак · g2 білий пішак · a1 біла тура · c1 білий слон · d1 білий ферзь · e1 білий король · h1 біла тура | a8 чорна тура · d8 чорний ферзь · e8 чорний король · f8 чорний слон · g8 чорний кінь · h8 чорна тура · a7 чорний пішак · b7 чорний пішак · c7 чорний пішак · f7 чорний пішак · g7 чорний пішак · h7 чорний пішак · c6 чорний кінь · d6 чорний пішак · e5 чорний пішак · h5 чорний слон · c4 білий слон · e4 білий пішак · c3 білий кінь · f3 білий кінь · h3 білий пішак · a2 білий пішак · b2 білий пішак · c2 білий пішак · d2 білий пішак · f2 білий пішак · g2 білий пішак · a1 біла тура · c1 білий слон · d1 білий ферзь · e1 білий король · h1 біла тура | a8 чорна тура · d8 чорний ферзь · e8 чорний король · f8 чорний слон · g8 чорний кінь · h8 чорна тура · a7 чорний пішак · b7 чорний пішак · c7 чорний пішак · f7 чорний пішак · g7 чорний пішак · h7 чорний пішак · c6 чорний кінь · d6 чорний пішак · e5 чорний пішак · h5 чорний слон · c4 білий слон · e4 білий пішак · c3 білий кінь · f3 білий кінь · h3 білий пішак · a2 білий пішак · b2 білий пішак · c2 білий пішак · d2 білий пішак · f2 білий пішак · g2 білий пішак · a1 біла тура · c1 білий слон · d1 білий ферзь · e1 білий король · h1 біла тура | a8 чорна тура · d8 чорний ферзь · e8 чорний король · f8 чорний слон · g8 чорний кінь · h8 чорна тура · a7 чорний пішак · b7 чорний пішак · c7 чорний пішак · f7 чорний пішак · g7 чорний пішак · h7 чорний пішак · c6 чорний кінь · d6 чорний пішак · e5 чорний пішак · h5 чорний слон · c4 білий слон · e4 білий пішак · c3 білий кінь · f3 білий кінь · h3 білий пішак · a2 білий пішак · b2 білий пішак · c2 білий пішак · d2 білий пішак · f2 білий пішак · g2 білий пішак · a1 біла тура · c1 білий слон · d1 білий ферзь · e1 білий король · h1 біла тура | a8 чорна тура · d8 чорний ферзь · e8 чорний король · f8 чорний слон · g8 чорний кінь · h8 чорна тура · a7 чорний пішак · b7 чорний пішак · c7 чорний пішак · f7 чорний пішак · g7 чорний пішак · h7 чорний пішак · c6 чорний кінь · d6 чорний пішак · e5 чорний пішак · h5 чорний слон · c4 білий слон · e4 білий пішак · c3 білий кінь · f3 білий кінь · h3 білий пішак · a2 білий пішак · b2 білий пішак · c2 білий пішак · d2 білий пішак · f2 білий пішак · g2 білий пішак · a1 біла тура · c1 білий слон · d1 білий ферзь · e1 білий король · h1 біла тура | a8 чорна тура · d8 чорний ферзь · e8 чорний король · f8 чорний слон · g8 чорний кінь · h8 чорна тура · a7 чорний пішак · b7 чорний пішак · c7 чорний пішак · f7 чорний пішак · g7 чорний пішак · h7 чорний пішак · c6 чорний кінь · d6 чорний пішак · e5 чорний пішак · h5 чорний слон · c4 білий слон · e4 білий пішак · c3 білий кінь · f3 білий кінь · h3 білий пішак · a2 білий пішак · b2 білий пішак · c2 білий пішак · d2 білий пішак · f2 білий пішак · g2 білий пішак · a1 біла тура · c1 білий слон · d1 білий ферзь · e1 білий король · h1 біла тура | 7 |
| 6 | a8 чорна тура · d8 чорний ферзь · e8 чорний король · f8 чорний слон · g8 чорний кінь · h8 чорна тура · a7 чорний пішак · b7 чорний пішак · c7 чорний пішак · f7 чорний пішак · g7 чорний пішак · h7 чорний пішак · c6 чорний кінь · d6 чорний пішак · e5 чорний пішак · h5 чорний слон · c4 білий слон · e4 білий пішак · c3 білий кінь · f3 білий кінь · h3 білий пішак · a2 білий пішак · b2 білий пішак · c2 білий пішак · d2 білий пішак · f2 білий пішак · g2 білий пішак · a1 біла тура · c1 білий слон · d1 білий ферзь · e1 білий король · h1 біла тура | a8 чорна тура · d8 чорний ферзь · e8 чорний король · f8 чорний слон · g8 чорний кінь · h8 чорна тура · a7 чорний пішак · b7 чорний пішак · c7 чорний пішак · f7 чорний пішак · g7 чорний пішак · h7 чорний пішак · c6 чорний кінь · d6 чорний пішак · e5 чорний пішак · h5 чорний слон · c4 білий слон · e4 білий пішак · c3 білий кінь · f3 білий кінь · h3 білий пішак · a2 білий пішак · b2 білий пішак · c2 білий пішак · d2 білий пішак · f2 білий пішак · g2 білий пішак · a1 біла тура · c1 білий слон · d1 білий ферзь · e1 білий король · h1 біла тура | a8 чорна тура · d8 чорний ферзь · e8 чорний король · f8 чорний слон · g8 чорний кінь · h8 чорна тура · a7 чорний пішак · b7 чорний пішак · c7 чорний пішак · f7 чорний пішак · g7 чорний пішак · h7 чорний пішак · c6 чорний кінь · d6 чорний пішак · e5 чорний пішак · h5 чорний слон · c4 білий слон · e4 білий пішак · c3 білий кінь · f3 білий кінь · h3 білий пішак · a2 білий пішак · b2 білий пішак · c2 білий пішак · d2 білий пішак · f2 білий пішак · g2 білий пішак · a1 біла тура · c1 білий слон · d1 білий ферзь · e1 білий король · h1 біла тура | a8 чорна тура · d8 чорний ферзь · e8 чорний король · f8 чорний слон · g8 чорний кінь · h8 чорна тура · a7 чорний пішак · b7 чорний пішак · c7 чорний пішак · f7 чорний пішак · g7 чорний пішак · h7 чорний пішак · c6 чорний кінь · d6 чорний пішак · e5 чорний пішак · h5 чорний слон · c4 білий слон · e4 білий пішак · c3 білий кінь · f3 білий кінь · h3 білий пішак · a2 білий пішак · b2 білий пішак · c2 білий пішак · d2 білий пішак · f2 білий пішак · g2 білий пішак · a1 біла тура · c1 білий слон · d1 білий ферзь · e1 білий король · h1 біла тура | a8 чорна тура · d8 чорний ферзь · e8 чорний король · f8 чорний слон · g8 чорний кінь · h8 чорна тура · a7 чорний пішак · b7 чорний пішак · c7 чорний пішак · f7 чорний пішак · g7 чорний пішак · h7 чорний пішак · c6 чорний кінь · d6 чорний пішак · e5 чорний пішак · h5 чорний слон · c4 білий слон · e4 білий пішак · c3 білий кінь · f3 білий кінь · h3 білий пішак · a2 білий пішак · b2 білий пішак · c2 білий пішак · d2 білий пішак · f2 білий пішак · g2 білий пішак · a1 біла тура · c1 білий слон · d1 білий ферзь · e1 білий король · h1 біла тура | a8 чорна тура · d8 чорний ферзь · e8 чорний король · f8 чорний слон · g8 чорний кінь · h8 чорна тура · a7 чорний пішак · b7 чорний пішак · c7 чорний пішак · f7 чорний пішак · g7 чорний пішак · h7 чорний пішак · c6 чорний кінь · d6 чорний пішак · e5 чорний пішак · h5 чорний слон · c4 білий слон · e4 білий пішак · c3 білий кінь · f3 білий кінь · h3 білий пішак · a2 білий пішак · b2 білий пішак · c2 білий пішак · d2 білий пішак · f2 білий пішак · g2 білий пішак · a1 біла тура · c1 білий слон · d1 білий ферзь · e1 білий король · h1 біла тура | a8 чорна тура · d8 чорний ферзь · e8 чорний король · f8 чорний слон · g8 чорний кінь · h8 чорна тура · a7 чорний пішак · b7 чорний пішак · c7 чорний пішак · f7 чорний пішак · g7 чорний пішак · h7 чорний пішак · c6 чорний кінь · d6 чорний пішак · e5 чорний пішак · h5 чорний слон · c4 білий слон · e4 білий пішак · c3 білий кінь · f3 білий кінь · h3 білий пішак · a2 білий пішак · b2 білий пішак · c2 білий пішак · d2 білий пішак · f2 білий пішак · g2 білий пішак · a1 біла тура · c1 білий слон · d1 білий ферзь · e1 білий король · h1 біла тура | a8 чорна тура · d8 чорний ферзь · e8 чорний король · f8 чорний слон · g8 чорний кінь · h8 чорна тура · a7 чорний пішак · b7 чорний пішак · c7 чорний пішак · f7 чорний пішак · g7 чорний пішак · h7 чорний пішак · c6 чорний кінь · d6 чорний пішак · e5 чорний пішак · h5 чорний слон · c4 білий слон · e4 білий пішак · c3 білий кінь · f3 білий кінь · h3 білий пішак · a2 білий пішак · b2 білий пішак · c2 білий пішак · d2 білий пішак · f2 білий пішак · g2 білий пішак · a1 біла тура · c1 білий слон · d1 білий ферзь · e1 білий король · h1 біла тура | 6 |
| 5 | a8 чорна тура · d8 чорний ферзь · e8 чорний король · f8 чорний слон · g8 чорний кінь · h8 чорна тура · a7 чорний пішак · b7 чорний пішак · c7 чорний пішак · f7 чорний пішак · g7 чорний пішак · h7 чорний пішак · c6 чорний кінь · d6 чорний пішак · e5 чорний пішак · h5 чорний слон · c4 білий слон · e4 білий пішак · c3 білий кінь · f3 білий кінь · h3 білий пішак · a2 білий пішак · b2 білий пішак · c2 білий пішак · d2 білий пішак · f2 білий пішак · g2 білий пішак · a1 біла тура · c1 білий слон · d1 білий ферзь · e1 білий король · h1 біла тура | a8 чорна тура · d8 чорний ферзь · e8 чорний король · f8 чорний слон · g8 чорний кінь · h8 чорна тура · a7 чорний пішак · b7 чорний пішак · c7 чорний пішак · f7 чорний пішак · g7 чорний пішак · h7 чорний пішак · c6 чорний кінь · d6 чорний пішак · e5 чорний пішак · h5 чорний слон · c4 білий слон · e4 білий пішак · c3 білий кінь · f3 білий кінь · h3 білий пішак · a2 білий пішак · b2 білий пішак · c2 білий пішак · d2 білий пішак · f2 білий пішак · g2 білий пішак · a1 біла тура · c1 білий слон · d1 білий ферзь · e1 білий король · h1 біла тура | a8 чорна тура · d8 чорний ферзь · e8 чорний король · f8 чорний слон · g8 чорний кінь · h8 чорна тура · a7 чорний пішак · b7 чорний пішак · c7 чорний пішак · f7 чорний пішак · g7 чорний пішак · h7 чорний пішак · c6 чорний кінь · d6 чорний пішак · e5 чорний пішак · h5 чорний слон · c4 білий слон · e4 білий пішак · c3 білий кінь · f3 білий кінь · h3 білий пішак · a2 білий пішак · b2 білий пішак · c2 білий пішак · d2 білий пішак · f2 білий пішак · g2 білий пішак · a1 біла тура · c1 білий слон · d1 білий ферзь · e1 білий король · h1 біла тура | a8 чорна тура · d8 чорний ферзь · e8 чорний король · f8 чорний слон · g8 чорний кінь · h8 чорна тура · a7 чорний пішак · b7 чорний пішак · c7 чорний пішак · f7 чорний пішак · g7 чорний пішак · h7 чорний пішак · c6 чорний кінь · d6 чорний пішак · e5 чорний пішак · h5 чорний слон · c4 білий слон · e4 білий пішак · c3 білий кінь · f3 білий кінь · h3 білий пішак · a2 білий пішак · b2 білий пішак · c2 білий пішак · d2 білий пішак · f2 білий пішак · g2 білий пішак · a1 біла тура · c1 білий слон · d1 білий ферзь · e1 білий король · h1 біла тура | a8 чорна тура · d8 чорний ферзь · e8 чорний король · f8 чорний слон · g8 чорний кінь · h8 чорна тура · a7 чорний пішак · b7 чорний пішак · c7 чорний пішак · f7 чорний пішак · g7 чорний пішак · h7 чорний пішак · c6 чорний кінь · d6 чорний пішак · e5 чорний пішак · h5 чорний слон · c4 білий слон · e4 білий пішак · c3 білий кінь · f3 білий кінь · h3 білий пішак · a2 білий пішак · b2 білий пішак · c2 білий пішак · d2 білий пішак · f2 білий пішак · g2 білий пішак · a1 біла тура · c1 білий слон · d1 білий ферзь · e1 білий король · h1 біла тура | a8 чорна тура · d8 чорний ферзь · e8 чорний король · f8 чорний слон · g8 чорний кінь · h8 чорна тура · a7 чорний пішак · b7 чорний пішак · c7 чорний пішак · f7 чорний пішак · g7 чорний пішак · h7 чорний пішак · c6 чорний кінь · d6 чорний пішак · e5 чорний пішак · h5 чорний слон · c4 білий слон · e4 білий пішак · c3 білий кінь · f3 білий кінь · h3 білий пішак · a2 білий пішак · b2 білий пішак · c2 білий пішак · d2 білий пішак · f2 білий пішак · g2 білий пішак · a1 біла тура · c1 білий слон · d1 білий ферзь · e1 білий король · h1 біла тура | a8 чорна тура · d8 чорний ферзь · e8 чорний король · f8 чорний слон · g8 чорний кінь · h8 чорна тура · a7 чорний пішак · b7 чорний пішак · c7 чорний пішак · f7 чорний пішак · g7 чорний пішак · h7 чорний пішак · c6 чорний кінь · d6 чорний пішак · e5 чорний пішак · h5 чорний слон · c4 білий слон · e4 білий пішак · c3 білий кінь · f3 білий кінь · h3 білий пішак · a2 білий пішак · b2 білий пішак · c2 білий пішак · d2 білий пішак · f2 білий пішак · g2 білий пішак · a1 біла тура · c1 білий слон · d1 білий ферзь · e1 білий король · h1 біла тура | a8 чорна тура · d8 чорний ферзь · e8 чорний король · f8 чорний слон · g8 чорний кінь · h8 чорна тура · a7 чорний пішак · b7 чорний пішак · c7 чорний пішак · f7 чорний пішак · g7 чорний пішак · h7 чорний пішак · c6 чорний кінь · d6 чорний пішак · e5 чорний пішак · h5 чорний слон · c4 білий слон · e4 білий пішак · c3 білий кінь · f3 білий кінь · h3 білий пішак · a2 білий пішак · b2 білий пішак · c2 білий пішак · d2 білий пішак · f2 білий пішак · g2 білий пішак · a1 біла тура · c1 білий слон · d1 білий ферзь · e1 білий король · h1 біла тура | 5 |
| 4 | a8 чорна тура · d8 чорний ферзь · e8 чорний король · f8 чорний слон · g8 чорний кінь · h8 чорна тура · a7 чорний пішак · b7 чорний пішак · c7 чорний пішак · f7 чорний пішак · g7 чорний пішак · h7 чорний пішак · c6 чорний кінь · d6 чорний пішак · e5 чорний пішак · h5 чорний слон · c4 білий слон · e4 білий пішак · c3 білий кінь · f3 білий кінь · h3 білий пішак · a2 білий пішак · b2 білий пішак · c2 білий пішак · d2 білий пішак · f2 білий пішак · g2 білий пішак · a1 біла тура · c1 білий слон · d1 білий ферзь · e1 білий король · h1 біла тура | a8 чорна тура · d8 чорний ферзь · e8 чорний король · f8 чорний слон · g8 чорний кінь · h8 чорна тура · a7 чорний пішак · b7 чорний пішак · c7 чорний пішак · f7 чорний пішак · g7 чорний пішак · h7 чорний пішак · c6 чорний кінь · d6 чорний пішак · e5 чорний пішак · h5 чорний слон · c4 білий слон · e4 білий пішак · c3 білий кінь · f3 білий кінь · h3 білий пішак · a2 білий пішак · b2 білий пішак · c2 білий пішак · d2 білий пішак · f2 білий пішак · g2 білий пішак · a1 біла тура · c1 білий слон · d1 білий ферзь · e1 білий король · h1 біла тура | a8 чорна тура · d8 чорний ферзь · e8 чорний король · f8 чорний слон · g8 чорний кінь · h8 чорна тура · a7 чорний пішак · b7 чорний пішак · c7 чорний пішак · f7 чорний пішак · g7 чорний пішак · h7 чорний пішак · c6 чорний кінь · d6 чорний пішак · e5 чорний пішак · h5 чорний слон · c4 білий слон · e4 білий пішак · c3 білий кінь · f3 білий кінь · h3 білий пішак · a2 білий пішак · b2 білий пішак · c2 білий пішак · d2 білий пішак · f2 білий пішак · g2 білий пішак · a1 біла тура · c1 білий слон · d1 білий ферзь · e1 білий король · h1 біла тура | a8 чорна тура · d8 чорний ферзь · e8 чорний король · f8 чорний слон · g8 чорний кінь · h8 чорна тура · a7 чорний пішак · b7 чорний пішак · c7 чорний пішак · f7 чорний пішак · g7 чорний пішак · h7 чорний пішак · c6 чорний кінь · d6 чорний пішак · e5 чорний пішак · h5 чорний слон · c4 білий слон · e4 білий пішак · c3 білий кінь · f3 білий кінь · h3 білий пішак · a2 білий пішак · b2 білий пішак · c2 білий пішак · d2 білий пішак · f2 білий пішак · g2 білий пішак · a1 біла тура · c1 білий слон · d1 білий ферзь · e1 білий король · h1 біла тура | a8 чорна тура · d8 чорний ферзь · e8 чорний король · f8 чорний слон · g8 чорний кінь · h8 чорна тура · a7 чорний пішак · b7 чорний пішак · c7 чорний пішак · f7 чорний пішак · g7 чорний пішак · h7 чорний пішак · c6 чорний кінь · d6 чорний пішак · e5 чорний пішак · h5 чорний слон · c4 білий слон · e4 білий пішак · c3 білий кінь · f3 білий кінь · h3 білий пішак · a2 білий пішак · b2 білий пішак · c2 білий пішак · d2 білий пішак · f2 білий пішак · g2 білий пішак · a1 біла тура · c1 білий слон · d1 білий ферзь · e1 білий король · h1 біла тура | a8 чорна тура · d8 чорний ферзь · e8 чорний король · f8 чорний слон · g8 чорний кінь · h8 чорна тура · a7 чорний пішак · b7 чорний пішак · c7 чорний пішак · f7 чорний пішак · g7 чорний пішак · h7 чорний пішак · c6 чорний кінь · d6 чорний пішак · e5 чорний пішак · h5 чорний слон · c4 білий слон · e4 білий пішак · c3 білий кінь · f3 білий кінь · h3 білий пішак · a2 білий пішак · b2 білий пішак · c2 білий пішак · d2 білий пішак · f2 білий пішак · g2 білий пішак · a1 біла тура · c1 білий слон · d1 білий ферзь · e1 білий король · h1 біла тура | a8 чорна тура · d8 чорний ферзь · e8 чорний король · f8 чорний слон · g8 чорний кінь · h8 чорна тура · a7 чорний пішак · b7 чорний пішак · c7 чорний пішак · f7 чорний пішак · g7 чорний пішак · h7 чорний пішак · c6 чорний кінь · d6 чорний пішак · e5 чорний пішак · h5 чорний слон · c4 білий слон · e4 білий пішак · c3 білий кінь · f3 білий кінь · h3 білий пішак · a2 білий пішак · b2 білий пішак · c2 білий пішак · d2 білий пішак · f2 білий пішак · g2 білий пішак · a1 біла тура · c1 білий слон · d1 білий ферзь · e1 білий король · h1 біла тура | a8 чорна тура · d8 чорний ферзь · e8 чорний король · f8 чорний слон · g8 чорний кінь · h8 чорна тура · a7 чорний пішак · b7 чорний пішак · c7 чорний пішак · f7 чорний пішак · g7 чорний пішак · h7 чорний пішак · c6 чорний кінь · d6 чорний пішак · e5 чорний пішак · h5 чорний слон · c4 білий слон · e4 білий пішак · c3 білий кінь · f3 білий кінь · h3 білий пішак · a2 білий пішак · b2 білий пішак · c2 білий пішак · d2 білий пішак · f2 білий пішак · g2 білий пішак · a1 біла тура · c1 білий слон · d1 білий ферзь · e1 білий король · h1 біла тура | 4 |
| 3 | a8 чорна тура · d8 чорний ферзь · e8 чорний король · f8 чорний слон · g8 чорний кінь · h8 чорна тура · a7 чорний пішак · b7 чорний пішак · c7 чорний пішак · f7 чорний пішак · g7 чорний пішак · h7 чорний пішак · c6 чорний кінь · d6 чорний пішак · e5 чорний пішак · h5 чорний слон · c4 білий слон · e4 білий пішак · c3 білий кінь · f3 білий кінь · h3 білий пішак · a2 білий пішак · b2 білий пішак · c2 білий пішак · d2 білий пішак · f2 білий пішак · g2 білий пішак · a1 біла тура · c1 білий слон · d1 білий ферзь · e1 білий король · h1 біла тура | a8 чорна тура · d8 чорний ферзь · e8 чорний король · f8 чорний слон · g8 чорний кінь · h8 чорна тура · a7 чорний пішак · b7 чорний пішак · c7 чорний пішак · f7 чорний пішак · g7 чорний пішак · h7 чорний пішак · c6 чорний кінь · d6 чорний пішак · e5 чорний пішак · h5 чорний слон · c4 білий слон · e4 білий пішак · c3 білий кінь · f3 білий кінь · h3 білий пішак · a2 білий пішак · b2 білий пішак · c2 білий пішак · d2 білий пішак · f2 білий пішак · g2 білий пішак · a1 біла тура · c1 білий слон · d1 білий ферзь · e1 білий король · h1 біла тура | a8 чорна тура · d8 чорний ферзь · e8 чорний король · f8 чорний слон · g8 чорний кінь · h8 чорна тура · a7 чорний пішак · b7 чорний пішак · c7 чорний пішак · f7 чорний пішак · g7 чорний пішак · h7 чорний пішак · c6 чорний кінь · d6 чорний пішак · e5 чорний пішак · h5 чорний слон · c4 білий слон · e4 білий пішак · c3 білий кінь · f3 білий кінь · h3 білий пішак · a2 білий пішак · b2 білий пішак · c2 білий пішак · d2 білий пішак · f2 білий пішак · g2 білий пішак · a1 біла тура · c1 білий слон · d1 білий ферзь · e1 білий король · h1 біла тура | a8 чорна тура · d8 чорний ферзь · e8 чорний король · f8 чорний слон · g8 чорний кінь · h8 чорна тура · a7 чорний пішак · b7 чорний пішак · c7 чорний пішак · f7 чорний пішак · g7 чорний пішак · h7 чорний пішак · c6 чорний кінь · d6 чорний пішак · e5 чорний пішак · h5 чорний слон · c4 білий слон · e4 білий пішак · c3 білий кінь · f3 білий кінь · h3 білий пішак · a2 білий пішак · b2 білий пішак · c2 білий пішак · d2 білий пішак · f2 білий пішак · g2 білий пішак · a1 біла тура · c1 білий слон · d1 білий ферзь · e1 білий король · h1 біла тура | a8 чорна тура · d8 чорний ферзь · e8 чорний король · f8 чорний слон · g8 чорний кінь · h8 чорна тура · a7 чорний пішак · b7 чорний пішак · c7 чорний пішак · f7 чорний пішак · g7 чорний пішак · h7 чорний пішак · c6 чорний кінь · d6 чорний пішак · e5 чорний пішак · h5 чорний слон · c4 білий слон · e4 білий пішак · c3 білий кінь · f3 білий кінь · h3 білий пішак · a2 білий пішак · b2 білий пішак · c2 білий пішак · d2 білий пішак · f2 білий пішак · g2 білий пішак · a1 біла тура · c1 білий слон · d1 білий ферзь · e1 білий король · h1 біла тура | a8 чорна тура · d8 чорний ферзь · e8 чорний король · f8 чорний слон · g8 чорний кінь · h8 чорна тура · a7 чорний пішак · b7 чорний пішак · c7 чорний пішак · f7 чорний пішак · g7 чорний пішак · h7 чорний пішак · c6 чорний кінь · d6 чорний пішак · e5 чорний пішак · h5 чорний слон · c4 білий слон · e4 білий пішак · c3 білий кінь · f3 білий кінь · h3 білий пішак · a2 білий пішак · b2 білий пішак · c2 білий пішак · d2 білий пішак · f2 білий пішак · g2 білий пішак · a1 біла тура · c1 білий слон · d1 білий ферзь · e1 білий король · h1 біла тура | a8 чорна тура · d8 чорний ферзь · e8 чорний король · f8 чорний слон · g8 чорний кінь · h8 чорна тура · a7 чорний пішак · b7 чорний пішак · c7 чорний пішак · f7 чорний пішак · g7 чорний пішак · h7 чорний пішак · c6 чорний кінь · d6 чорний пішак · e5 чорний пішак · h5 чорний слон · c4 білий слон · e4 білий пішак · c3 білий кінь · f3 білий кінь · h3 білий пішак · a2 білий пішак · b2 білий пішак · c2 білий пішак · d2 білий пішак · f2 білий пішак · g2 білий пішак · a1 біла тура · c1 білий слон · d1 білий ферзь · e1 білий король · h1 біла тура | a8 чорна тура · d8 чорний ферзь · e8 чорний король · f8 чорний слон · g8 чорний кінь · h8 чорна тура · a7 чорний пішак · b7 чорний пішак · c7 чорний пішак · f7 чорний пішак · g7 чорний пішак · h7 чорний пішак · c6 чорний кінь · d6 чорний пішак · e5 чорний пішак · h5 чорний слон · c4 білий слон · e4 білий пішак · c3 білий кінь · f3 білий кінь · h3 білий пішак · a2 білий пішак · b2 білий пішак · c2 білий пішак · d2 білий пішак · f2 білий пішак · g2 білий пішак · a1 біла тура · c1 білий слон · d1 білий ферзь · e1 білий король · h1 біла тура | 3 |
| 2 | a8 чорна тура · d8 чорний ферзь · e8 чорний король · f8 чорний слон · g8 чорний кінь · h8 чорна тура · a7 чорний пішак · b7 чорний пішак · c7 чорний пішак · f7 чорний пішак · g7 чорний пішак · h7 чорний пішак · c6 чорний кінь · d6 чорний пішак · e5 чорний пішак · h5 чорний слон · c4 білий слон · e4 білий пішак · c3 білий кінь · f3 білий кінь · h3 білий пішак · a2 білий пішак · b2 білий пішак · c2 білий пішак · d2 білий пішак · f2 білий пішак · g2 білий пішак · a1 біла тура · c1 білий слон · d1 білий ферзь · e1 білий король · h1 біла тура | a8 чорна тура · d8 чорний ферзь · e8 чорний король · f8 чорний слон · g8 чорний кінь · h8 чорна тура · a7 чорний пішак · b7 чорний пішак · c7 чорний пішак · f7 чорний пішак · g7 чорний пішак · h7 чорний пішак · c6 чорний кінь · d6 чорний пішак · e5 чорний пішак · h5 чорний слон · c4 білий слон · e4 білий пішак · c3 білий кінь · f3 білий кінь · h3 білий пішак · a2 білий пішак · b2 білий пішак · c2 білий пішак · d2 білий пішак · f2 білий пішак · g2 білий пішак · a1 біла тура · c1 білий слон · d1 білий ферзь · e1 білий король · h1 біла тура | a8 чорна тура · d8 чорний ферзь · e8 чорний король · f8 чорний слон · g8 чорний кінь · h8 чорна тура · a7 чорний пішак · b7 чорний пішак · c7 чорний пішак · f7 чорний пішак · g7 чорний пішак · h7 чорний пішак · c6 чорний кінь · d6 чорний пішак · e5 чорний пішак · h5 чорний слон · c4 білий слон · e4 білий пішак · c3 білий кінь · f3 білий кінь · h3 білий пішак · a2 білий пішак · b2 білий пішак · c2 білий пішак · d2 білий пішак · f2 білий пішак · g2 білий пішак · a1 біла тура · c1 білий слон · d1 білий ферзь · e1 білий король · h1 біла тура | a8 чорна тура · d8 чорний ферзь · e8 чорний король · f8 чорний слон · g8 чорний кінь · h8 чорна тура · a7 чорний пішак · b7 чорний пішак · c7 чорний пішак · f7 чорний пішак · g7 чорний пішак · h7 чорний пішак · c6 чорний кінь · d6 чорний пішак · e5 чорний пішак · h5 чорний слон · c4 білий слон · e4 білий пішак · c3 білий кінь · f3 білий кінь · h3 білий пішак · a2 білий пішак · b2 білий пішак · c2 білий пішак · d2 білий пішак · f2 білий пішак · g2 білий пішак · a1 біла тура · c1 білий слон · d1 білий ферзь · e1 білий король · h1 біла тура | a8 чорна тура · d8 чорний ферзь · e8 чорний король · f8 чорний слон · g8 чорний кінь · h8 чорна тура · a7 чорний пішак · b7 чорний пішак · c7 чорний пішак · f7 чорний пішак · g7 чорний пішак · h7 чорний пішак · c6 чорний кінь · d6 чорний пішак · e5 чорний пішак · h5 чорний слон · c4 білий слон · e4 білий пішак · c3 білий кінь · f3 білий кінь · h3 білий пішак · a2 білий пішак · b2 білий пішак · c2 білий пішак · d2 білий пішак · f2 білий пішак · g2 білий пішак · a1 біла тура · c1 білий слон · d1 білий ферзь · e1 білий король · h1 біла тура | a8 чорна тура · d8 чорний ферзь · e8 чорний король · f8 чорний слон · g8 чорний кінь · h8 чорна тура · a7 чорний пішак · b7 чорний пішак · c7 чорний пішак · f7 чорний пішак · g7 чорний пішак · h7 чорний пішак · c6 чорний кінь · d6 чорний пішак · e5 чорний пішак · h5 чорний слон · c4 білий слон · e4 білий пішак · c3 білий кінь · f3 білий кінь · h3 білий пішак · a2 білий пішак · b2 білий пішак · c2 білий пішак · d2 білий пішак · f2 білий пішак · g2 білий пішак · a1 біла тура · c1 білий слон · d1 білий ферзь · e1 білий король · h1 біла тура | a8 чорна тура · d8 чорний ферзь · e8 чорний король · f8 чорний слон · g8 чорний кінь · h8 чорна тура · a7 чорний пішак · b7 чорний пішак · c7 чорний пішак · f7 чорний пішак · g7 чорний пішак · h7 чорний пішак · c6 чорний кінь · d6 чорний пішак · e5 чорний пішак · h5 чорний слон · c4 білий слон · e4 білий пішак · c3 білий кінь · f3 білий кінь · h3 білий пішак · a2 білий пішак · b2 білий пішак · c2 білий пішак · d2 білий пішак · f2 білий пішак · g2 білий пішак · a1 біла тура · c1 білий слон · d1 білий ферзь · e1 білий король · h1 біла тура | a8 чорна тура · d8 чорний ферзь · e8 чорний король · f8 чорний слон · g8 чорний кінь · h8 чорна тура · a7 чорний пішак · b7 чорний пішак · c7 чорний пішак · f7 чорний пішак · g7 чорний пішак · h7 чорний пішак · c6 чорний кінь · d6 чорний пішак · e5 чорний пішак · h5 чорний слон · c4 білий слон · e4 білий пішак · c3 білий кінь · f3 білий кінь · h3 білий пішак · a2 білий пішак · b2 білий пішак · c2 білий пішак · d2 білий пішак · f2 білий пішак · g2 білий пішак · a1 біла тура · c1 білий слон · d1 білий ферзь · e1 білий король · h1 біла тура | 2 |
| 1 | a8 чорна тура · d8 чорний ферзь · e8 чорний король · f8 чорний слон · g8 чорний кінь · h8 чорна тура · a7 чорний пішак · b7 чорний пішак · c7 чорний пішак · f7 чорний пішак · g7 чорний пішак · h7 чорний пішак · c6 чорний кінь · d6 чорний пішак · e5 чорний пішак · h5 чорний слон · c4 білий слон · e4 білий пішак · c3 білий кінь · f3 білий кінь · h3 білий пішак · a2 білий пішак · b2 білий пішак · c2 білий пішак · d2 білий пішак · f2 білий пішак · g2 білий пішак · a1 біла тура · c1 білий слон · d1 білий ферзь · e1 білий король · h1 біла тура | a8 чорна тура · d8 чорний ферзь · e8 чорний король · f8 чорний слон · g8 чорний кінь · h8 чорна тура · a7 чорний пішак · b7 чорний пішак · c7 чорний пішак · f7 чорний пішак · g7 чорний пішак · h7 чорний пішак · c6 чорний кінь · d6 чорний пішак · e5 чорний пішак · h5 чорний слон · c4 білий слон · e4 білий пішак · c3 білий кінь · f3 білий кінь · h3 білий пішак · a2 білий пішак · b2 білий пішак · c2 білий пішак · d2 білий пішак · f2 білий пішак · g2 білий пішак · a1 біла тура · c1 білий слон · d1 білий ферзь · e1 білий король · h1 біла тура | a8 чорна тура · d8 чорний ферзь · e8 чорний король · f8 чорний слон · g8 чорний кінь · h8 чорна тура · a7 чорний пішак · b7 чорний пішак · c7 чорний пішак · f7 чорний пішак · g7 чорний пішак · h7 чорний пішак · c6 чорний кінь · d6 чорний пішак · e5 чорний пішак · h5 чорний слон · c4 білий слон · e4 білий пішак · c3 білий кінь · f3 білий кінь · h3 білий пішак · a2 білий пішак · b2 білий пішак · c2 білий пішак · d2 білий пішак · f2 білий пішак · g2 білий пішак · a1 біла тура · c1 білий слон · d1 білий ферзь · e1 білий король · h1 біла тура | a8 чорна тура · d8 чорний ферзь · e8 чорний король · f8 чорний слон · g8 чорний кінь · h8 чорна тура · a7 чорний пішак · b7 чорний пішак · c7 чорний пішак · f7 чорний пішак · g7 чорний пішак · h7 чорний пішак · c6 чорний кінь · d6 чорний пішак · e5 чорний пішак · h5 чорний слон · c4 білий слон · e4 білий пішак · c3 білий кінь · f3 білий кінь · h3 білий пішак · a2 білий пішак · b2 білий пішак · c2 білий пішак · d2 білий пішак · f2 білий пішак · g2 білий пішак · a1 біла тура · c1 білий слон · d1 білий ферзь · e1 білий король · h1 біла тура | a8 чорна тура · d8 чорний ферзь · e8 чорний король · f8 чорний слон · g8 чорний кінь · h8 чорна тура · a7 чорний пішак · b7 чорний пішак · c7 чорний пішак · f7 чорний пішак · g7 чорний пішак · h7 чорний пішак · c6 чорний кінь · d6 чорний пішак · e5 чорний пішак · h5 чорний слон · c4 білий слон · e4 білий пішак · c3 білий кінь · f3 білий кінь · h3 білий пішак · a2 білий пішак · b2 білий пішак · c2 білий пішак · d2 білий пішак · f2 білий пішак · g2 білий пішак · a1 біла тура · c1 білий слон · d1 білий ферзь · e1 білий король · h1 біла тура | a8 чорна тура · d8 чорний ферзь · e8 чорний король · f8 чорний слон · g8 чорний кінь · h8 чорна тура · a7 чорний пішак · b7 чорний пішак · c7 чорний пішак · f7 чорний пішак · g7 чорний пішак · h7 чорний пішак · c6 чорний кінь · d6 чорний пішак · e5 чорний пішак · h5 чорний слон · c4 білий слон · e4 білий пішак · c3 білий кінь · f3 білий кінь · h3 білий пішак · a2 білий пішак · b2 білий пішак · c2 білий пішак · d2 білий пішак · f2 білий пішак · g2 білий пішак · a1 біла тура · c1 білий слон · d1 білий ферзь · e1 білий король · h1 біла тура | a8 чорна тура · d8 чорний ферзь · e8 чорний король · f8 чорний слон · g8 чорний кінь · h8 чорна тура · a7 чорний пішак · b7 чорний пішак · c7 чорний пішак · f7 чорний пішак · g7 чорний пішак · h7 чорний пішак · c6 чорний кінь · d6 чорний пішак · e5 чорний пішак · h5 чорний слон · c4 білий слон · e4 білий пішак · c3 білий кінь · f3 білий кінь · h3 білий пішак · a2 білий пішак · b2 білий пішак · c2 білий пішак · d2 білий пішак · f2 білий пішак · g2 білий пішак · a1 біла тура · c1 білий слон · d1 білий ферзь · e1 білий король · h1 біла тура | a8 чорна тура · d8 чорний ферзь · e8 чорний король · f8 чорний слон · g8 чорний кінь · h8 чорна тура · a7 чорний пішак · b7 чорний пішак · c7 чорний пішак · f7 чорний пішак · g7 чорний пішак · h7 чорний пішак · c6 чорний кінь · d6 чорний пішак · e5 чорний пішак · h5 чорний слон · c4 білий слон · e4 білий пішак · c3 білий кінь · f3 білий кінь · h3 білий пішак · a2 білий пішак · b2 білий пішак · c2 білий пішак · d2 білий пішак · f2 білий пішак · g2 білий пішак · a1 біла тура · c1 білий слон · d1 білий ферзь · e1 білий король · h1 біла тура | 1 |
|   | a | b | c | d | e | f | g | h |   |

Чорні, очевидно, залишають зв'язку, але це тактичний промах, який втрачає щонайменше пішака (див. Нижче). Відносно найкращим є 5... Bxf3 (або 5... Bd7), розміняти слона і давши Білим більше переваг у центрі, але зберігаючи матеріальну рівність. 5... Be6!? також можливо.
6. Nxe5!
Тактичне спростування. Білі, здавалося б, ігнорують зв'язку і віддають ферзя . Найкращий рішення Чорних зараз — грати 6... Nxe5, де з 7. Qxh5 Nxc4 8. Qb5 +, а потім 9. Qxc4, Білі залишаються з пішаком попереду, але Чорні можуть принаймні грати далі. Натомість, якщо Чорні беруть ферзя, Білі ставлять мат у два ходи:

6... Bxd1?? 7. Bxf7+ Ke7 8. Nd5#
Кінцева позиція — чистий мат, тобто для кожного з восьми квадратів навколо чорного короля є рівно одна причина, чому король не може туди рухатися.
|   | a | b | c | d | e | f | g | h |   |
| 8 | a8 чорна тура · d8 чорний ферзь · f8 чорний слон · g8 чорний кінь · h8 чорна тура · a7 чорний пішак · b7 чорний пішак · c7 чорний пішак · e7 чорний король · f7 білий слон · g7 чорний пішак · h7 чорний пішак · c6 чорний кінь · d6 чорний пішак · d5 білий кінь · e5 білий кінь · e4 білий пішак · h3 білий пішак · a2 білий пішак · b2 білий пішак · c2 білий пішак · d2 білий пішак · f2 білий пішак · g2 білий пішак · a1 біла тура · c1 білий слон · d1 чорний слон · e1 білий король · h1 біла тура | a8 чорна тура · d8 чорний ферзь · f8 чорний слон · g8 чорний кінь · h8 чорна тура · a7 чорний пішак · b7 чорний пішак · c7 чорний пішак · e7 чорний король · f7 білий слон · g7 чорний пішак · h7 чорний пішак · c6 чорний кінь · d6 чорний пішак · d5 білий кінь · e5 білий кінь · e4 білий пішак · h3 білий пішак · a2 білий пішак · b2 білий пішак · c2 білий пішак · d2 білий пішак · f2 білий пішак · g2 білий пішак · a1 біла тура · c1 білий слон · d1 чорний слон · e1 білий король · h1 біла тура | a8 чорна тура · d8 чорний ферзь · f8 чорний слон · g8 чорний кінь · h8 чорна тура · a7 чорний пішак · b7 чорний пішак · c7 чорний пішак · e7 чорний король · f7 білий слон · g7 чорний пішак · h7 чорний пішак · c6 чорний кінь · d6 чорний пішак · d5 білий кінь · e5 білий кінь · e4 білий пішак · h3 білий пішак · a2 білий пішак · b2 білий пішак · c2 білий пішак · d2 білий пішак · f2 білий пішак · g2 білий пішак · a1 біла тура · c1 білий слон · d1 чорний слон · e1 білий король · h1 біла тура | a8 чорна тура · d8 чорний ферзь · f8 чорний слон · g8 чорний кінь · h8 чорна тура · a7 чорний пішак · b7 чорний пішак · c7 чорний пішак · e7 чорний король · f7 білий слон · g7 чорний пішак · h7 чорний пішак · c6 чорний кінь · d6 чорний пішак · d5 білий кінь · e5 білий кінь · e4 білий пішак · h3 білий пішак · a2 білий пішак · b2 білий пішак · c2 білий пішак · d2 білий пішак · f2 білий пішак · g2 білий пішак · a1 біла тура · c1 білий слон · d1 чорний слон · e1 білий король · h1 біла тура | a8 чорна тура · d8 чорний ферзь · f8 чорний слон · g8 чорний кінь · h8 чорна тура · a7 чорний пішак · b7 чорний пішак · c7 чорний пішак · e7 чорний король · f7 білий слон · g7 чорний пішак · h7 чорний пішак · c6 чорний кінь · d6 чорний пішак · d5 білий кінь · e5 білий кінь · e4 білий пішак · h3 білий пішак · a2 білий пішак · b2 білий пішак · c2 білий пішак · d2 білий пішак · f2 білий пішак · g2 білий пішак · a1 біла тура · c1 білий слон · d1 чорний слон · e1 білий король · h1 біла тура | a8 чорна тура · d8 чорний ферзь · f8 чорний слон · g8 чорний кінь · h8 чорна тура · a7 чорний пішак · b7 чорний пішак · c7 чорний пішак · e7 чорний король · f7 білий слон · g7 чорний пішак · h7 чорний пішак · c6 чорний кінь · d6 чорний пішак · d5 білий кінь · e5 білий кінь · e4 білий пішак · h3 білий пішак · a2 білий пішак · b2 білий пішак · c2 білий пішак · d2 білий пішак · f2 білий пішак · g2 білий пішак · a1 біла тура · c1 білий слон · d1 чорний слон · e1 білий король · h1 біла тура | a8 чорна тура · d8 чорний ферзь · f8 чорний слон · g8 чорний кінь · h8 чорна тура · a7 чорний пішак · b7 чорний пішак · c7 чорний пішак · e7 чорний король · f7 білий слон · g7 чорний пішак · h7 чорний пішак · c6 чорний кінь · d6 чорний пішак · d5 білий кінь · e5 білий кінь · e4 білий пішак · h3 білий пішак · a2 білий пішак · b2 білий пішак · c2 білий пішак · d2 білий пішак · f2 білий пішак · g2 білий пішак · a1 біла тура · c1 білий слон · d1 чорний слон · e1 білий король · h1 біла тура | a8 чорна тура · d8 чорний ферзь · f8 чорний слон · g8 чорний кінь · h8 чорна тура · a7 чорний пішак · b7 чорний пішак · c7 чорний пішак · e7 чорний король · f7 білий слон · g7 чорний пішак · h7 чорний пішак · c6 чорний кінь · d6 чорний пішак · d5 білий кінь · e5 білий кінь · e4 білий пішак · h3 білий пішак · a2 білий пішак · b2 білий пішак · c2 білий пішак · d2 білий пішак · f2 білий пішак · g2 білий пішак · a1 біла тура · c1 білий слон · d1 чорний слон · e1 білий король · h1 біла тура | 8 |
| 7 | a8 чорна тура · d8 чорний ферзь · f8 чорний слон · g8 чорний кінь · h8 чорна тура · a7 чорний пішак · b7 чорний пішак · c7 чорний пішак · e7 чорний король · f7 білий слон · g7 чорний пішак · h7 чорний пішак · c6 чорний кінь · d6 чорний пішак · d5 білий кінь · e5 білий кінь · e4 білий пішак · h3 білий пішак · a2 білий пішак · b2 білий пішак · c2 білий пішак · d2 білий пішак · f2 білий пішак · g2 білий пішак · a1 біла тура · c1 білий слон · d1 чорний слон · e1 білий король · h1 біла тура | a8 чорна тура · d8 чорний ферзь · f8 чорний слон · g8 чорний кінь · h8 чорна тура · a7 чорний пішак · b7 чорний пішак · c7 чорний пішак · e7 чорний король · f7 білий слон · g7 чорний пішак · h7 чорний пішак · c6 чорний кінь · d6 чорний пішак · d5 білий кінь · e5 білий кінь · e4 білий пішак · h3 білий пішак · a2 білий пішак · b2 білий пішак · c2 білий пішак · d2 білий пішак · f2 білий пішак · g2 білий пішак · a1 біла тура · c1 білий слон · d1 чорний слон · e1 білий король · h1 біла тура | a8 чорна тура · d8 чорний ферзь · f8 чорний слон · g8 чорний кінь · h8 чорна тура · a7 чорний пішак · b7 чорний пішак · c7 чорний пішак · e7 чорний король · f7 білий слон · g7 чорний пішак · h7 чорний пішак · c6 чорний кінь · d6 чорний пішак · d5 білий кінь · e5 білий кінь · e4 білий пішак · h3 білий пішак · a2 білий пішак · b2 білий пішак · c2 білий пішак · d2 білий пішак · f2 білий пішак · g2 білий пішак · a1 біла тура · c1 білий слон · d1 чорний слон · e1 білий король · h1 біла тура | a8 чорна тура · d8 чорний ферзь · f8 чорний слон · g8 чорний кінь · h8 чорна тура · a7 чорний пішак · b7 чорний пішак · c7 чорний пішак · e7 чорний король · f7 білий слон · g7 чорний пішак · h7 чорний пішак · c6 чорний кінь · d6 чорний пішак · d5 білий кінь · e5 білий кінь · e4 білий пішак · h3 білий пішак · a2 білий пішак · b2 білий пішак · c2 білий пішак · d2 білий пішак · f2 білий пішак · g2 білий пішак · a1 біла тура · c1 білий слон · d1 чорний слон · e1 білий король · h1 біла тура | a8 чорна тура · d8 чорний ферзь · f8 чорний слон · g8 чорний кінь · h8 чорна тура · a7 чорний пішак · b7 чорний пішак · c7 чорний пішак · e7 чорний король · f7 білий слон · g7 чорний пішак · h7 чорний пішак · c6 чорний кінь · d6 чорний пішак · d5 білий кінь · e5 білий кінь · e4 білий пішак · h3 білий пішак · a2 білий пішак · b2 білий пішак · c2 білий пішак · d2 білий пішак · f2 білий пішак · g2 білий пішак · a1 біла тура · c1 білий слон · d1 чорний слон · e1 білий король · h1 біла тура | a8 чорна тура · d8 чорний ферзь · f8 чорний слон · g8 чорний кінь · h8 чорна тура · a7 чорний пішак · b7 чорний пішак · c7 чорний пішак · e7 чорний король · f7 білий слон · g7 чорний пішак · h7 чорний пішак · c6 чорний кінь · d6 чорний пішак · d5 білий кінь · e5 білий кінь · e4 білий пішак · h3 білий пішак · a2 білий пішак · b2 білий пішак · c2 білий пішак · d2 білий пішак · f2 білий пішак · g2 білий пішак · a1 біла тура · c1 білий слон · d1 чорний слон · e1 білий король · h1 біла тура | a8 чорна тура · d8 чорний ферзь · f8 чорний слон · g8 чорний кінь · h8 чорна тура · a7 чорний пішак · b7 чорний пішак · c7 чорний пішак · e7 чорний король · f7 білий слон · g7 чорний пішак · h7 чорний пішак · c6 чорний кінь · d6 чорний пішак · d5 білий кінь · e5 білий кінь · e4 білий пішак · h3 білий пішак · a2 білий пішак · b2 білий пішак · c2 білий пішак · d2 білий пішак · f2 білий пішак · g2 білий пішак · a1 біла тура · c1 білий слон · d1 чорний слон · e1 білий король · h1 біла тура | a8 чорна тура · d8 чорний ферзь · f8 чорний слон · g8 чорний кінь · h8 чорна тура · a7 чорний пішак · b7 чорний пішак · c7 чорний пішак · e7 чорний король · f7 білий слон · g7 чорний пішак · h7 чорний пішак · c6 чорний кінь · d6 чорний пішак · d5 білий кінь · e5 білий кінь · e4 білий пішак · h3 білий пішак · a2 білий пішак · b2 білий пішак · c2 білий пішак · d2 білий пішак · f2 білий пішак · g2 білий пішак · a1 біла тура · c1 білий слон · d1 чорний слон · e1 білий король · h1 біла тура | 7 |
| 6 | a8 чорна тура · d8 чорний ферзь · f8 чорний слон · g8 чорний кінь · h8 чорна тура · a7 чорний пішак · b7 чорний пішак · c7 чорний пішак · e7 чорний король · f7 білий слон · g7 чорний пішак · h7 чорний пішак · c6 чорний кінь · d6 чорний пішак · d5 білий кінь · e5 білий кінь · e4 білий пішак · h3 білий пішак · a2 білий пішак · b2 білий пішак · c2 білий пішак · d2 білий пішак · f2 білий пішак · g2 білий пішак · a1 біла тура · c1 білий слон · d1 чорний слон · e1 білий король · h1 біла тура | a8 чорна тура · d8 чорний ферзь · f8 чорний слон · g8 чорний кінь · h8 чорна тура · a7 чорний пішак · b7 чорний пішак · c7 чорний пішак · e7 чорний король · f7 білий слон · g7 чорний пішак · h7 чорний пішак · c6 чорний кінь · d6 чорний пішак · d5 білий кінь · e5 білий кінь · e4 білий пішак · h3 білий пішак · a2 білий пішак · b2 білий пішак · c2 білий пішак · d2 білий пішак · f2 білий пішак · g2 білий пішак · a1 біла тура · c1 білий слон · d1 чорний слон · e1 білий король · h1 біла тура | a8 чорна тура · d8 чорний ферзь · f8 чорний слон · g8 чорний кінь · h8 чорна тура · a7 чорний пішак · b7 чорний пішак · c7 чорний пішак · e7 чорний король · f7 білий слон · g7 чорний пішак · h7 чорний пішак · c6 чорний кінь · d6 чорний пішак · d5 білий кінь · e5 білий кінь · e4 білий пішак · h3 білий пішак · a2 білий пішак · b2 білий пішак · c2 білий пішак · d2 білий пішак · f2 білий пішак · g2 білий пішак · a1 біла тура · c1 білий слон · d1 чорний слон · e1 білий король · h1 біла тура | a8 чорна тура · d8 чорний ферзь · f8 чорний слон · g8 чорний кінь · h8 чорна тура · a7 чорний пішак · b7 чорний пішак · c7 чорний пішак · e7 чорний король · f7 білий слон · g7 чорний пішак · h7 чорний пішак · c6 чорний кінь · d6 чорний пішак · d5 білий кінь · e5 білий кінь · e4 білий пішак · h3 білий пішак · a2 білий пішак · b2 білий пішак · c2 білий пішак · d2 білий пішак · f2 білий пішак · g2 білий пішак · a1 біла тура · c1 білий слон · d1 чорний слон · e1 білий король · h1 біла тура | a8 чорна тура · d8 чорний ферзь · f8 чорний слон · g8 чорний кінь · h8 чорна тура · a7 чорний пішак · b7 чорний пішак · c7 чорний пішак · e7 чорний король · f7 білий слон · g7 чорний пішак · h7 чорний пішак · c6 чорний кінь · d6 чорний пішак · d5 білий кінь · e5 білий кінь · e4 білий пішак · h3 білий пішак · a2 білий пішак · b2 білий пішак · c2 білий пішак · d2 білий пішак · f2 білий пішак · g2 білий пішак · a1 біла тура · c1 білий слон · d1 чорний слон · e1 білий король · h1 біла тура | a8 чорна тура · d8 чорний ферзь · f8 чорний слон · g8 чорний кінь · h8 чорна тура · a7 чорний пішак · b7 чорний пішак · c7 чорний пішак · e7 чорний король · f7 білий слон · g7 чорний пішак · h7 чорний пішак · c6 чорний кінь · d6 чорний пішак · d5 білий кінь · e5 білий кінь · e4 білий пішак · h3 білий пішак · a2 білий пішак · b2 білий пішак · c2 білий пішак · d2 білий пішак · f2 білий пішак · g2 білий пішак · a1 біла тура · c1 білий слон · d1 чорний слон · e1 білий король · h1 біла тура | a8 чорна тура · d8 чорний ферзь · f8 чорний слон · g8 чорний кінь · h8 чорна тура · a7 чорний пішак · b7 чорний пішак · c7 чорний пішак · e7 чорний король · f7 білий слон · g7 чорний пішак · h7 чорний пішак · c6 чорний кінь · d6 чорний пішак · d5 білий кінь · e5 білий кінь · e4 білий пішак · h3 білий пішак · a2 білий пішак · b2 білий пішак · c2 білий пішак · d2 білий пішак · f2 білий пішак · g2 білий пішак · a1 біла тура · c1 білий слон · d1 чорний слон · e1 білий король · h1 біла тура | a8 чорна тура · d8 чорний ферзь · f8 чорний слон · g8 чорний кінь · h8 чорна тура · a7 чорний пішак · b7 чорний пішак · c7 чорний пішак · e7 чорний король · f7 білий слон · g7 чорний пішак · h7 чорний пішак · c6 чорний кінь · d6 чорний пішак · d5 білий кінь · e5 білий кінь · e4 білий пішак · h3 білий пішак · a2 білий пішак · b2 білий пішак · c2 білий пішак · d2 білий пішак · f2 білий пішак · g2 білий пішак · a1 біла тура · c1 білий слон · d1 чорний слон · e1 білий король · h1 біла тура | 6 |
| 5 | a8 чорна тура · d8 чорний ферзь · f8 чорний слон · g8 чорний кінь · h8 чорна тура · a7 чорний пішак · b7 чорний пішак · c7 чорний пішак · e7 чорний король · f7 білий слон · g7 чорний пішак · h7 чорний пішак · c6 чорний кінь · d6 чорний пішак · d5 білий кінь · e5 білий кінь · e4 білий пішак · h3 білий пішак · a2 білий пішак · b2 білий пішак · c2 білий пішак · d2 білий пішак · f2 білий пішак · g2 білий пішак · a1 біла тура · c1 білий слон · d1 чорний слон · e1 білий король · h1 біла тура | a8 чорна тура · d8 чорний ферзь · f8 чорний слон · g8 чорний кінь · h8 чорна тура · a7 чорний пішак · b7 чорний пішак · c7 чорний пішак · e7 чорний король · f7 білий слон · g7 чорний пішак · h7 чорний пішак · c6 чорний кінь · d6 чорний пішак · d5 білий кінь · e5 білий кінь · e4 білий пішак · h3 білий пішак · a2 білий пішак · b2 білий пішак · c2 білий пішак · d2 білий пішак · f2 білий пішак · g2 білий пішак · a1 біла тура · c1 білий слон · d1 чорний слон · e1 білий король · h1 біла тура | a8 чорна тура · d8 чорний ферзь · f8 чорний слон · g8 чорний кінь · h8 чорна тура · a7 чорний пішак · b7 чорний пішак · c7 чорний пішак · e7 чорний король · f7 білий слон · g7 чорний пішак · h7 чорний пішак · c6 чорний кінь · d6 чорний пішак · d5 білий кінь · e5 білий кінь · e4 білий пішак · h3 білий пішак · a2 білий пішак · b2 білий пішак · c2 білий пішак · d2 білий пішак · f2 білий пішак · g2 білий пішак · a1 біла тура · c1 білий слон · d1 чорний слон · e1 білий король · h1 біла тура | a8 чорна тура · d8 чорний ферзь · f8 чорний слон · g8 чорний кінь · h8 чорна тура · a7 чорний пішак · b7 чорний пішак · c7 чорний пішак · e7 чорний король · f7 білий слон · g7 чорний пішак · h7 чорний пішак · c6 чорний кінь · d6 чорний пішак · d5 білий кінь · e5 білий кінь · e4 білий пішак · h3 білий пішак · a2 білий пішак · b2 білий пішак · c2 білий пішак · d2 білий пішак · f2 білий пішак · g2 білий пішак · a1 біла тура · c1 білий слон · d1 чорний слон · e1 білий король · h1 біла тура | a8 чорна тура · d8 чорний ферзь · f8 чорний слон · g8 чорний кінь · h8 чорна тура · a7 чорний пішак · b7 чорний пішак · c7 чорний пішак · e7 чорний король · f7 білий слон · g7 чорний пішак · h7 чорний пішак · c6 чорний кінь · d6 чорний пішак · d5 білий кінь · e5 білий кінь · e4 білий пішак · h3 білий пішак · a2 білий пішак · b2 білий пішак · c2 білий пішак · d2 білий пішак · f2 білий пішак · g2 білий пішак · a1 біла тура · c1 білий слон · d1 чорний слон · e1 білий король · h1 біла тура | a8 чорна тура · d8 чорний ферзь · f8 чорний слон · g8 чорний кінь · h8 чорна тура · a7 чорний пішак · b7 чорний пішак · c7 чорний пішак · e7 чорний король · f7 білий слон · g7 чорний пішак · h7 чорний пішак · c6 чорний кінь · d6 чорний пішак · d5 білий кінь · e5 білий кінь · e4 білий пішак · h3 білий пішак · a2 білий пішак · b2 білий пішак · c2 білий пішак · d2 білий пішак · f2 білий пішак · g2 білий пішак · a1 біла тура · c1 білий слон · d1 чорний слон · e1 білий король · h1 біла тура | a8 чорна тура · d8 чорний ферзь · f8 чорний слон · g8 чорний кінь · h8 чорна тура · a7 чорний пішак · b7 чорний пішак · c7 чорний пішак · e7 чорний король · f7 білий слон · g7 чорний пішак · h7 чорний пішак · c6 чорний кінь · d6 чорний пішак · d5 білий кінь · e5 білий кінь · e4 білий пішак · h3 білий пішак · a2 білий пішак · b2 білий пішак · c2 білий пішак · d2 білий пішак · f2 білий пішак · g2 білий пішак · a1 біла тура · c1 білий слон · d1 чорний слон · e1 білий король · h1 біла тура | a8 чорна тура · d8 чорний ферзь · f8 чорний слон · g8 чорний кінь · h8 чорна тура · a7 чорний пішак · b7 чорний пішак · c7 чорний пішак · e7 чорний король · f7 білий слон · g7 чорний пішак · h7 чорний пішак · c6 чорний кінь · d6 чорний пішак · d5 білий кінь · e5 білий кінь · e4 білий пішак · h3 білий пішак · a2 білий пішак · b2 білий пішак · c2 білий пішак · d2 білий пішак · f2 білий пішак · g2 білий пішак · a1 біла тура · c1 білий слон · d1 чорний слон · e1 білий король · h1 біла тура | 5 |
| 4 | a8 чорна тура · d8 чорний ферзь · f8 чорний слон · g8 чорний кінь · h8 чорна тура · a7 чорний пішак · b7 чорний пішак · c7 чорний пішак · e7 чорний король · f7 білий слон · g7 чорний пішак · h7 чорний пішак · c6 чорний кінь · d6 чорний пішак · d5 білий кінь · e5 білий кінь · e4 білий пішак · h3 білий пішак · a2 білий пішак · b2 білий пішак · c2 білий пішак · d2 білий пішак · f2 білий пішак · g2 білий пішак · a1 біла тура · c1 білий слон · d1 чорний слон · e1 білий король · h1 біла тура | a8 чорна тура · d8 чорний ферзь · f8 чорний слон · g8 чорний кінь · h8 чорна тура · a7 чорний пішак · b7 чорний пішак · c7 чорний пішак · e7 чорний король · f7 білий слон · g7 чорний пішак · h7 чорний пішак · c6 чорний кінь · d6 чорний пішак · d5 білий кінь · e5 білий кінь · e4 білий пішак · h3 білий пішак · a2 білий пішак · b2 білий пішак · c2 білий пішак · d2 білий пішак · f2 білий пішак · g2 білий пішак · a1 біла тура · c1 білий слон · d1 чорний слон · e1 білий король · h1 біла тура | a8 чорна тура · d8 чорний ферзь · f8 чорний слон · g8 чорний кінь · h8 чорна тура · a7 чорний пішак · b7 чорний пішак · c7 чорний пішак · e7 чорний король · f7 білий слон · g7 чорний пішак · h7 чорний пішак · c6 чорний кінь · d6 чорний пішак · d5 білий кінь · e5 білий кінь · e4 білий пішак · h3 білий пішак · a2 білий пішак · b2 білий пішак · c2 білий пішак · d2 білий пішак · f2 білий пішак · g2 білий пішак · a1 біла тура · c1 білий слон · d1 чорний слон · e1 білий король · h1 біла тура | a8 чорна тура · d8 чорний ферзь · f8 чорний слон · g8 чорний кінь · h8 чорна тура · a7 чорний пішак · b7 чорний пішак · c7 чорний пішак · e7 чорний король · f7 білий слон · g7 чорний пішак · h7 чорний пішак · c6 чорний кінь · d6 чорний пішак · d5 білий кінь · e5 білий кінь · e4 білий пішак · h3 білий пішак · a2 білий пішак · b2 білий пішак · c2 білий пішак · d2 білий пішак · f2 білий пішак · g2 білий пішак · a1 біла тура · c1 білий слон · d1 чорний слон · e1 білий король · h1 біла тура | a8 чорна тура · d8 чорний ферзь · f8 чорний слон · g8 чорний кінь · h8 чорна тура · a7 чорний пішак · b7 чорний пішак · c7 чорний пішак · e7 чорний король · f7 білий слон · g7 чорний пішак · h7 чорний пішак · c6 чорний кінь · d6 чорний пішак · d5 білий кінь · e5 білий кінь · e4 білий пішак · h3 білий пішак · a2 білий пішак · b2 білий пішак · c2 білий пішак · d2 білий пішак · f2 білий пішак · g2 білий пішак · a1 біла тура · c1 білий слон · d1 чорний слон · e1 білий король · h1 біла тура | a8 чорна тура · d8 чорний ферзь · f8 чорний слон · g8 чорний кінь · h8 чорна тура · a7 чорний пішак · b7 чорний пішак · c7 чорний пішак · e7 чорний король · f7 білий слон · g7 чорний пішак · h7 чорний пішак · c6 чорний кінь · d6 чорний пішак · d5 білий кінь · e5 білий кінь · e4 білий пішак · h3 білий пішак · a2 білий пішак · b2 білий пішак · c2 білий пішак · d2 білий пішак · f2 білий пішак · g2 білий пішак · a1 біла тура · c1 білий слон · d1 чорний слон · e1 білий король · h1 біла тура | a8 чорна тура · d8 чорний ферзь · f8 чорний слон · g8 чорний кінь · h8 чорна тура · a7 чорний пішак · b7 чорний пішак · c7 чорний пішак · e7 чорний король · f7 білий слон · g7 чорний пішак · h7 чорний пішак · c6 чорний кінь · d6 чорний пішак · d5 білий кінь · e5 білий кінь · e4 білий пішак · h3 білий пішак · a2 білий пішак · b2 білий пішак · c2 білий пішак · d2 білий пішак · f2 білий пішак · g2 білий пішак · a1 біла тура · c1 білий слон · d1 чорний слон · e1 білий король · h1 біла тура | a8 чорна тура · d8 чорний ферзь · f8 чорний слон · g8 чорний кінь · h8 чорна тура · a7 чорний пішак · b7 чорний пішак · c7 чорний пішак · e7 чорний король · f7 білий слон · g7 чорний пішак · h7 чорний пішак · c6 чорний кінь · d6 чорний пішак · d5 білий кінь · e5 білий кінь · e4 білий пішак · h3 білий пішак · a2 білий пішак · b2 білий пішак · c2 білий пішак · d2 білий пішак · f2 білий пішак · g2 білий пішак · a1 біла тура · c1 білий слон · d1 чорний слон · e1 білий король · h1 біла тура | 4 |
| 3 | a8 чорна тура · d8 чорний ферзь · f8 чорний слон · g8 чорний кінь · h8 чорна тура · a7 чорний пішак · b7 чорний пішак · c7 чорний пішак · e7 чорний король · f7 білий слон · g7 чорний пішак · h7 чорний пішак · c6 чорний кінь · d6 чорний пішак · d5 білий кінь · e5 білий кінь · e4 білий пішак · h3 білий пішак · a2 білий пішак · b2 білий пішак · c2 білий пішак · d2 білий пішак · f2 білий пішак · g2 білий пішак · a1 біла тура · c1 білий слон · d1 чорний слон · e1 білий король · h1 біла тура | a8 чорна тура · d8 чорний ферзь · f8 чорний слон · g8 чорний кінь · h8 чорна тура · a7 чорний пішак · b7 чорний пішак · c7 чорний пішак · e7 чорний король · f7 білий слон · g7 чорний пішак · h7 чорний пішак · c6 чорний кінь · d6 чорний пішак · d5 білий кінь · e5 білий кінь · e4 білий пішак · h3 білий пішак · a2 білий пішак · b2 білий пішак · c2 білий пішак · d2 білий пішак · f2 білий пішак · g2 білий пішак · a1 біла тура · c1 білий слон · d1 чорний слон · e1 білий король · h1 біла тура | a8 чорна тура · d8 чорний ферзь · f8 чорний слон · g8 чорний кінь · h8 чорна тура · a7 чорний пішак · b7 чорний пішак · c7 чорний пішак · e7 чорний король · f7 білий слон · g7 чорний пішак · h7 чорний пішак · c6 чорний кінь · d6 чорний пішак · d5 білий кінь · e5 білий кінь · e4 білий пішак · h3 білий пішак · a2 білий пішак · b2 білий пішак · c2 білий пішак · d2 білий пішак · f2 білий пішак · g2 білий пішак · a1 біла тура · c1 білий слон · d1 чорний слон · e1 білий король · h1 біла тура | a8 чорна тура · d8 чорний ферзь · f8 чорний слон · g8 чорний кінь · h8 чорна тура · a7 чорний пішак · b7 чорний пішак · c7 чорний пішак · e7 чорний король · f7 білий слон · g7 чорний пішак · h7 чорний пішак · c6 чорний кінь · d6 чорний пішак · d5 білий кінь · e5 білий кінь · e4 білий пішак · h3 білий пішак · a2 білий пішак · b2 білий пішак · c2 білий пішак · d2 білий пішак · f2 білий пішак · g2 білий пішак · a1 біла тура · c1 білий слон · d1 чорний слон · e1 білий король · h1 біла тура | a8 чорна тура · d8 чорний ферзь · f8 чорний слон · g8 чорний кінь · h8 чорна тура · a7 чорний пішак · b7 чорний пішак · c7 чорний пішак · e7 чорний король · f7 білий слон · g7 чорний пішак · h7 чорний пішак · c6 чорний кінь · d6 чорний пішак · d5 білий кінь · e5 білий кінь · e4 білий пішак · h3 білий пішак · a2 білий пішак · b2 білий пішак · c2 білий пішак · d2 білий пішак · f2 білий пішак · g2 білий пішак · a1 біла тура · c1 білий слон · d1 чорний слон · e1 білий король · h1 біла тура | a8 чорна тура · d8 чорний ферзь · f8 чорний слон · g8 чорний кінь · h8 чорна тура · a7 чорний пішак · b7 чорний пішак · c7 чорний пішак · e7 чорний король · f7 білий слон · g7 чорний пішак · h7 чорний пішак · c6 чорний кінь · d6 чорний пішак · d5 білий кінь · e5 білий кінь · e4 білий пішак · h3 білий пішак · a2 білий пішак · b2 білий пішак · c2 білий пішак · d2 білий пішак · f2 білий пішак · g2 білий пішак · a1 біла тура · c1 білий слон · d1 чорний слон · e1 білий король · h1 біла тура | a8 чорна тура · d8 чорний ферзь · f8 чорний слон · g8 чорний кінь · h8 чорна тура · a7 чорний пішак · b7 чорний пішак · c7 чорний пішак · e7 чорний король · f7 білий слон · g7 чорний пішак · h7 чорний пішак · c6 чорний кінь · d6 чорний пішак · d5 білий кінь · e5 білий кінь · e4 білий пішак · h3 білий пішак · a2 білий пішак · b2 білий пішак · c2 білий пішак · d2 білий пішак · f2 білий пішак · g2 білий пішак · a1 біла тура · c1 білий слон · d1 чорний слон · e1 білий король · h1 біла тура | a8 чорна тура · d8 чорний ферзь · f8 чорний слон · g8 чорний кінь · h8 чорна тура · a7 чорний пішак · b7 чорний пішак · c7 чорний пішак · e7 чорний король · f7 білий слон · g7 чорний пішак · h7 чорний пішак · c6 чорний кінь · d6 чорний пішак · d5 білий кінь · e5 білий кінь · e4 білий пішак · h3 білий пішак · a2 білий пішак · b2 білий пішак · c2 білий пішак · d2 білий пішак · f2 білий пішак · g2 білий пішак · a1 біла тура · c1 білий слон · d1 чорний слон · e1 білий король · h1 біла тура | 3 |
| 2 | a8 чорна тура · d8 чорний ферзь · f8 чорний слон · g8 чорний кінь · h8 чорна тура · a7 чорний пішак · b7 чорний пішак · c7 чорний пішак · e7 чорний король · f7 білий слон · g7 чорний пішак · h7 чорний пішак · c6 чорний кінь · d6 чорний пішак · d5 білий кінь · e5 білий кінь · e4 білий пішак · h3 білий пішак · a2 білий пішак · b2 білий пішак · c2 білий пішак · d2 білий пішак · f2 білий пішак · g2 білий пішак · a1 біла тура · c1 білий слон · d1 чорний слон · e1 білий король · h1 біла тура | a8 чорна тура · d8 чорний ферзь · f8 чорний слон · g8 чорний кінь · h8 чорна тура · a7 чорний пішак · b7 чорний пішак · c7 чорний пішак · e7 чорний король · f7 білий слон · g7 чорний пішак · h7 чорний пішак · c6 чорний кінь · d6 чорний пішак · d5 білий кінь · e5 білий кінь · e4 білий пішак · h3 білий пішак · a2 білий пішак · b2 білий пішак · c2 білий пішак · d2 білий пішак · f2 білий пішак · g2 білий пішак · a1 біла тура · c1 білий слон · d1 чорний слон · e1 білий король · h1 біла тура | a8 чорна тура · d8 чорний ферзь · f8 чорний слон · g8 чорний кінь · h8 чорна тура · a7 чорний пішак · b7 чорний пішак · c7 чорний пішак · e7 чорний король · f7 білий слон · g7 чорний пішак · h7 чорний пішак · c6 чорний кінь · d6 чорний пішак · d5 білий кінь · e5 білий кінь · e4 білий пішак · h3 білий пішак · a2 білий пішак · b2 білий пішак · c2 білий пішак · d2 білий пішак · f2 білий пішак · g2 білий пішак · a1 біла тура · c1 білий слон · d1 чорний слон · e1 білий король · h1 біла тура | a8 чорна тура · d8 чорний ферзь · f8 чорний слон · g8 чорний кінь · h8 чорна тура · a7 чорний пішак · b7 чорний пішак · c7 чорний пішак · e7 чорний король · f7 білий слон · g7 чорний пішак · h7 чорний пішак · c6 чорний кінь · d6 чорний пішак · d5 білий кінь · e5 білий кінь · e4 білий пішак · h3 білий пішак · a2 білий пішак · b2 білий пішак · c2 білий пішак · d2 білий пішак · f2 білий пішак · g2 білий пішак · a1 біла тура · c1 білий слон · d1 чорний слон · e1 білий король · h1 біла тура | a8 чорна тура · d8 чорний ферзь · f8 чорний слон · g8 чорний кінь · h8 чорна тура · a7 чорний пішак · b7 чорний пішак · c7 чорний пішак · e7 чорний король · f7 білий слон · g7 чорний пішак · h7 чорний пішак · c6 чорний кінь · d6 чорний пішак · d5 білий кінь · e5 білий кінь · e4 білий пішак · h3 білий пішак · a2 білий пішак · b2 білий пішак · c2 білий пішак · d2 білий пішак · f2 білий пішак · g2 білий пішак · a1 біла тура · c1 білий слон · d1 чорний слон · e1 білий король · h1 біла тура | a8 чорна тура · d8 чорний ферзь · f8 чорний слон · g8 чорний кінь · h8 чорна тура · a7 чорний пішак · b7 чорний пішак · c7 чорний пішак · e7 чорний король · f7 білий слон · g7 чорний пішак · h7 чорний пішак · c6 чорний кінь · d6 чорний пішак · d5 білий кінь · e5 білий кінь · e4 білий пішак · h3 білий пішак · a2 білий пішак · b2 білий пішак · c2 білий пішак · d2 білий пішак · f2 білий пішак · g2 білий пішак · a1 біла тура · c1 білий слон · d1 чорний слон · e1 білий король · h1 біла тура | a8 чорна тура · d8 чорний ферзь · f8 чорний слон · g8 чорний кінь · h8 чорна тура · a7 чорний пішак · b7 чорний пішак · c7 чорний пішак · e7 чорний король · f7 білий слон · g7 чорний пішак · h7 чорний пішак · c6 чорний кінь · d6 чорний пішак · d5 білий кінь · e5 білий кінь · e4 білий пішак · h3 білий пішак · a2 білий пішак · b2 білий пішак · c2 білий пішак · d2 білий пішак · f2 білий пішак · g2 білий пішак · a1 біла тура · c1 білий слон · d1 чорний слон · e1 білий король · h1 біла тура | a8 чорна тура · d8 чорний ферзь · f8 чорний слон · g8 чорний кінь · h8 чорна тура · a7 чорний пішак · b7 чорний пішак · c7 чорний пішак · e7 чорний король · f7 білий слон · g7 чорний пішак · h7 чорний пішак · c6 чорний кінь · d6 чорний пішак · d5 білий кінь · e5 білий кінь · e4 білий пішак · h3 білий пішак · a2 білий пішак · b2 білий пішак · c2 білий пішак · d2 білий пішак · f2 білий пішак · g2 білий пішак · a1 біла тура · c1 білий слон · d1 чорний слон · e1 білий король · h1 біла тура | 2 |
| 1 | a8 чорна тура · d8 чорний ферзь · f8 чорний слон · g8 чорний кінь · h8 чорна тура · a7 чорний пішак · b7 чорний пішак · c7 чорний пішак · e7 чорний король · f7 білий слон · g7 чорний пішак · h7 чорний пішак · c6 чорний кінь · d6 чорний пішак · d5 білий кінь · e5 білий кінь · e4 білий пішак · h3 білий пішак · a2 білий пішак · b2 білий пішак · c2 білий пішак · d2 білий пішак · f2 білий пішак · g2 білий пішак · a1 біла тура · c1 білий слон · d1 чорний слон · e1 білий король · h1 біла тура | a8 чорна тура · d8 чорний ферзь · f8 чорний слон · g8 чорний кінь · h8 чорна тура · a7 чорний пішак · b7 чорний пішак · c7 чорний пішак · e7 чорний король · f7 білий слон · g7 чорний пішак · h7 чорний пішак · c6 чорний кінь · d6 чорний пішак · d5 білий кінь · e5 білий кінь · e4 білий пішак · h3 білий пішак · a2 білий пішак · b2 білий пішак · c2 білий пішак · d2 білий пішак · f2 білий пішак · g2 білий пішак · a1 біла тура · c1 білий слон · d1 чорний слон · e1 білий король · h1 біла тура | a8 чорна тура · d8 чорний ферзь · f8 чорний слон · g8 чорний кінь · h8 чорна тура · a7 чорний пішак · b7 чорний пішак · c7 чорний пішак · e7 чорний король · f7 білий слон · g7 чорний пішак · h7 чорний пішак · c6 чорний кінь · d6 чорний пішак · d5 білий кінь · e5 білий кінь · e4 білий пішак · h3 білий пішак · a2 білий пішак · b2 білий пішак · c2 білий пішак · d2 білий пішак · f2 білий пішак · g2 білий пішак · a1 біла тура · c1 білий слон · d1 чорний слон · e1 білий король · h1 біла тура | a8 чорна тура · d8 чорний ферзь · f8 чорний слон · g8 чорний кінь · h8 чорна тура · a7 чорний пішак · b7 чорний пішак · c7 чорний пішак · e7 чорний король · f7 білий слон · g7 чорний пішак · h7 чорний пішак · c6 чорний кінь · d6 чорний пішак · d5 білий кінь · e5 білий кінь · e4 білий пішак · h3 білий пішак · a2 білий пішак · b2 білий пішак · c2 білий пішак · d2 білий пішак · f2 білий пішак · g2 білий пішак · a1 біла тура · c1 білий слон · d1 чорний слон · e1 білий король · h1 біла тура | a8 чорна тура · d8 чорний ферзь · f8 чорний слон · g8 чорний кінь · h8 чорна тура · a7 чорний пішак · b7 чорний пішак · c7 чорний пішак · e7 чорний король · f7 білий слон · g7 чорний пішак · h7 чорний пішак · c6 чорний кінь · d6 чорний пішак · d5 білий кінь · e5 білий кінь · e4 білий пішак · h3 білий пішак · a2 білий пішак · b2 білий пішак · c2 білий пішак · d2 білий пішак · f2 білий пішак · g2 білий пішак · a1 біла тура · c1 білий слон · d1 чорний слон · e1 білий король · h1 біла тура | a8 чорна тура · d8 чорний ферзь · f8 чорний слон · g8 чорний кінь · h8 чорна тура · a7 чорний пішак · b7 чорний пішак · c7 чорний пішак · e7 чорний король · f7 білий слон · g7 чорний пішак · h7 чорний пішак · c6 чорний кінь · d6 чорний пішак · d5 білий кінь · e5 білий кінь · e4 білий пішак · h3 білий пішак · a2 білий пішак · b2 білий пішак · c2 білий пішак · d2 білий пішак · f2 білий пішак · g2 білий пішак · a1 біла тура · c1 білий слон · d1 чорний слон · e1 білий король · h1 біла тура | a8 чорна тура · d8 чорний ферзь · f8 чорний слон · g8 чорний кінь · h8 чорна тура · a7 чорний пішак · b7 чорний пішак · c7 чорний пішак · e7 чорний король · f7 білий слон · g7 чорний пішак · h7 чорний пішак · c6 чорний кінь · d6 чорний пішак · d5 білий кінь · e5 білий кінь · e4 білий пішак · h3 білий пішак · a2 білий пішак · b2 білий пішак · c2 білий пішак · d2 білий пішак · f2 білий пішак · g2 білий пішак · a1 біла тура · c1 білий слон · d1 чорний слон · e1 білий король · h1 біла тура | a8 чорна тура · d8 чорний ферзь · f8 чорний слон · g8 чорний кінь · h8 чорна тура · a7 чорний пішак · b7 чорний пішак · c7 чорний пішак · e7 чорний король · f7 білий слон · g7 чорний пішак · h7 чорний пішак · c6 чорний кінь · d6 чорний пішак · d5 білий кінь · e5 білий кінь · e4 білий пішак · h3 білий пішак · a2 білий пішак · b2 білий пішак · c2 білий пішак · d2 білий пішак · f2 білий пішак · g2 білий пішак · a1 біла тура · c1 білий слон · d1 чорний слон · e1 білий король · h1 біла тура | 1 |
|   | a | b | c | d | e | f | g | h |   |

## Леґаль проти Сен Брі
В оригінальній партії Леґаль грав на гральні шанси (без Ra1) проти Сен Брі в Парижі 1750:
1. e4 e5 2. Nf3 d6 3. Bc4 Bg4?! 4. Nc3 g6? 5. Nxe5 Bxd1?? 6. Bxf7+ Ke7 7. Nd5# 1–0
Вищенаведена версія цитується в більшості публікацій, іноді з ходом 4... h6 замість 4... g6. Однак дослідження показують, що порядок інших ходів гри був змінений ретроспективно, щоб усунути недолік оригінальної гри. Також 1750 рік вважається помилковим; вірогідніше, що гру було проведено в 1787 році, і що початковий порядок ходів був:
1. e4 e5 2. Bc4 d6 3. Nf3 Nc6 4. Nc3 Bg4 5. Nxe5? Bxd1?? 6. Bxf7+ Ke7 7. Nd5# 1–0
Тут комбінація є недоліком, як і при 5... Nxe5 Чорні могли би отримати перевагу. Повідомляється, що Леґаль замаскував свою пастку психологічним трюком: він спочатку торкнувся коня на f3, а потім забрав від нього руку так, ніби зрозумів лише зараз, що кінь був зв'язаний. Потім, після того, як опонент нагадав йому про правило дотику, він зіграв Nxe5, і суперник схопив королеву, не думаючи двічі.

## Інші варіації гри
|   | a | b | c | d | e | f | g | h |   |
| 8 | a8 чорна тура · d8 білий слон · e8 чорний король · h8 чорна тура · a7 чорний пішак · b7 чорний пішак · c7 чорний пішак · f7 чорний пішак · g7 чорний пішак · h7 чорний пішак · c6 чорний пішак · e4 чорний кінь · g4 чорний слон · d3 білий пішак · a2 білий пішак · b2 білий пішак · c2 білий пішак · e2 білий король · f2 чорний слон · g2 білий пішак · h2 білий пішак · a1 біла тура · b1 білий кінь · d1 білий ферзь · f1 білий слон · h1 біла тура | a8 чорна тура · d8 білий слон · e8 чорний король · h8 чорна тура · a7 чорний пішак · b7 чорний пішак · c7 чорний пішак · f7 чорний пішак · g7 чорний пішак · h7 чорний пішак · c6 чорний пішак · e4 чорний кінь · g4 чорний слон · d3 білий пішак · a2 білий пішак · b2 білий пішак · c2 білий пішак · e2 білий король · f2 чорний слон · g2 білий пішак · h2 білий пішак · a1 біла тура · b1 білий кінь · d1 білий ферзь · f1 білий слон · h1 біла тура | a8 чорна тура · d8 білий слон · e8 чорний король · h8 чорна тура · a7 чорний пішак · b7 чорний пішак · c7 чорний пішак · f7 чорний пішак · g7 чорний пішак · h7 чорний пішак · c6 чорний пішак · e4 чорний кінь · g4 чорний слон · d3 білий пішак · a2 білий пішак · b2 білий пішак · c2 білий пішак · e2 білий король · f2 чорний слон · g2 білий пішак · h2 білий пішак · a1 біла тура · b1 білий кінь · d1 білий ферзь · f1 білий слон · h1 біла тура | a8 чорна тура · d8 білий слон · e8 чорний король · h8 чорна тура · a7 чорний пішак · b7 чорний пішак · c7 чорний пішак · f7 чорний пішак · g7 чорний пішак · h7 чорний пішак · c6 чорний пішак · e4 чорний кінь · g4 чорний слон · d3 білий пішак · a2 білий пішак · b2 білий пішак · c2 білий пішак · e2 білий король · f2 чорний слон · g2 білий пішак · h2 білий пішак · a1 біла тура · b1 білий кінь · d1 білий ферзь · f1 білий слон · h1 біла тура | a8 чорна тура · d8 білий слон · e8 чорний король · h8 чорна тура · a7 чорний пішак · b7 чорний пішак · c7 чорний пішак · f7 чорний пішак · g7 чорний пішак · h7 чорний пішак · c6 чорний пішак · e4 чорний кінь · g4 чорний слон · d3 білий пішак · a2 білий пішак · b2 білий пішак · c2 білий пішак · e2 білий король · f2 чорний слон · g2 білий пішак · h2 білий пішак · a1 біла тура · b1 білий кінь · d1 білий ферзь · f1 білий слон · h1 біла тура | a8 чорна тура · d8 білий слон · e8 чорний король · h8 чорна тура · a7 чорний пішак · b7 чорний пішак · c7 чорний пішак · f7 чорний пішак · g7 чорний пішак · h7 чорний пішак · c6 чорний пішак · e4 чорний кінь · g4 чорний слон · d3 білий пішак · a2 білий пішак · b2 білий пішак · c2 білий пішак · e2 білий король · f2 чорний слон · g2 білий пішак · h2 білий пішак · a1 біла тура · b1 білий кінь · d1 білий ферзь · f1 білий слон · h1 біла тура | a8 чорна тура · d8 білий слон · e8 чорний король · h8 чорна тура · a7 чорний пішак · b7 чорний пішак · c7 чорний пішак · f7 чорний пішак · g7 чорний пішак · h7 чорний пішак · c6 чорний пішак · e4 чорний кінь · g4 чорний слон · d3 білий пішак · a2 білий пішак · b2 білий пішак · c2 білий пішак · e2 білий король · f2 чорний слон · g2 білий пішак · h2 білий пішак · a1 біла тура · b1 білий кінь · d1 білий ферзь · f1 білий слон · h1 біла тура | a8 чорна тура · d8 білий слон · e8 чорний король · h8 чорна тура · a7 чорний пішак · b7 чорний пішак · c7 чорний пішак · f7 чорний пішак · g7 чорний пішак · h7 чорний пішак · c6 чорний пішак · e4 чорний кінь · g4 чорний слон · d3 білий пішак · a2 білий пішак · b2 білий пішак · c2 білий пішак · e2 білий король · f2 чорний слон · g2 білий пішак · h2 білий пішак · a1 біла тура · b1 білий кінь · d1 білий ферзь · f1 білий слон · h1 біла тура | 8 |
| 7 | a8 чорна тура · d8 білий слон · e8 чорний король · h8 чорна тура · a7 чорний пішак · b7 чорний пішак · c7 чорний пішак · f7 чорний пішак · g7 чорний пішак · h7 чорний пішак · c6 чорний пішак · e4 чорний кінь · g4 чорний слон · d3 білий пішак · a2 білий пішак · b2 білий пішак · c2 білий пішак · e2 білий король · f2 чорний слон · g2 білий пішак · h2 білий пішак · a1 біла тура · b1 білий кінь · d1 білий ферзь · f1 білий слон · h1 біла тура | a8 чорна тура · d8 білий слон · e8 чорний король · h8 чорна тура · a7 чорний пішак · b7 чорний пішак · c7 чорний пішак · f7 чорний пішак · g7 чорний пішак · h7 чорний пішак · c6 чорний пішак · e4 чорний кінь · g4 чорний слон · d3 білий пішак · a2 білий пішак · b2 білий пішак · c2 білий пішак · e2 білий король · f2 чорний слон · g2 білий пішак · h2 білий пішак · a1 біла тура · b1 білий кінь · d1 білий ферзь · f1 білий слон · h1 біла тура | a8 чорна тура · d8 білий слон · e8 чорний король · h8 чорна тура · a7 чорний пішак · b7 чорний пішак · c7 чорний пішак · f7 чорний пішак · g7 чорний пішак · h7 чорний пішак · c6 чорний пішак · e4 чорний кінь · g4 чорний слон · d3 білий пішак · a2 білий пішак · b2 білий пішак · c2 білий пішак · e2 білий король · f2 чорний слон · g2 білий пішак · h2 білий пішак · a1 біла тура · b1 білий кінь · d1 білий ферзь · f1 білий слон · h1 біла тура | a8 чорна тура · d8 білий слон · e8 чорний король · h8 чорна тура · a7 чорний пішак · b7 чорний пішак · c7 чорний пішак · f7 чорний пішак · g7 чорний пішак · h7 чорний пішак · c6 чорний пішак · e4 чорний кінь · g4 чорний слон · d3 білий пішак · a2 білий пішак · b2 білий пішак · c2 білий пішак · e2 білий король · f2 чорний слон · g2 білий пішак · h2 білий пішак · a1 біла тура · b1 білий кінь · d1 білий ферзь · f1 білий слон · h1 біла тура | a8 чорна тура · d8 білий слон · e8 чорний король · h8 чорна тура · a7 чорний пішак · b7 чорний пішак · c7 чорний пішак · f7 чорний пішак · g7 чорний пішак · h7 чорний пішак · c6 чорний пішак · e4 чорний кінь · g4 чорний слон · d3 білий пішак · a2 білий пішак · b2 білий пішак · c2 білий пішак · e2 білий король · f2 чорний слон · g2 білий пішак · h2 білий пішак · a1 біла тура · b1 білий кінь · d1 білий ферзь · f1 білий слон · h1 біла тура | a8 чорна тура · d8 білий слон · e8 чорний король · h8 чорна тура · a7 чорний пішак · b7 чорний пішак · c7 чорний пішак · f7 чорний пішак · g7 чорний пішак · h7 чорний пішак · c6 чорний пішак · e4 чорний кінь · g4 чорний слон · d3 білий пішак · a2 білий пішак · b2 білий пішак · c2 білий пішак · e2 білий король · f2 чорний слон · g2 білий пішак · h2 білий пішак · a1 біла тура · b1 білий кінь · d1 білий ферзь · f1 білий слон · h1 біла тура | a8 чорна тура · d8 білий слон · e8 чорний король · h8 чорна тура · a7 чорний пішак · b7 чорний пішак · c7 чорний пішак · f7 чорний пішак · g7 чорний пішак · h7 чорний пішак · c6 чорний пішак · e4 чорний кінь · g4 чорний слон · d3 білий пішак · a2 білий пішак · b2 білий пішак · c2 білий пішак · e2 білий король · f2 чорний слон · g2 білий пішак · h2 білий пішак · a1 біла тура · b1 білий кінь · d1 білий ферзь · f1 білий слон · h1 біла тура | a8 чорна тура · d8 білий слон · e8 чорний король · h8 чорна тура · a7 чорний пішак · b7 чорний пішак · c7 чорний пішак · f7 чорний пішак · g7 чорний пішак · h7 чорний пішак · c6 чорний пішак · e4 чорний кінь · g4 чорний слон · d3 білий пішак · a2 білий пішак · b2 білий пішак · c2 білий пішак · e2 білий король · f2 чорний слон · g2 білий пішак · h2 білий пішак · a1 біла тура · b1 білий кінь · d1 білий ферзь · f1 білий слон · h1 біла тура | 7 |
| 6 | a8 чорна тура · d8 білий слон · e8 чорний король · h8 чорна тура · a7 чорний пішак · b7 чорний пішак · c7 чорний пішак · f7 чорний пішак · g7 чорний пішак · h7 чорний пішак · c6 чорний пішак · e4 чорний кінь · g4 чорний слон · d3 білий пішак · a2 білий пішак · b2 білий пішак · c2 білий пішак · e2 білий король · f2 чорний слон · g2 білий пішак · h2 білий пішак · a1 біла тура · b1 білий кінь · d1 білий ферзь · f1 білий слон · h1 біла тура | a8 чорна тура · d8 білий слон · e8 чорний король · h8 чорна тура · a7 чорний пішак · b7 чорний пішак · c7 чорний пішак · f7 чорний пішак · g7 чорний пішак · h7 чорний пішак · c6 чорний пішак · e4 чорний кінь · g4 чорний слон · d3 білий пішак · a2 білий пішак · b2 білий пішак · c2 білий пішак · e2 білий король · f2 чорний слон · g2 білий пішак · h2 білий пішак · a1 біла тура · b1 білий кінь · d1 білий ферзь · f1 білий слон · h1 біла тура | a8 чорна тура · d8 білий слон · e8 чорний король · h8 чорна тура · a7 чорний пішак · b7 чорний пішак · c7 чорний пішак · f7 чорний пішак · g7 чорний пішак · h7 чорний пішак · c6 чорний пішак · e4 чорний кінь · g4 чорний слон · d3 білий пішак · a2 білий пішак · b2 білий пішак · c2 білий пішак · e2 білий король · f2 чорний слон · g2 білий пішак · h2 білий пішак · a1 біла тура · b1 білий кінь · d1 білий ферзь · f1 білий слон · h1 біла тура | a8 чорна тура · d8 білий слон · e8 чорний король · h8 чорна тура · a7 чорний пішак · b7 чорний пішак · c7 чорний пішак · f7 чорний пішак · g7 чорний пішак · h7 чорний пішак · c6 чорний пішак · e4 чорний кінь · g4 чорний слон · d3 білий пішак · a2 білий пішак · b2 білий пішак · c2 білий пішак · e2 білий король · f2 чорний слон · g2 білий пішак · h2 білий пішак · a1 біла тура · b1 білий кінь · d1 білий ферзь · f1 білий слон · h1 біла тура | a8 чорна тура · d8 білий слон · e8 чорний король · h8 чорна тура · a7 чорний пішак · b7 чорний пішак · c7 чорний пішак · f7 чорний пішак · g7 чорний пішак · h7 чорний пішак · c6 чорний пішак · e4 чорний кінь · g4 чорний слон · d3 білий пішак · a2 білий пішак · b2 білий пішак · c2 білий пішак · e2 білий король · f2 чорний слон · g2 білий пішак · h2 білий пішак · a1 біла тура · b1 білий кінь · d1 білий ферзь · f1 білий слон · h1 біла тура | a8 чорна тура · d8 білий слон · e8 чорний король · h8 чорна тура · a7 чорний пішак · b7 чорний пішак · c7 чорний пішак · f7 чорний пішак · g7 чорний пішак · h7 чорний пішак · c6 чорний пішак · e4 чорний кінь · g4 чорний слон · d3 білий пішак · a2 білий пішак · b2 білий пішак · c2 білий пішак · e2 білий король · f2 чорний слон · g2 білий пішак · h2 білий пішак · a1 біла тура · b1 білий кінь · d1 білий ферзь · f1 білий слон · h1 біла тура | a8 чорна тура · d8 білий слон · e8 чорний король · h8 чорна тура · a7 чорний пішак · b7 чорний пішак · c7 чорний пішак · f7 чорний пішак · g7 чорний пішак · h7 чорний пішак · c6 чорний пішак · e4 чорний кінь · g4 чорний слон · d3 білий пішак · a2 білий пішак · b2 білий пішак · c2 білий пішак · e2 білий король · f2 чорний слон · g2 білий пішак · h2 білий пішак · a1 біла тура · b1 білий кінь · d1 білий ферзь · f1 білий слон · h1 біла тура | a8 чорна тура · d8 білий слон · e8 чорний король · h8 чорна тура · a7 чорний пішак · b7 чорний пішак · c7 чорний пішак · f7 чорний пішак · g7 чорний пішак · h7 чорний пішак · c6 чорний пішак · e4 чорний кінь · g4 чорний слон · d3 білий пішак · a2 білий пішак · b2 білий пішак · c2 білий пішак · e2 білий король · f2 чорний слон · g2 білий пішак · h2 білий пішак · a1 біла тура · b1 білий кінь · d1 білий ферзь · f1 білий слон · h1 біла тура | 6 |
| 5 | a8 чорна тура · d8 білий слон · e8 чорний король · h8 чорна тура · a7 чорний пішак · b7 чорний пішак · c7 чорний пішак · f7 чорний пішак · g7 чорний пішак · h7 чорний пішак · c6 чорний пішак · e4 чорний кінь · g4 чорний слон · d3 білий пішак · a2 білий пішак · b2 білий пішак · c2 білий пішак · e2 білий король · f2 чорний слон · g2 білий пішак · h2 білий пішак · a1 біла тура · b1 білий кінь · d1 білий ферзь · f1 білий слон · h1 біла тура | a8 чорна тура · d8 білий слон · e8 чорний король · h8 чорна тура · a7 чорний пішак · b7 чорний пішак · c7 чорний пішак · f7 чорний пішак · g7 чорний пішак · h7 чорний пішак · c6 чорний пішак · e4 чорний кінь · g4 чорний слон · d3 білий пішак · a2 білий пішак · b2 білий пішак · c2 білий пішак · e2 білий король · f2 чорний слон · g2 білий пішак · h2 білий пішак · a1 біла тура · b1 білий кінь · d1 білий ферзь · f1 білий слон · h1 біла тура | a8 чорна тура · d8 білий слон · e8 чорний король · h8 чорна тура · a7 чорний пішак · b7 чорний пішак · c7 чорний пішак · f7 чорний пішак · g7 чорний пішак · h7 чорний пішак · c6 чорний пішак · e4 чорний кінь · g4 чорний слон · d3 білий пішак · a2 білий пішак · b2 білий пішак · c2 білий пішак · e2 білий король · f2 чорний слон · g2 білий пішак · h2 білий пішак · a1 біла тура · b1 білий кінь · d1 білий ферзь · f1 білий слон · h1 біла тура | a8 чорна тура · d8 білий слон · e8 чорний король · h8 чорна тура · a7 чорний пішак · b7 чорний пішак · c7 чорний пішак · f7 чорний пішак · g7 чорний пішак · h7 чорний пішак · c6 чорний пішак · e4 чорний кінь · g4 чорний слон · d3 білий пішак · a2 білий пішак · b2 білий пішак · c2 білий пішак · e2 білий король · f2 чорний слон · g2 білий пішак · h2 білий пішак · a1 біла тура · b1 білий кінь · d1 білий ферзь · f1 білий слон · h1 біла тура | a8 чорна тура · d8 білий слон · e8 чорний король · h8 чорна тура · a7 чорний пішак · b7 чорний пішак · c7 чорний пішак · f7 чорний пішак · g7 чорний пішак · h7 чорний пішак · c6 чорний пішак · e4 чорний кінь · g4 чорний слон · d3 білий пішак · a2 білий пішак · b2 білий пішак · c2 білий пішак · e2 білий король · f2 чорний слон · g2 білий пішак · h2 білий пішак · a1 біла тура · b1 білий кінь · d1 білий ферзь · f1 білий слон · h1 біла тура | a8 чорна тура · d8 білий слон · e8 чорний король · h8 чорна тура · a7 чорний пішак · b7 чорний пішак · c7 чорний пішак · f7 чорний пішак · g7 чорний пішак · h7 чорний пішак · c6 чорний пішак · e4 чорний кінь · g4 чорний слон · d3 білий пішак · a2 білий пішак · b2 білий пішак · c2 білий пішак · e2 білий король · f2 чорний слон · g2 білий пішак · h2 білий пішак · a1 біла тура · b1 білий кінь · d1 білий ферзь · f1 білий слон · h1 біла тура | a8 чорна тура · d8 білий слон · e8 чорний король · h8 чорна тура · a7 чорний пішак · b7 чорний пішак · c7 чорний пішак · f7 чорний пішак · g7 чорний пішак · h7 чорний пішак · c6 чорний пішак · e4 чорний кінь · g4 чорний слон · d3 білий пішак · a2 білий пішак · b2 білий пішак · c2 білий пішак · e2 білий король · f2 чорний слон · g2 білий пішак · h2 білий пішак · a1 біла тура · b1 білий кінь · d1 білий ферзь · f1 білий слон · h1 біла тура | a8 чорна тура · d8 білий слон · e8 чорний король · h8 чорна тура · a7 чорний пішак · b7 чорний пішак · c7 чорний пішак · f7 чорний пішак · g7 чорний пішак · h7 чорний пішак · c6 чорний пішак · e4 чорний кінь · g4 чорний слон · d3 білий пішак · a2 білий пішак · b2 білий пішак · c2 білий пішак · e2 білий король · f2 чорний слон · g2 білий пішак · h2 білий пішак · a1 біла тура · b1 білий кінь · d1 білий ферзь · f1 білий слон · h1 біла тура | 5 |
| 4 | a8 чорна тура · d8 білий слон · e8 чорний король · h8 чорна тура · a7 чорний пішак · b7 чорний пішак · c7 чорний пішак · f7 чорний пішак · g7 чорний пішак · h7 чорний пішак · c6 чорний пішак · e4 чорний кінь · g4 чорний слон · d3 білий пішак · a2 білий пішак · b2 білий пішак · c2 білий пішак · e2 білий король · f2 чорний слон · g2 білий пішак · h2 білий пішак · a1 біла тура · b1 білий кінь · d1 білий ферзь · f1 білий слон · h1 біла тура | a8 чорна тура · d8 білий слон · e8 чорний король · h8 чорна тура · a7 чорний пішак · b7 чорний пішак · c7 чорний пішак · f7 чорний пішак · g7 чорний пішак · h7 чорний пішак · c6 чорний пішак · e4 чорний кінь · g4 чорний слон · d3 білий пішак · a2 білий пішак · b2 білий пішак · c2 білий пішак · e2 білий король · f2 чорний слон · g2 білий пішак · h2 білий пішак · a1 біла тура · b1 білий кінь · d1 білий ферзь · f1 білий слон · h1 біла тура | a8 чорна тура · d8 білий слон · e8 чорний король · h8 чорна тура · a7 чорний пішак · b7 чорний пішак · c7 чорний пішак · f7 чорний пішак · g7 чорний пішак · h7 чорний пішак · c6 чорний пішак · e4 чорний кінь · g4 чорний слон · d3 білий пішак · a2 білий пішак · b2 білий пішак · c2 білий пішак · e2 білий король · f2 чорний слон · g2 білий пішак · h2 білий пішак · a1 біла тура · b1 білий кінь · d1 білий ферзь · f1 білий слон · h1 біла тура | a8 чорна тура · d8 білий слон · e8 чорний король · h8 чорна тура · a7 чорний пішак · b7 чорний пішак · c7 чорний пішак · f7 чорний пішак · g7 чорний пішак · h7 чорний пішак · c6 чорний пішак · e4 чорний кінь · g4 чорний слон · d3 білий пішак · a2 білий пішак · b2 білий пішак · c2 білий пішак · e2 білий король · f2 чорний слон · g2 білий пішак · h2 білий пішак · a1 біла тура · b1 білий кінь · d1 білий ферзь · f1 білий слон · h1 біла тура | a8 чорна тура · d8 білий слон · e8 чорний король · h8 чорна тура · a7 чорний пішак · b7 чорний пішак · c7 чорний пішак · f7 чорний пішак · g7 чорний пішак · h7 чорний пішак · c6 чорний пішак · e4 чорний кінь · g4 чорний слон · d3 білий пішак · a2 білий пішак · b2 білий пішак · c2 білий пішак · e2 білий король · f2 чорний слон · g2 білий пішак · h2 білий пішак · a1 біла тура · b1 білий кінь · d1 білий ферзь · f1 білий слон · h1 біла тура | a8 чорна тура · d8 білий слон · e8 чорний король · h8 чорна тура · a7 чорний пішак · b7 чорний пішак · c7 чорний пішак · f7 чорний пішак · g7 чорний пішак · h7 чорний пішак · c6 чорний пішак · e4 чорний кінь · g4 чорний слон · d3 білий пішак · a2 білий пішак · b2 білий пішак · c2 білий пішак · e2 білий король · f2 чорний слон · g2 білий пішак · h2 білий пішак · a1 біла тура · b1 білий кінь · d1 білий ферзь · f1 білий слон · h1 біла тура | a8 чорна тура · d8 білий слон · e8 чорний король · h8 чорна тура · a7 чорний пішак · b7 чорний пішак · c7 чорний пішак · f7 чорний пішак · g7 чорний пішак · h7 чорний пішак · c6 чорний пішак · e4 чорний кінь · g4 чорний слон · d3 білий пішак · a2 білий пішак · b2 білий пішак · c2 білий пішак · e2 білий король · f2 чорний слон · g2 білий пішак · h2 білий пішак · a1 біла тура · b1 білий кінь · d1 білий ферзь · f1 білий слон · h1 біла тура | a8 чорна тура · d8 білий слон · e8 чорний король · h8 чорна тура · a7 чорний пішак · b7 чорний пішак · c7 чорний пішак · f7 чорний пішак · g7 чорний пішак · h7 чорний пішак · c6 чорний пішак · e4 чорний кінь · g4 чорний слон · d3 білий пішак · a2 білий пішак · b2 білий пішак · c2 білий пішак · e2 білий король · f2 чорний слон · g2 білий пішак · h2 білий пішак · a1 біла тура · b1 білий кінь · d1 білий ферзь · f1 білий слон · h1 біла тура | 4 |
| 3 | a8 чорна тура · d8 білий слон · e8 чорний король · h8 чорна тура · a7 чорний пішак · b7 чорний пішак · c7 чорний пішак · f7 чорний пішак · g7 чорний пішак · h7 чорний пішак · c6 чорний пішак · e4 чорний кінь · g4 чорний слон · d3 білий пішак · a2 білий пішак · b2 білий пішак · c2 білий пішак · e2 білий король · f2 чорний слон · g2 білий пішак · h2 білий пішак · a1 біла тура · b1 білий кінь · d1 білий ферзь · f1 білий слон · h1 біла тура | a8 чорна тура · d8 білий слон · e8 чорний король · h8 чорна тура · a7 чорний пішак · b7 чорний пішак · c7 чорний пішак · f7 чорний пішак · g7 чорний пішак · h7 чорний пішак · c6 чорний пішак · e4 чорний кінь · g4 чорний слон · d3 білий пішак · a2 білий пішак · b2 білий пішак · c2 білий пішак · e2 білий король · f2 чорний слон · g2 білий пішак · h2 білий пішак · a1 біла тура · b1 білий кінь · d1 білий ферзь · f1 білий слон · h1 біла тура | a8 чорна тура · d8 білий слон · e8 чорний король · h8 чорна тура · a7 чорний пішак · b7 чорний пішак · c7 чорний пішак · f7 чорний пішак · g7 чорний пішак · h7 чорний пішак · c6 чорний пішак · e4 чорний кінь · g4 чорний слон · d3 білий пішак · a2 білий пішак · b2 білий пішак · c2 білий пішак · e2 білий король · f2 чорний слон · g2 білий пішак · h2 білий пішак · a1 біла тура · b1 білий кінь · d1 білий ферзь · f1 білий слон · h1 біла тура | a8 чорна тура · d8 білий слон · e8 чорний король · h8 чорна тура · a7 чорний пішак · b7 чорний пішак · c7 чорний пішак · f7 чорний пішак · g7 чорний пішак · h7 чорний пішак · c6 чорний пішак · e4 чорний кінь · g4 чорний слон · d3 білий пішак · a2 білий пішак · b2 білий пішак · c2 білий пішак · e2 білий король · f2 чорний слон · g2 білий пішак · h2 білий пішак · a1 біла тура · b1 білий кінь · d1 білий ферзь · f1 білий слон · h1 біла тура | a8 чорна тура · d8 білий слон · e8 чорний король · h8 чорна тура · a7 чорний пішак · b7 чорний пішак · c7 чорний пішак · f7 чорний пішак · g7 чорний пішак · h7 чорний пішак · c6 чорний пішак · e4 чорний кінь · g4 чорний слон · d3 білий пішак · a2 білий пішак · b2 білий пішак · c2 білий пішак · e2 білий король · f2 чорний слон · g2 білий пішак · h2 білий пішак · a1 біла тура · b1 білий кінь · d1 білий ферзь · f1 білий слон · h1 біла тура | a8 чорна тура · d8 білий слон · e8 чорний король · h8 чорна тура · a7 чорний пішак · b7 чорний пішак · c7 чорний пішак · f7 чорний пішак · g7 чорний пішак · h7 чорний пішак · c6 чорний пішак · e4 чорний кінь · g4 чорний слон · d3 білий пішак · a2 білий пішак · b2 білий пішак · c2 білий пішак · e2 білий король · f2 чорний слон · g2 білий пішак · h2 білий пішак · a1 біла тура · b1 білий кінь · d1 білий ферзь · f1 білий слон · h1 біла тура | a8 чорна тура · d8 білий слон · e8 чорний король · h8 чорна тура · a7 чорний пішак · b7 чорний пішак · c7 чорний пішак · f7 чорний пішак · g7 чорний пішак · h7 чорний пішак · c6 чорний пішак · e4 чорний кінь · g4 чорний слон · d3 білий пішак · a2 білий пішак · b2 білий пішак · c2 білий пішак · e2 білий король · f2 чорний слон · g2 білий пішак · h2 білий пішак · a1 біла тура · b1 білий кінь · d1 білий ферзь · f1 білий слон · h1 біла тура | a8 чорна тура · d8 білий слон · e8 чорний король · h8 чорна тура · a7 чорний пішак · b7 чорний пішак · c7 чорний пішак · f7 чорний пішак · g7 чорний пішак · h7 чорний пішак · c6 чорний пішак · e4 чорний кінь · g4 чорний слон · d3 білий пішак · a2 білий пішак · b2 білий пішак · c2 білий пішак · e2 білий король · f2 чорний слон · g2 білий пішак · h2 білий пішак · a1 біла тура · b1 білий кінь · d1 білий ферзь · f1 білий слон · h1 біла тура | 3 |
| 2 | a8 чорна тура · d8 білий слон · e8 чорний король · h8 чорна тура · a7 чорний пішак · b7 чорний пішак · c7 чорний пішак · f7 чорний пішак · g7 чорний пішак · h7 чорний пішак · c6 чорний пішак · e4 чорний кінь · g4 чорний слон · d3 білий пішак · a2 білий пішак · b2 білий пішак · c2 білий пішак · e2 білий король · f2 чорний слон · g2 білий пішак · h2 білий пішак · a1 біла тура · b1 білий кінь · d1 білий ферзь · f1 білий слон · h1 біла тура | a8 чорна тура · d8 білий слон · e8 чорний король · h8 чорна тура · a7 чорний пішак · b7 чорний пішак · c7 чорний пішак · f7 чорний пішак · g7 чорний пішак · h7 чорний пішак · c6 чорний пішак · e4 чорний кінь · g4 чорний слон · d3 білий пішак · a2 білий пішак · b2 білий пішак · c2 білий пішак · e2 білий король · f2 чорний слон · g2 білий пішак · h2 білий пішак · a1 біла тура · b1 білий кінь · d1 білий ферзь · f1 білий слон · h1 біла тура | a8 чорна тура · d8 білий слон · e8 чорний король · h8 чорна тура · a7 чорний пішак · b7 чорний пішак · c7 чорний пішак · f7 чорний пішак · g7 чорний пішак · h7 чорний пішак · c6 чорний пішак · e4 чорний кінь · g4 чорний слон · d3 білий пішак · a2 білий пішак · b2 білий пішак · c2 білий пішак · e2 білий король · f2 чорний слон · g2 білий пішак · h2 білий пішак · a1 біла тура · b1 білий кінь · d1 білий ферзь · f1 білий слон · h1 біла тура | a8 чорна тура · d8 білий слон · e8 чорний король · h8 чорна тура · a7 чорний пішак · b7 чорний пішак · c7 чорний пішак · f7 чорний пішак · g7 чорний пішак · h7 чорний пішак · c6 чорний пішак · e4 чорний кінь · g4 чорний слон · d3 білий пішак · a2 білий пішак · b2 білий пішак · c2 білий пішак · e2 білий король · f2 чорний слон · g2 білий пішак · h2 білий пішак · a1 біла тура · b1 білий кінь · d1 білий ферзь · f1 білий слон · h1 біла тура | a8 чорна тура · d8 білий слон · e8 чорний король · h8 чорна тура · a7 чорний пішак · b7 чорний пішак · c7 чорний пішак · f7 чорний пішак · g7 чорний пішак · h7 чорний пішак · c6 чорний пішак · e4 чорний кінь · g4 чорний слон · d3 білий пішак · a2 білий пішак · b2 білий пішак · c2 білий пішак · e2 білий король · f2 чорний слон · g2 білий пішак · h2 білий пішак · a1 біла тура · b1 білий кінь · d1 білий ферзь · f1 білий слон · h1 біла тура | a8 чорна тура · d8 білий слон · e8 чорний король · h8 чорна тура · a7 чорний пішак · b7 чорний пішак · c7 чорний пішак · f7 чорний пішак · g7 чорний пішак · h7 чорний пішак · c6 чорний пішак · e4 чорний кінь · g4 чорний слон · d3 білий пішак · a2 білий пішак · b2 білий пішак · c2 білий пішак · e2 білий король · f2 чорний слон · g2 білий пішак · h2 білий пішак · a1 біла тура · b1 білий кінь · d1 білий ферзь · f1 білий слон · h1 біла тура | a8 чорна тура · d8 білий слон · e8 чорний король · h8 чорна тура · a7 чорний пішак · b7 чорний пішак · c7 чорний пішак · f7 чорний пішак · g7 чорний пішак · h7 чорний пішак · c6 чорний пішак · e4 чорний кінь · g4 чорний слон · d3 білий пішак · a2 білий пішак · b2 білий пішак · c2 білий пішак · e2 білий король · f2 чорний слон · g2 білий пішак · h2 білий пішак · a1 біла тура · b1 білий кінь · d1 білий ферзь · f1 білий слон · h1 біла тура | a8 чорна тура · d8 білий слон · e8 чорний король · h8 чорна тура · a7 чорний пішак · b7 чорний пішак · c7 чорний пішак · f7 чорний пішак · g7 чорний пішак · h7 чорний пішак · c6 чорний пішак · e4 чорний кінь · g4 чорний слон · d3 білий пішак · a2 білий пішак · b2 білий пішак · c2 білий пішак · e2 білий король · f2 чорний слон · g2 білий пішак · h2 білий пішак · a1 біла тура · b1 білий кінь · d1 білий ферзь · f1 білий слон · h1 біла тура | 2 |
| 1 | a8 чорна тура · d8 білий слон · e8 чорний король · h8 чорна тура · a7 чорний пішак · b7 чорний пішак · c7 чорний пішак · f7 чорний пішак · g7 чорний пішак · h7 чорний пішак · c6 чорний пішак · e4 чорний кінь · g4 чорний слон · d3 білий пішак · a2 білий пішак · b2 білий пішак · c2 білий пішак · e2 білий король · f2 чорний слон · g2 білий пішак · h2 білий пішак · a1 біла тура · b1 білий кінь · d1 білий ферзь · f1 білий слон · h1 біла тура | a8 чорна тура · d8 білий слон · e8 чорний король · h8 чорна тура · a7 чорний пішак · b7 чорний пішак · c7 чорний пішак · f7 чорний пішак · g7 чорний пішак · h7 чорний пішак · c6 чорний пішак · e4 чорний кінь · g4 чорний слон · d3 білий пішак · a2 білий пішак · b2 білий пішак · c2 білий пішак · e2 білий король · f2 чорний слон · g2 білий пішак · h2 білий пішак · a1 біла тура · b1 білий кінь · d1 білий ферзь · f1 білий слон · h1 біла тура | a8 чорна тура · d8 білий слон · e8 чорний король · h8 чорна тура · a7 чорний пішак · b7 чорний пішак · c7 чорний пішак · f7 чорний пішак · g7 чорний пішак · h7 чорний пішак · c6 чорний пішак · e4 чорний кінь · g4 чорний слон · d3 білий пішак · a2 білий пішак · b2 білий пішак · c2 білий пішак · e2 білий король · f2 чорний слон · g2 білий пішак · h2 білий пішак · a1 біла тура · b1 білий кінь · d1 білий ферзь · f1 білий слон · h1 біла тура | a8 чорна тура · d8 білий слон · e8 чорний король · h8 чорна тура · a7 чорний пішак · b7 чорний пішак · c7 чорний пішак · f7 чорний пішак · g7 чорний пішак · h7 чорний пішак · c6 чорний пішак · e4 чорний кінь · g4 чорний слон · d3 білий пішак · a2 білий пішак · b2 білий пішак · c2 білий пішак · e2 білий король · f2 чорний слон · g2 білий пішак · h2 білий пішак · a1 біла тура · b1 білий кінь · d1 білий ферзь · f1 білий слон · h1 біла тура | a8 чорна тура · d8 білий слон · e8 чорний король · h8 чорна тура · a7 чорний пішак · b7 чорний пішак · c7 чорний пішак · f7 чорний пішак · g7 чорний пішак · h7 чорний пішак · c6 чорний пішак · e4 чорний кінь · g4 чорний слон · d3 білий пішак · a2 білий пішак · b2 білий пішак · c2 білий пішак · e2 білий король · f2 чорний слон · g2 білий пішак · h2 білий пішак · a1 біла тура · b1 білий кінь · d1 білий ферзь · f1 білий слон · h1 біла тура | a8 чорна тура · d8 білий слон · e8 чорний король · h8 чорна тура · a7 чорний пішак · b7 чорний пішак · c7 чорний пішак · f7 чорний пішак · g7 чорний пішак · h7 чорний пішак · c6 чорний пішак · e4 чорний кінь · g4 чорний слон · d3 білий пішак · a2 білий пішак · b2 білий пішак · c2 білий пішак · e2 білий король · f2 чорний слон · g2 білий пішак · h2 білий пішак · a1 біла тура · b1 білий кінь · d1 білий ферзь · f1 білий слон · h1 біла тура | a8 чорна тура · d8 білий слон · e8 чорний король · h8 чорна тура · a7 чорний пішак · b7 чорний пішак · c7 чорний пішак · f7 чорний пішак · g7 чорний пішак · h7 чорний пішак · c6 чорний пішак · e4 чорний кінь · g4 чорний слон · d3 білий пішак · a2 білий пішак · b2 білий пішак · c2 білий пішак · e2 білий король · f2 чорний слон · g2 білий пішак · h2 білий пішак · a1 біла тура · b1 білий кінь · d1 білий ферзь · f1 білий слон · h1 біла тура | a8 чорна тура · d8 білий слон · e8 чорний король · h8 чорна тура · a7 чорний пішак · b7 чорний пішак · c7 чорний пішак · f7 чорний пішак · g7 чорний пішак · h7 чорний пішак · c6 чорний пішак · e4 чорний кінь · g4 чорний слон · d3 білий пішак · a2 білий пішак · b2 білий пішак · c2 білий пішак · e2 білий король · f2 чорний слон · g2 білий пішак · h2 білий пішак · a1 біла тура · b1 білий кінь · d1 білий ферзь · f1 білий слон · h1 біла тура | 1 |
|   | a | b | c | d | e | f | g | h |   |

|   | a | b | c | d | e | f | g | h |   |
| 8 | a8 чорна тура · f8 чорний король · h8 чорна тура · a7 чорний пішак · c7 чорний пішак · e7 чорний кінь · f7 чорний пішак · g7 чорний пішак · h7 чорний пішак · b6 чорний слон · d6 чорний пішак · f6 чорний ферзь · e5 чорний пішак · a4 білий слон · e4 білий пішак · g4 чорний слон · c3 білий пішак · d3 білий пішак · e3 білий слон · f3 білий кінь · b2 білий пішак · f2 білий пішак · g2 білий пішак · h2 білий пішак · a1 біла тура · d1 білий ферзь · e1 білий король · h1 біла тура | a8 чорна тура · f8 чорний король · h8 чорна тура · a7 чорний пішак · c7 чорний пішак · e7 чорний кінь · f7 чорний пішак · g7 чорний пішак · h7 чорний пішак · b6 чорний слон · d6 чорний пішак · f6 чорний ферзь · e5 чорний пішак · a4 білий слон · e4 білий пішак · g4 чорний слон · c3 білий пішак · d3 білий пішак · e3 білий слон · f3 білий кінь · b2 білий пішак · f2 білий пішак · g2 білий пішак · h2 білий пішак · a1 біла тура · d1 білий ферзь · e1 білий король · h1 біла тура | a8 чорна тура · f8 чорний король · h8 чорна тура · a7 чорний пішак · c7 чорний пішак · e7 чорний кінь · f7 чорний пішак · g7 чорний пішак · h7 чорний пішак · b6 чорний слон · d6 чорний пішак · f6 чорний ферзь · e5 чорний пішак · a4 білий слон · e4 білий пішак · g4 чорний слон · c3 білий пішак · d3 білий пішак · e3 білий слон · f3 білий кінь · b2 білий пішак · f2 білий пішак · g2 білий пішак · h2 білий пішак · a1 біла тура · d1 білий ферзь · e1 білий король · h1 біла тура | a8 чорна тура · f8 чорний король · h8 чорна тура · a7 чорний пішак · c7 чорний пішак · e7 чорний кінь · f7 чорний пішак · g7 чорний пішак · h7 чорний пішак · b6 чорний слон · d6 чорний пішак · f6 чорний ферзь · e5 чорний пішак · a4 білий слон · e4 білий пішак · g4 чорний слон · c3 білий пішак · d3 білий пішак · e3 білий слон · f3 білий кінь · b2 білий пішак · f2 білий пішак · g2 білий пішак · h2 білий пішак · a1 біла тура · d1 білий ферзь · e1 білий король · h1 біла тура | a8 чорна тура · f8 чорний король · h8 чорна тура · a7 чорний пішак · c7 чорний пішак · e7 чорний кінь · f7 чорний пішак · g7 чорний пішак · h7 чорний пішак · b6 чорний слон · d6 чорний пішак · f6 чорний ферзь · e5 чорний пішак · a4 білий слон · e4 білий пішак · g4 чорний слон · c3 білий пішак · d3 білий пішак · e3 білий слон · f3 білий кінь · b2 білий пішак · f2 білий пішак · g2 білий пішак · h2 білий пішак · a1 біла тура · d1 білий ферзь · e1 білий король · h1 біла тура | a8 чорна тура · f8 чорний король · h8 чорна тура · a7 чорний пішак · c7 чорний пішак · e7 чорний кінь · f7 чорний пішак · g7 чорний пішак · h7 чорний пішак · b6 чорний слон · d6 чорний пішак · f6 чорний ферзь · e5 чорний пішак · a4 білий слон · e4 білий пішак · g4 чорний слон · c3 білий пішак · d3 білий пішак · e3 білий слон · f3 білий кінь · b2 білий пішак · f2 білий пішак · g2 білий пішак · h2 білий пішак · a1 біла тура · d1 білий ферзь · e1 білий король · h1 біла тура | a8 чорна тура · f8 чорний король · h8 чорна тура · a7 чорний пішак · c7 чорний пішак · e7 чорний кінь · f7 чорний пішак · g7 чорний пішак · h7 чорний пішак · b6 чорний слон · d6 чорний пішак · f6 чорний ферзь · e5 чорний пішак · a4 білий слон · e4 білий пішак · g4 чорний слон · c3 білий пішак · d3 білий пішак · e3 білий слон · f3 білий кінь · b2 білий пішак · f2 білий пішак · g2 білий пішак · h2 білий пішак · a1 біла тура · d1 білий ферзь · e1 білий король · h1 біла тура | a8 чорна тура · f8 чорний король · h8 чорна тура · a7 чорний пішак · c7 чорний пішак · e7 чорний кінь · f7 чорний пішак · g7 чорний пішак · h7 чорний пішак · b6 чорний слон · d6 чорний пішак · f6 чорний ферзь · e5 чорний пішак · a4 білий слон · e4 білий пішак · g4 чорний слон · c3 білий пішак · d3 білий пішак · e3 білий слон · f3 білий кінь · b2 білий пішак · f2 білий пішак · g2 білий пішак · h2 білий пішак · a1 біла тура · d1 білий ферзь · e1 білий король · h1 біла тура | 8 |
| 7 | a8 чорна тура · f8 чорний король · h8 чорна тура · a7 чорний пішак · c7 чорний пішак · e7 чорний кінь · f7 чорний пішак · g7 чорний пішак · h7 чорний пішак · b6 чорний слон · d6 чорний пішак · f6 чорний ферзь · e5 чорний пішак · a4 білий слон · e4 білий пішак · g4 чорний слон · c3 білий пішак · d3 білий пішак · e3 білий слон · f3 білий кінь · b2 білий пішак · f2 білий пішак · g2 білий пішак · h2 білий пішак · a1 біла тура · d1 білий ферзь · e1 білий король · h1 біла тура | a8 чорна тура · f8 чорний король · h8 чорна тура · a7 чорний пішак · c7 чорний пішак · e7 чорний кінь · f7 чорний пішак · g7 чорний пішак · h7 чорний пішак · b6 чорний слон · d6 чорний пішак · f6 чорний ферзь · e5 чорний пішак · a4 білий слон · e4 білий пішак · g4 чорний слон · c3 білий пішак · d3 білий пішак · e3 білий слон · f3 білий кінь · b2 білий пішак · f2 білий пішак · g2 білий пішак · h2 білий пішак · a1 біла тура · d1 білий ферзь · e1 білий король · h1 біла тура | a8 чорна тура · f8 чорний король · h8 чорна тура · a7 чорний пішак · c7 чорний пішак · e7 чорний кінь · f7 чорний пішак · g7 чорний пішак · h7 чорний пішак · b6 чорний слон · d6 чорний пішак · f6 чорний ферзь · e5 чорний пішак · a4 білий слон · e4 білий пішак · g4 чорний слон · c3 білий пішак · d3 білий пішак · e3 білий слон · f3 білий кінь · b2 білий пішак · f2 білий пішак · g2 білий пішак · h2 білий пішак · a1 біла тура · d1 білий ферзь · e1 білий король · h1 біла тура | a8 чорна тура · f8 чорний король · h8 чорна тура · a7 чорний пішак · c7 чорний пішак · e7 чорний кінь · f7 чорний пішак · g7 чорний пішак · h7 чорний пішак · b6 чорний слон · d6 чорний пішак · f6 чорний ферзь · e5 чорний пішак · a4 білий слон · e4 білий пішак · g4 чорний слон · c3 білий пішак · d3 білий пішак · e3 білий слон · f3 білий кінь · b2 білий пішак · f2 білий пішак · g2 білий пішак · h2 білий пішак · a1 біла тура · d1 білий ферзь · e1 білий король · h1 біла тура | a8 чорна тура · f8 чорний король · h8 чорна тура · a7 чорний пішак · c7 чорний пішак · e7 чорний кінь · f7 чорний пішак · g7 чорний пішак · h7 чорний пішак · b6 чорний слон · d6 чорний пішак · f6 чорний ферзь · e5 чорний пішак · a4 білий слон · e4 білий пішак · g4 чорний слон · c3 білий пішак · d3 білий пішак · e3 білий слон · f3 білий кінь · b2 білий пішак · f2 білий пішак · g2 білий пішак · h2 білий пішак · a1 біла тура · d1 білий ферзь · e1 білий король · h1 біла тура | a8 чорна тура · f8 чорний король · h8 чорна тура · a7 чорний пішак · c7 чорний пішак · e7 чорний кінь · f7 чорний пішак · g7 чорний пішак · h7 чорний пішак · b6 чорний слон · d6 чорний пішак · f6 чорний ферзь · e5 чорний пішак · a4 білий слон · e4 білий пішак · g4 чорний слон · c3 білий пішак · d3 білий пішак · e3 білий слон · f3 білий кінь · b2 білий пішак · f2 білий пішак · g2 білий пішак · h2 білий пішак · a1 біла тура · d1 білий ферзь · e1 білий король · h1 біла тура | a8 чорна тура · f8 чорний король · h8 чорна тура · a7 чорний пішак · c7 чорний пішак · e7 чорний кінь · f7 чорний пішак · g7 чорний пішак · h7 чорний пішак · b6 чорний слон · d6 чорний пішак · f6 чорний ферзь · e5 чорний пішак · a4 білий слон · e4 білий пішак · g4 чорний слон · c3 білий пішак · d3 білий пішак · e3 білий слон · f3 білий кінь · b2 білий пішак · f2 білий пішак · g2 білий пішак · h2 білий пішак · a1 біла тура · d1 білий ферзь · e1 білий король · h1 біла тура | a8 чорна тура · f8 чорний король · h8 чорна тура · a7 чорний пішак · c7 чорний пішак · e7 чорний кінь · f7 чорний пішак · g7 чорний пішак · h7 чорний пішак · b6 чорний слон · d6 чорний пішак · f6 чорний ферзь · e5 чорний пішак · a4 білий слон · e4 білий пішак · g4 чорний слон · c3 білий пішак · d3 білий пішак · e3 білий слон · f3 білий кінь · b2 білий пішак · f2 білий пішак · g2 білий пішак · h2 білий пішак · a1 біла тура · d1 білий ферзь · e1 білий король · h1 біла тура | 7 |
| 6 | a8 чорна тура · f8 чорний король · h8 чорна тура · a7 чорний пішак · c7 чорний пішак · e7 чорний кінь · f7 чорний пішак · g7 чорний пішак · h7 чорний пішак · b6 чорний слон · d6 чорний пішак · f6 чорний ферзь · e5 чорний пішак · a4 білий слон · e4 білий пішак · g4 чорний слон · c3 білий пішак · d3 білий пішак · e3 білий слон · f3 білий кінь · b2 білий пішак · f2 білий пішак · g2 білий пішак · h2 білий пішак · a1 біла тура · d1 білий ферзь · e1 білий король · h1 біла тура | a8 чорна тура · f8 чорний король · h8 чорна тура · a7 чорний пішак · c7 чорний пішак · e7 чорний кінь · f7 чорний пішак · g7 чорний пішак · h7 чорний пішак · b6 чорний слон · d6 чорний пішак · f6 чорний ферзь · e5 чорний пішак · a4 білий слон · e4 білий пішак · g4 чорний слон · c3 білий пішак · d3 білий пішак · e3 білий слон · f3 білий кінь · b2 білий пішак · f2 білий пішак · g2 білий пішак · h2 білий пішак · a1 біла тура · d1 білий ферзь · e1 білий король · h1 біла тура | a8 чорна тура · f8 чорний король · h8 чорна тура · a7 чорний пішак · c7 чорний пішак · e7 чорний кінь · f7 чорний пішак · g7 чорний пішак · h7 чорний пішак · b6 чорний слон · d6 чорний пішак · f6 чорний ферзь · e5 чорний пішак · a4 білий слон · e4 білий пішак · g4 чорний слон · c3 білий пішак · d3 білий пішак · e3 білий слон · f3 білий кінь · b2 білий пішак · f2 білий пішак · g2 білий пішак · h2 білий пішак · a1 біла тура · d1 білий ферзь · e1 білий король · h1 біла тура | a8 чорна тура · f8 чорний король · h8 чорна тура · a7 чорний пішак · c7 чорний пішак · e7 чорний кінь · f7 чорний пішак · g7 чорний пішак · h7 чорний пішак · b6 чорний слон · d6 чорний пішак · f6 чорний ферзь · e5 чорний пішак · a4 білий слон · e4 білий пішак · g4 чорний слон · c3 білий пішак · d3 білий пішак · e3 білий слон · f3 білий кінь · b2 білий пішак · f2 білий пішак · g2 білий пішак · h2 білий пішак · a1 біла тура · d1 білий ферзь · e1 білий король · h1 біла тура | a8 чорна тура · f8 чорний король · h8 чорна тура · a7 чорний пішак · c7 чорний пішак · e7 чорний кінь · f7 чорний пішак · g7 чорний пішак · h7 чорний пішак · b6 чорний слон · d6 чорний пішак · f6 чорний ферзь · e5 чорний пішак · a4 білий слон · e4 білий пішак · g4 чорний слон · c3 білий пішак · d3 білий пішак · e3 білий слон · f3 білий кінь · b2 білий пішак · f2 білий пішак · g2 білий пішак · h2 білий пішак · a1 біла тура · d1 білий ферзь · e1 білий король · h1 біла тура | a8 чорна тура · f8 чорний король · h8 чорна тура · a7 чорний пішак · c7 чорний пішак · e7 чорний кінь · f7 чорний пішак · g7 чорний пішак · h7 чорний пішак · b6 чорний слон · d6 чорний пішак · f6 чорний ферзь · e5 чорний пішак · a4 білий слон · e4 білий пішак · g4 чорний слон · c3 білий пішак · d3 білий пішак · e3 білий слон · f3 білий кінь · b2 білий пішак · f2 білий пішак · g2 білий пішак · h2 білий пішак · a1 біла тура · d1 білий ферзь · e1 білий король · h1 біла тура | a8 чорна тура · f8 чорний король · h8 чорна тура · a7 чорний пішак · c7 чорний пішак · e7 чорний кінь · f7 чорний пішак · g7 чорний пішак · h7 чорний пішак · b6 чорний слон · d6 чорний пішак · f6 чорний ферзь · e5 чорний пішак · a4 білий слон · e4 білий пішак · g4 чорний слон · c3 білий пішак · d3 білий пішак · e3 білий слон · f3 білий кінь · b2 білий пішак · f2 білий пішак · g2 білий пішак · h2 білий пішак · a1 біла тура · d1 білий ферзь · e1 білий король · h1 біла тура | a8 чорна тура · f8 чорний король · h8 чорна тура · a7 чорний пішак · c7 чорний пішак · e7 чорний кінь · f7 чорний пішак · g7 чорний пішак · h7 чорний пішак · b6 чорний слон · d6 чорний пішак · f6 чорний ферзь · e5 чорний пішак · a4 білий слон · e4 білий пішак · g4 чорний слон · c3 білий пішак · d3 білий пішак · e3 білий слон · f3 білий кінь · b2 білий пішак · f2 білий пішак · g2 білий пішак · h2 білий пішак · a1 біла тура · d1 білий ферзь · e1 білий король · h1 біла тура | 6 |
| 5 | a8 чорна тура · f8 чорний король · h8 чорна тура · a7 чорний пішак · c7 чорний пішак · e7 чорний кінь · f7 чорний пішак · g7 чорний пішак · h7 чорний пішак · b6 чорний слон · d6 чорний пішак · f6 чорний ферзь · e5 чорний пішак · a4 білий слон · e4 білий пішак · g4 чорний слон · c3 білий пішак · d3 білий пішак · e3 білий слон · f3 білий кінь · b2 білий пішак · f2 білий пішак · g2 білий пішак · h2 білий пішак · a1 біла тура · d1 білий ферзь · e1 білий король · h1 біла тура | a8 чорна тура · f8 чорний король · h8 чорна тура · a7 чорний пішак · c7 чорний пішак · e7 чорний кінь · f7 чорний пішак · g7 чорний пішак · h7 чорний пішак · b6 чорний слон · d6 чорний пішак · f6 чорний ферзь · e5 чорний пішак · a4 білий слон · e4 білий пішак · g4 чорний слон · c3 білий пішак · d3 білий пішак · e3 білий слон · f3 білий кінь · b2 білий пішак · f2 білий пішак · g2 білий пішак · h2 білий пішак · a1 біла тура · d1 білий ферзь · e1 білий король · h1 біла тура | a8 чорна тура · f8 чорний король · h8 чорна тура · a7 чорний пішак · c7 чорний пішак · e7 чорний кінь · f7 чорний пішак · g7 чорний пішак · h7 чорний пішак · b6 чорний слон · d6 чорний пішак · f6 чорний ферзь · e5 чорний пішак · a4 білий слон · e4 білий пішак · g4 чорний слон · c3 білий пішак · d3 білий пішак · e3 білий слон · f3 білий кінь · b2 білий пішак · f2 білий пішак · g2 білий пішак · h2 білий пішак · a1 біла тура · d1 білий ферзь · e1 білий король · h1 біла тура | a8 чорна тура · f8 чорний король · h8 чорна тура · a7 чорний пішак · c7 чорний пішак · e7 чорний кінь · f7 чорний пішак · g7 чорний пішак · h7 чорний пішак · b6 чорний слон · d6 чорний пішак · f6 чорний ферзь · e5 чорний пішак · a4 білий слон · e4 білий пішак · g4 чорний слон · c3 білий пішак · d3 білий пішак · e3 білий слон · f3 білий кінь · b2 білий пішак · f2 білий пішак · g2 білий пішак · h2 білий пішак · a1 біла тура · d1 білий ферзь · e1 білий король · h1 біла тура | a8 чорна тура · f8 чорний король · h8 чорна тура · a7 чорний пішак · c7 чорний пішак · e7 чорний кінь · f7 чорний пішак · g7 чорний пішак · h7 чорний пішак · b6 чорний слон · d6 чорний пішак · f6 чорний ферзь · e5 чорний пішак · a4 білий слон · e4 білий пішак · g4 чорний слон · c3 білий пішак · d3 білий пішак · e3 білий слон · f3 білий кінь · b2 білий пішак · f2 білий пішак · g2 білий пішак · h2 білий пішак · a1 біла тура · d1 білий ферзь · e1 білий король · h1 біла тура | a8 чорна тура · f8 чорний король · h8 чорна тура · a7 чорний пішак · c7 чорний пішак · e7 чорний кінь · f7 чорний пішак · g7 чорний пішак · h7 чорний пішак · b6 чорний слон · d6 чорний пішак · f6 чорний ферзь · e5 чорний пішак · a4 білий слон · e4 білий пішак · g4 чорний слон · c3 білий пішак · d3 білий пішак · e3 білий слон · f3 білий кінь · b2 білий пішак · f2 білий пішак · g2 білий пішак · h2 білий пішак · a1 біла тура · d1 білий ферзь · e1 білий король · h1 біла тура | a8 чорна тура · f8 чорний король · h8 чорна тура · a7 чорний пішак · c7 чорний пішак · e7 чорний кінь · f7 чорний пішак · g7 чорний пішак · h7 чорний пішак · b6 чорний слон · d6 чорний пішак · f6 чорний ферзь · e5 чорний пішак · a4 білий слон · e4 білий пішак · g4 чорний слон · c3 білий пішак · d3 білий пішак · e3 білий слон · f3 білий кінь · b2 білий пішак · f2 білий пішак · g2 білий пішак · h2 білий пішак · a1 біла тура · d1 білий ферзь · e1 білий король · h1 біла тура | a8 чорна тура · f8 чорний король · h8 чорна тура · a7 чорний пішак · c7 чорний пішак · e7 чорний кінь · f7 чорний пішак · g7 чорний пішак · h7 чорний пішак · b6 чорний слон · d6 чорний пішак · f6 чорний ферзь · e5 чорний пішак · a4 білий слон · e4 білий пішак · g4 чорний слон · c3 білий пішак · d3 білий пішак · e3 білий слон · f3 білий кінь · b2 білий пішак · f2 білий пішак · g2 білий пішак · h2 білий пішак · a1 біла тура · d1 білий ферзь · e1 білий король · h1 біла тура | 5 |
| 4 | a8 чорна тура · f8 чорний король · h8 чорна тура · a7 чорний пішак · c7 чорний пішак · e7 чорний кінь · f7 чорний пішак · g7 чорний пішак · h7 чорний пішак · b6 чорний слон · d6 чорний пішак · f6 чорний ферзь · e5 чорний пішак · a4 білий слон · e4 білий пішак · g4 чорний слон · c3 білий пішак · d3 білий пішак · e3 білий слон · f3 білий кінь · b2 білий пішак · f2 білий пішак · g2 білий пішак · h2 білий пішак · a1 біла тура · d1 білий ферзь · e1 білий король · h1 біла тура | a8 чорна тура · f8 чорний король · h8 чорна тура · a7 чорний пішак · c7 чорний пішак · e7 чорний кінь · f7 чорний пішак · g7 чорний пішак · h7 чорний пішак · b6 чорний слон · d6 чорний пішак · f6 чорний ферзь · e5 чорний пішак · a4 білий слон · e4 білий пішак · g4 чорний слон · c3 білий пішак · d3 білий пішак · e3 білий слон · f3 білий кінь · b2 білий пішак · f2 білий пішак · g2 білий пішак · h2 білий пішак · a1 біла тура · d1 білий ферзь · e1 білий король · h1 біла тура | a8 чорна тура · f8 чорний король · h8 чорна тура · a7 чорний пішак · c7 чорний пішак · e7 чорний кінь · f7 чорний пішак · g7 чорний пішак · h7 чорний пішак · b6 чорний слон · d6 чорний пішак · f6 чорний ферзь · e5 чорний пішак · a4 білий слон · e4 білий пішак · g4 чорний слон · c3 білий пішак · d3 білий пішак · e3 білий слон · f3 білий кінь · b2 білий пішак · f2 білий пішак · g2 білий пішак · h2 білий пішак · a1 біла тура · d1 білий ферзь · e1 білий король · h1 біла тура | a8 чорна тура · f8 чорний король · h8 чорна тура · a7 чорний пішак · c7 чорний пішак · e7 чорний кінь · f7 чорний пішак · g7 чорний пішак · h7 чорний пішак · b6 чорний слон · d6 чорний пішак · f6 чорний ферзь · e5 чорний пішак · a4 білий слон · e4 білий пішак · g4 чорний слон · c3 білий пішак · d3 білий пішак · e3 білий слон · f3 білий кінь · b2 білий пішак · f2 білий пішак · g2 білий пішак · h2 білий пішак · a1 біла тура · d1 білий ферзь · e1 білий король · h1 біла тура | a8 чорна тура · f8 чорний король · h8 чорна тура · a7 чорний пішак · c7 чорний пішак · e7 чорний кінь · f7 чорний пішак · g7 чорний пішак · h7 чорний пішак · b6 чорний слон · d6 чорний пішак · f6 чорний ферзь · e5 чорний пішак · a4 білий слон · e4 білий пішак · g4 чорний слон · c3 білий пішак · d3 білий пішак · e3 білий слон · f3 білий кінь · b2 білий пішак · f2 білий пішак · g2 білий пішак · h2 білий пішак · a1 біла тура · d1 білий ферзь · e1 білий король · h1 біла тура | a8 чорна тура · f8 чорний король · h8 чорна тура · a7 чорний пішак · c7 чорний пішак · e7 чорний кінь · f7 чорний пішак · g7 чорний пішак · h7 чорний пішак · b6 чорний слон · d6 чорний пішак · f6 чорний ферзь · e5 чорний пішак · a4 білий слон · e4 білий пішак · g4 чорний слон · c3 білий пішак · d3 білий пішак · e3 білий слон · f3 білий кінь · b2 білий пішак · f2 білий пішак · g2 білий пішак · h2 білий пішак · a1 біла тура · d1 білий ферзь · e1 білий король · h1 біла тура | a8 чорна тура · f8 чорний король · h8 чорна тура · a7 чорний пішак · c7 чорний пішак · e7 чорний кінь · f7 чорний пішак · g7 чорний пішак · h7 чорний пішак · b6 чорний слон · d6 чорний пішак · f6 чорний ферзь · e5 чорний пішак · a4 білий слон · e4 білий пішак · g4 чорний слон · c3 білий пішак · d3 білий пішак · e3 білий слон · f3 білий кінь · b2 білий пішак · f2 білий пішак · g2 білий пішак · h2 білий пішак · a1 біла тура · d1 білий ферзь · e1 білий король · h1 біла тура | a8 чорна тура · f8 чорний король · h8 чорна тура · a7 чорний пішак · c7 чорний пішак · e7 чорний кінь · f7 чорний пішак · g7 чорний пішак · h7 чорний пішак · b6 чорний слон · d6 чорний пішак · f6 чорний ферзь · e5 чорний пішак · a4 білий слон · e4 білий пішак · g4 чорний слон · c3 білий пішак · d3 білий пішак · e3 білий слон · f3 білий кінь · b2 білий пішак · f2 білий пішак · g2 білий пішак · h2 білий пішак · a1 біла тура · d1 білий ферзь · e1 білий король · h1 біла тура | 4 |
| 3 | a8 чорна тура · f8 чорний король · h8 чорна тура · a7 чорний пішак · c7 чорний пішак · e7 чорний кінь · f7 чорний пішак · g7 чорний пішак · h7 чорний пішак · b6 чорний слон · d6 чорний пішак · f6 чорний ферзь · e5 чорний пішак · a4 білий слон · e4 білий пішак · g4 чорний слон · c3 білий пішак · d3 білий пішак · e3 білий слон · f3 білий кінь · b2 білий пішак · f2 білий пішак · g2 білий пішак · h2 білий пішак · a1 біла тура · d1 білий ферзь · e1 білий король · h1 біла тура | a8 чорна тура · f8 чорний король · h8 чорна тура · a7 чорний пішак · c7 чорний пішак · e7 чорний кінь · f7 чорний пішак · g7 чорний пішак · h7 чорний пішак · b6 чорний слон · d6 чорний пішак · f6 чорний ферзь · e5 чорний пішак · a4 білий слон · e4 білий пішак · g4 чорний слон · c3 білий пішак · d3 білий пішак · e3 білий слон · f3 білий кінь · b2 білий пішак · f2 білий пішак · g2 білий пішак · h2 білий пішак · a1 біла тура · d1 білий ферзь · e1 білий король · h1 біла тура | a8 чорна тура · f8 чорний король · h8 чорна тура · a7 чорний пішак · c7 чорний пішак · e7 чорний кінь · f7 чорний пішак · g7 чорний пішак · h7 чорний пішак · b6 чорний слон · d6 чорний пішак · f6 чорний ферзь · e5 чорний пішак · a4 білий слон · e4 білий пішак · g4 чорний слон · c3 білий пішак · d3 білий пішак · e3 білий слон · f3 білий кінь · b2 білий пішак · f2 білий пішак · g2 білий пішак · h2 білий пішак · a1 біла тура · d1 білий ферзь · e1 білий король · h1 біла тура | a8 чорна тура · f8 чорний король · h8 чорна тура · a7 чорний пішак · c7 чорний пішак · e7 чорний кінь · f7 чорний пішак · g7 чорний пішак · h7 чорний пішак · b6 чорний слон · d6 чорний пішак · f6 чорний ферзь · e5 чорний пішак · a4 білий слон · e4 білий пішак · g4 чорний слон · c3 білий пішак · d3 білий пішак · e3 білий слон · f3 білий кінь · b2 білий пішак · f2 білий пішак · g2 білий пішак · h2 білий пішак · a1 біла тура · d1 білий ферзь · e1 білий король · h1 біла тура | a8 чорна тура · f8 чорний король · h8 чорна тура · a7 чорний пішак · c7 чорний пішак · e7 чорний кінь · f7 чорний пішак · g7 чорний пішак · h7 чорний пішак · b6 чорний слон · d6 чорний пішак · f6 чорний ферзь · e5 чорний пішак · a4 білий слон · e4 білий пішак · g4 чорний слон · c3 білий пішак · d3 білий пішак · e3 білий слон · f3 білий кінь · b2 білий пішак · f2 білий пішак · g2 білий пішак · h2 білий пішак · a1 біла тура · d1 білий ферзь · e1 білий король · h1 біла тура | a8 чорна тура · f8 чорний король · h8 чорна тура · a7 чорний пішак · c7 чорний пішак · e7 чорний кінь · f7 чорний пішак · g7 чорний пішак · h7 чорний пішак · b6 чорний слон · d6 чорний пішак · f6 чорний ферзь · e5 чорний пішак · a4 білий слон · e4 білий пішак · g4 чорний слон · c3 білий пішак · d3 білий пішак · e3 білий слон · f3 білий кінь · b2 білий пішак · f2 білий пішак · g2 білий пішак · h2 білий пішак · a1 біла тура · d1 білий ферзь · e1 білий король · h1 біла тура | a8 чорна тура · f8 чорний король · h8 чорна тура · a7 чорний пішак · c7 чорний пішак · e7 чорний кінь · f7 чорний пішак · g7 чорний пішак · h7 чорний пішак · b6 чорний слон · d6 чорний пішак · f6 чорний ферзь · e5 чорний пішак · a4 білий слон · e4 білий пішак · g4 чорний слон · c3 білий пішак · d3 білий пішак · e3 білий слон · f3 білий кінь · b2 білий пішак · f2 білий пішак · g2 білий пішак · h2 білий пішак · a1 біла тура · d1 білий ферзь · e1 білий король · h1 біла тура | a8 чорна тура · f8 чорний король · h8 чорна тура · a7 чорний пішак · c7 чорний пішак · e7 чорний кінь · f7 чорний пішак · g7 чорний пішак · h7 чорний пішак · b6 чорний слон · d6 чорний пішак · f6 чорний ферзь · e5 чорний пішак · a4 білий слон · e4 білий пішак · g4 чорний слон · c3 білий пішак · d3 білий пішак · e3 білий слон · f3 білий кінь · b2 білий пішак · f2 білий пішак · g2 білий пішак · h2 білий пішак · a1 біла тура · d1 білий ферзь · e1 білий король · h1 біла тура | 3 |
| 2 | a8 чорна тура · f8 чорний король · h8 чорна тура · a7 чорний пішак · c7 чорний пішак · e7 чорний кінь · f7 чорний пішак · g7 чорний пішак · h7 чорний пішак · b6 чорний слон · d6 чорний пішак · f6 чорний ферзь · e5 чорний пішак · a4 білий слон · e4 білий пішак · g4 чорний слон · c3 білий пішак · d3 білий пішак · e3 білий слон · f3 білий кінь · b2 білий пішак · f2 білий пішак · g2 білий пішак · h2 білий пішак · a1 біла тура · d1 білий ферзь · e1 білий король · h1 біла тура | a8 чорна тура · f8 чорний король · h8 чорна тура · a7 чорний пішак · c7 чорний пішак · e7 чорний кінь · f7 чорний пішак · g7 чорний пішак · h7 чорний пішак · b6 чорний слон · d6 чорний пішак · f6 чорний ферзь · e5 чорний пішак · a4 білий слон · e4 білий пішак · g4 чорний слон · c3 білий пішак · d3 білий пішак · e3 білий слон · f3 білий кінь · b2 білий пішак · f2 білий пішак · g2 білий пішак · h2 білий пішак · a1 біла тура · d1 білий ферзь · e1 білий король · h1 біла тура | a8 чорна тура · f8 чорний король · h8 чорна тура · a7 чорний пішак · c7 чорний пішак · e7 чорний кінь · f7 чорний пішак · g7 чорний пішак · h7 чорний пішак · b6 чорний слон · d6 чорний пішак · f6 чорний ферзь · e5 чорний пішак · a4 білий слон · e4 білий пішак · g4 чорний слон · c3 білий пішак · d3 білий пішак · e3 білий слон · f3 білий кінь · b2 білий пішак · f2 білий пішак · g2 білий пішак · h2 білий пішак · a1 біла тура · d1 білий ферзь · e1 білий король · h1 біла тура | a8 чорна тура · f8 чорний король · h8 чорна тура · a7 чорний пішак · c7 чорний пішак · e7 чорний кінь · f7 чорний пішак · g7 чорний пішак · h7 чорний пішак · b6 чорний слон · d6 чорний пішак · f6 чорний ферзь · e5 чорний пішак · a4 білий слон · e4 білий пішак · g4 чорний слон · c3 білий пішак · d3 білий пішак · e3 білий слон · f3 білий кінь · b2 білий пішак · f2 білий пішак · g2 білий пішак · h2 білий пішак · a1 біла тура · d1 білий ферзь · e1 білий король · h1 біла тура | a8 чорна тура · f8 чорний король · h8 чорна тура · a7 чорний пішак · c7 чорний пішак · e7 чорний кінь · f7 чорний пішак · g7 чорний пішак · h7 чорний пішак · b6 чорний слон · d6 чорний пішак · f6 чорний ферзь · e5 чорний пішак · a4 білий слон · e4 білий пішак · g4 чорний слон · c3 білий пішак · d3 білий пішак · e3 білий слон · f3 білий кінь · b2 білий пішак · f2 білий пішак · g2 білий пішак · h2 білий пішак · a1 біла тура · d1 білий ферзь · e1 білий король · h1 біла тура | a8 чорна тура · f8 чорний король · h8 чорна тура · a7 чорний пішак · c7 чорний пішак · e7 чорний кінь · f7 чорний пішак · g7 чорний пішак · h7 чорний пішак · b6 чорний слон · d6 чорний пішак · f6 чорний ферзь · e5 чорний пішак · a4 білий слон · e4 білий пішак · g4 чорний слон · c3 білий пішак · d3 білий пішак · e3 білий слон · f3 білий кінь · b2 білий пішак · f2 білий пішак · g2 білий пішак · h2 білий пішак · a1 біла тура · d1 білий ферзь · e1 білий король · h1 біла тура | a8 чорна тура · f8 чорний король · h8 чорна тура · a7 чорний пішак · c7 чорний пішак · e7 чорний кінь · f7 чорний пішак · g7 чорний пішак · h7 чорний пішак · b6 чорний слон · d6 чорний пішак · f6 чорний ферзь · e5 чорний пішак · a4 білий слон · e4 білий пішак · g4 чорний слон · c3 білий пішак · d3 білий пішак · e3 білий слон · f3 білий кінь · b2 білий пішак · f2 білий пішак · g2 білий пішак · h2 білий пішак · a1 біла тура · d1 білий ферзь · e1 білий король · h1 біла тура | a8 чорна тура · f8 чорний король · h8 чорна тура · a7 чорний пішак · c7 чорний пішак · e7 чорний кінь · f7 чорний пішак · g7 чорний пішак · h7 чорний пішак · b6 чорний слон · d6 чорний пішак · f6 чорний ферзь · e5 чорний пішак · a4 білий слон · e4 білий пішак · g4 чорний слон · c3 білий пішак · d3 білий пішак · e3 білий слон · f3 білий кінь · b2 білий пішак · f2 білий пішак · g2 білий пішак · h2 білий пішак · a1 біла тура · d1 білий ферзь · e1 білий король · h1 біла тура | 2 |
| 1 | a8 чорна тура · f8 чорний король · h8 чорна тура · a7 чорний пішак · c7 чорний пішак · e7 чорний кінь · f7 чорний пішак · g7 чорний пішак · h7 чорний пішак · b6 чорний слон · d6 чорний пішак · f6 чорний ферзь · e5 чорний пішак · a4 білий слон · e4 білий пішак · g4 чорний слон · c3 білий пішак · d3 білий пішак · e3 білий слон · f3 білий кінь · b2 білий пішак · f2 білий пішак · g2 білий пішак · h2 білий пішак · a1 біла тура · d1 білий ферзь · e1 білий король · h1 біла тура | a8 чорна тура · f8 чорний король · h8 чорна тура · a7 чорний пішак · c7 чорний пішак · e7 чорний кінь · f7 чорний пішак · g7 чорний пішак · h7 чорний пішак · b6 чорний слон · d6 чорний пішак · f6 чорний ферзь · e5 чорний пішак · a4 білий слон · e4 білий пішак · g4 чорний слон · c3 білий пішак · d3 білий пішак · e3 білий слон · f3 білий кінь · b2 білий пішак · f2 білий пішак · g2 білий пішак · h2 білий пішак · a1 біла тура · d1 білий ферзь · e1 білий король · h1 біла тура | a8 чорна тура · f8 чорний король · h8 чорна тура · a7 чорний пішак · c7 чорний пішак · e7 чорний кінь · f7 чорний пішак · g7 чорний пішак · h7 чорний пішак · b6 чорний слон · d6 чорний пішак · f6 чорний ферзь · e5 чорний пішак · a4 білий слон · e4 білий пішак · g4 чорний слон · c3 білий пішак · d3 білий пішак · e3 білий слон · f3 білий кінь · b2 білий пішак · f2 білий пішак · g2 білий пішак · h2 білий пішак · a1 біла тура · d1 білий ферзь · e1 білий король · h1 біла тура | a8 чорна тура · f8 чорний король · h8 чорна тура · a7 чорний пішак · c7 чорний пішак · e7 чорний кінь · f7 чорний пішак · g7 чорний пішак · h7 чорний пішак · b6 чорний слон · d6 чорний пішак · f6 чорний ферзь · e5 чорний пішак · a4 білий слон · e4 білий пішак · g4 чорний слон · c3 білий пішак · d3 білий пішак · e3 білий слон · f3 білий кінь · b2 білий пішак · f2 білий пішак · g2 білий пішак · h2 білий пішак · a1 біла тура · d1 білий ферзь · e1 білий король · h1 біла тура | a8 чорна тура · f8 чорний король · h8 чорна тура · a7 чорний пішак · c7 чорний пішак · e7 чорний кінь · f7 чорний пішак · g7 чорний пішак · h7 чорний пішак · b6 чорний слон · d6 чорний пішак · f6 чорний ферзь · e5 чорний пішак · a4 білий слон · e4 білий пішак · g4 чорний слон · c3 білий пішак · d3 білий пішак · e3 білий слон · f3 білий кінь · b2 білий пішак · f2 білий пішак · g2 білий пішак · h2 білий пішак · a1 біла тура · d1 білий ферзь · e1 білий король · h1 біла тура | a8 чорна тура · f8 чорний король · h8 чорна тура · a7 чорний пішак · c7 чорний пішак · e7 чорний кінь · f7 чорний пішак · g7 чорний пішак · h7 чорний пішак · b6 чорний слон · d6 чорний пішак · f6 чорний ферзь · e5 чорний пішак · a4 білий слон · e4 білий пішак · g4 чорний слон · c3 білий пішак · d3 білий пішак · e3 білий слон · f3 білий кінь · b2 білий пішак · f2 білий пішак · g2 білий пішак · h2 білий пішак · a1 біла тура · d1 білий ферзь · e1 білий король · h1 біла тура | a8 чорна тура · f8 чорний король · h8 чорна тура · a7 чорний пішак · c7 чорний пішак · e7 чорний кінь · f7 чорний пішак · g7 чорний пішак · h7 чорний пішак · b6 чорний слон · d6 чорний пішак · f6 чорний ферзь · e5 чорний пішак · a4 білий слон · e4 білий пішак · g4 чорний слон · c3 білий пішак · d3 білий пішак · e3 білий слон · f3 білий кінь · b2 білий пішак · f2 білий пішак · g2 білий пішак · h2 білий пішак · a1 біла тура · d1 білий ферзь · e1 білий король · h1 біла тура | a8 чорна тура · f8 чорний король · h8 чорна тура · a7 чорний пішак · c7 чорний пішак · e7 чорний кінь · f7 чорний пішак · g7 чорний пішак · h7 чорний пішак · b6 чорний слон · d6 чорний пішак · f6 чорний ферзь · e5 чорний пішак · a4 білий слон · e4 білий пішак · g4 чорний слон · c3 білий пішак · d3 білий пішак · e3 білий слон · f3 білий кінь · b2 білий пішак · f2 білий пішак · g2 білий пішак · h2 білий пішак · a1 біла тура · d1 білий ферзь · e1 білий король · h1 біла тура | 1 |
|   | a | b | c | d | e | f | g | h |   |

|   | a | b | c | d | e | f | g | h |   |
| 8 | a8 чорна тура · d8 чорний ферзь · e8 чорний король · f8 чорний слон · g8 чорний кінь · h8 чорна тура · a7 чорний пішак · b7 чорний пішак · c7 чорний пішак · f7 чорний пішак · g7 чорний пішак · h7 чорний пішак · d6 чорний пішак · e5 чорний кінь · c4 білий слон · e4 білий пішак · g4 чорний слон · c3 білий кінь · f3 білий кінь · a2 білий пішак · b2 білий пішак · f2 білий пішак · g2 білий пішак · h2 білий пішак · a1 біла тура · c1 білий слон · d1 білий ферзь · f1 біла тура · g1 білий король | a8 чорна тура · d8 чорний ферзь · e8 чорний король · f8 чорний слон · g8 чорний кінь · h8 чорна тура · a7 чорний пішак · b7 чорний пішак · c7 чорний пішак · f7 чорний пішак · g7 чорний пішак · h7 чорний пішак · d6 чорний пішак · e5 чорний кінь · c4 білий слон · e4 білий пішак · g4 чорний слон · c3 білий кінь · f3 білий кінь · a2 білий пішак · b2 білий пішак · f2 білий пішак · g2 білий пішак · h2 білий пішак · a1 біла тура · c1 білий слон · d1 білий ферзь · f1 біла тура · g1 білий король | a8 чорна тура · d8 чорний ферзь · e8 чорний король · f8 чорний слон · g8 чорний кінь · h8 чорна тура · a7 чорний пішак · b7 чорний пішак · c7 чорний пішак · f7 чорний пішак · g7 чорний пішак · h7 чорний пішак · d6 чорний пішак · e5 чорний кінь · c4 білий слон · e4 білий пішак · g4 чорний слон · c3 білий кінь · f3 білий кінь · a2 білий пішак · b2 білий пішак · f2 білий пішак · g2 білий пішак · h2 білий пішак · a1 біла тура · c1 білий слон · d1 білий ферзь · f1 біла тура · g1 білий король | a8 чорна тура · d8 чорний ферзь · e8 чорний король · f8 чорний слон · g8 чорний кінь · h8 чорна тура · a7 чорний пішак · b7 чорний пішак · c7 чорний пішак · f7 чорний пішак · g7 чорний пішак · h7 чорний пішак · d6 чорний пішак · e5 чорний кінь · c4 білий слон · e4 білий пішак · g4 чорний слон · c3 білий кінь · f3 білий кінь · a2 білий пішак · b2 білий пішак · f2 білий пішак · g2 білий пішак · h2 білий пішак · a1 біла тура · c1 білий слон · d1 білий ферзь · f1 біла тура · g1 білий король | a8 чорна тура · d8 чорний ферзь · e8 чорний король · f8 чорний слон · g8 чорний кінь · h8 чорна тура · a7 чорний пішак · b7 чорний пішак · c7 чорний пішак · f7 чорний пішак · g7 чорний пішак · h7 чорний пішак · d6 чорний пішак · e5 чорний кінь · c4 білий слон · e4 білий пішак · g4 чорний слон · c3 білий кінь · f3 білий кінь · a2 білий пішак · b2 білий пішак · f2 білий пішак · g2 білий пішак · h2 білий пішак · a1 біла тура · c1 білий слон · d1 білий ферзь · f1 біла тура · g1 білий король | a8 чорна тура · d8 чорний ферзь · e8 чорний король · f8 чорний слон · g8 чорний кінь · h8 чорна тура · a7 чорний пішак · b7 чорний пішак · c7 чорний пішак · f7 чорний пішак · g7 чорний пішак · h7 чорний пішак · d6 чорний пішак · e5 чорний кінь · c4 білий слон · e4 білий пішак · g4 чорний слон · c3 білий кінь · f3 білий кінь · a2 білий пішак · b2 білий пішак · f2 білий пішак · g2 білий пішак · h2 білий пішак · a1 біла тура · c1 білий слон · d1 білий ферзь · f1 біла тура · g1 білий король | a8 чорна тура · d8 чорний ферзь · e8 чорний король · f8 чорний слон · g8 чорний кінь · h8 чорна тура · a7 чорний пішак · b7 чорний пішак · c7 чорний пішак · f7 чорний пішак · g7 чорний пішак · h7 чорний пішак · d6 чорний пішак · e5 чорний кінь · c4 білий слон · e4 білий пішак · g4 чорний слон · c3 білий кінь · f3 білий кінь · a2 білий пішак · b2 білий пішак · f2 білий пішак · g2 білий пішак · h2 білий пішак · a1 біла тура · c1 білий слон · d1 білий ферзь · f1 біла тура · g1 білий король | a8 чорна тура · d8 чорний ферзь · e8 чорний король · f8 чорний слон · g8 чорний кінь · h8 чорна тура · a7 чорний пішак · b7 чорний пішак · c7 чорний пішак · f7 чорний пішак · g7 чорний пішак · h7 чорний пішак · d6 чорний пішак · e5 чорний кінь · c4 білий слон · e4 білий пішак · g4 чорний слон · c3 білий кінь · f3 білий кінь · a2 білий пішак · b2 білий пішак · f2 білий пішак · g2 білий пішак · h2 білий пішак · a1 біла тура · c1 білий слон · d1 білий ферзь · f1 біла тура · g1 білий король | 8 |
| 7 | a8 чорна тура · d8 чорний ферзь · e8 чорний король · f8 чорний слон · g8 чорний кінь · h8 чорна тура · a7 чорний пішак · b7 чорний пішак · c7 чорний пішак · f7 чорний пішак · g7 чорний пішак · h7 чорний пішак · d6 чорний пішак · e5 чорний кінь · c4 білий слон · e4 білий пішак · g4 чорний слон · c3 білий кінь · f3 білий кінь · a2 білий пішак · b2 білий пішак · f2 білий пішак · g2 білий пішак · h2 білий пішак · a1 біла тура · c1 білий слон · d1 білий ферзь · f1 біла тура · g1 білий король | a8 чорна тура · d8 чорний ферзь · e8 чорний король · f8 чорний слон · g8 чорний кінь · h8 чорна тура · a7 чорний пішак · b7 чорний пішак · c7 чорний пішак · f7 чорний пішак · g7 чорний пішак · h7 чорний пішак · d6 чорний пішак · e5 чорний кінь · c4 білий слон · e4 білий пішак · g4 чорний слон · c3 білий кінь · f3 білий кінь · a2 білий пішак · b2 білий пішак · f2 білий пішак · g2 білий пішак · h2 білий пішак · a1 біла тура · c1 білий слон · d1 білий ферзь · f1 біла тура · g1 білий король | a8 чорна тура · d8 чорний ферзь · e8 чорний король · f8 чорний слон · g8 чорний кінь · h8 чорна тура · a7 чорний пішак · b7 чорний пішак · c7 чорний пішак · f7 чорний пішак · g7 чорний пішак · h7 чорний пішак · d6 чорний пішак · e5 чорний кінь · c4 білий слон · e4 білий пішак · g4 чорний слон · c3 білий кінь · f3 білий кінь · a2 білий пішак · b2 білий пішак · f2 білий пішак · g2 білий пішак · h2 білий пішак · a1 біла тура · c1 білий слон · d1 білий ферзь · f1 біла тура · g1 білий король | a8 чорна тура · d8 чорний ферзь · e8 чорний король · f8 чорний слон · g8 чорний кінь · h8 чорна тура · a7 чорний пішак · b7 чорний пішак · c7 чорний пішак · f7 чорний пішак · g7 чорний пішак · h7 чорний пішак · d6 чорний пішак · e5 чорний кінь · c4 білий слон · e4 білий пішак · g4 чорний слон · c3 білий кінь · f3 білий кінь · a2 білий пішак · b2 білий пішак · f2 білий пішак · g2 білий пішак · h2 білий пішак · a1 біла тура · c1 білий слон · d1 білий ферзь · f1 біла тура · g1 білий король | a8 чорна тура · d8 чорний ферзь · e8 чорний король · f8 чорний слон · g8 чорний кінь · h8 чорна тура · a7 чорний пішак · b7 чорний пішак · c7 чорний пішак · f7 чорний пішак · g7 чорний пішак · h7 чорний пішак · d6 чорний пішак · e5 чорний кінь · c4 білий слон · e4 білий пішак · g4 чорний слон · c3 білий кінь · f3 білий кінь · a2 білий пішак · b2 білий пішак · f2 білий пішак · g2 білий пішак · h2 білий пішак · a1 біла тура · c1 білий слон · d1 білий ферзь · f1 біла тура · g1 білий король | a8 чорна тура · d8 чорний ферзь · e8 чорний король · f8 чорний слон · g8 чорний кінь · h8 чорна тура · a7 чорний пішак · b7 чорний пішак · c7 чорний пішак · f7 чорний пішак · g7 чорний пішак · h7 чорний пішак · d6 чорний пішак · e5 чорний кінь · c4 білий слон · e4 білий пішак · g4 чорний слон · c3 білий кінь · f3 білий кінь · a2 білий пішак · b2 білий пішак · f2 білий пішак · g2 білий пішак · h2 білий пішак · a1 біла тура · c1 білий слон · d1 білий ферзь · f1 біла тура · g1 білий король | a8 чорна тура · d8 чорний ферзь · e8 чорний король · f8 чорний слон · g8 чорний кінь · h8 чорна тура · a7 чорний пішак · b7 чорний пішак · c7 чорний пішак · f7 чорний пішак · g7 чорний пішак · h7 чорний пішак · d6 чорний пішак · e5 чорний кінь · c4 білий слон · e4 білий пішак · g4 чорний слон · c3 білий кінь · f3 білий кінь · a2 білий пішак · b2 білий пішак · f2 білий пішак · g2 білий пішак · h2 білий пішак · a1 біла тура · c1 білий слон · d1 білий ферзь · f1 біла тура · g1 білий король | a8 чорна тура · d8 чорний ферзь · e8 чорний король · f8 чорний слон · g8 чорний кінь · h8 чорна тура · a7 чорний пішак · b7 чорний пішак · c7 чорний пішак · f7 чорний пішак · g7 чорний пішак · h7 чорний пішак · d6 чорний пішак · e5 чорний кінь · c4 білий слон · e4 білий пішак · g4 чорний слон · c3 білий кінь · f3 білий кінь · a2 білий пішак · b2 білий пішак · f2 білий пішак · g2 білий пішак · h2 білий пішак · a1 біла тура · c1 білий слон · d1 білий ферзь · f1 біла тура · g1 білий король | 7 |
| 6 | a8 чорна тура · d8 чорний ферзь · e8 чорний король · f8 чорний слон · g8 чорний кінь · h8 чорна тура · a7 чорний пішак · b7 чорний пішак · c7 чорний пішак · f7 чорний пішак · g7 чорний пішак · h7 чорний пішак · d6 чорний пішак · e5 чорний кінь · c4 білий слон · e4 білий пішак · g4 чорний слон · c3 білий кінь · f3 білий кінь · a2 білий пішак · b2 білий пішак · f2 білий пішак · g2 білий пішак · h2 білий пішак · a1 біла тура · c1 білий слон · d1 білий ферзь · f1 біла тура · g1 білий король | a8 чорна тура · d8 чорний ферзь · e8 чорний король · f8 чорний слон · g8 чорний кінь · h8 чорна тура · a7 чорний пішак · b7 чорний пішак · c7 чорний пішак · f7 чорний пішак · g7 чорний пішак · h7 чорний пішак · d6 чорний пішак · e5 чорний кінь · c4 білий слон · e4 білий пішак · g4 чорний слон · c3 білий кінь · f3 білий кінь · a2 білий пішак · b2 білий пішак · f2 білий пішак · g2 білий пішак · h2 білий пішак · a1 біла тура · c1 білий слон · d1 білий ферзь · f1 біла тура · g1 білий король | a8 чорна тура · d8 чорний ферзь · e8 чорний король · f8 чорний слон · g8 чорний кінь · h8 чорна тура · a7 чорний пішак · b7 чорний пішак · c7 чорний пішак · f7 чорний пішак · g7 чорний пішак · h7 чорний пішак · d6 чорний пішак · e5 чорний кінь · c4 білий слон · e4 білий пішак · g4 чорний слон · c3 білий кінь · f3 білий кінь · a2 білий пішак · b2 білий пішак · f2 білий пішак · g2 білий пішак · h2 білий пішак · a1 біла тура · c1 білий слон · d1 білий ферзь · f1 біла тура · g1 білий король | a8 чорна тура · d8 чорний ферзь · e8 чорний король · f8 чорний слон · g8 чорний кінь · h8 чорна тура · a7 чорний пішак · b7 чорний пішак · c7 чорний пішак · f7 чорний пішак · g7 чорний пішак · h7 чорний пішак · d6 чорний пішак · e5 чорний кінь · c4 білий слон · e4 білий пішак · g4 чорний слон · c3 білий кінь · f3 білий кінь · a2 білий пішак · b2 білий пішак · f2 білий пішак · g2 білий пішак · h2 білий пішак · a1 біла тура · c1 білий слон · d1 білий ферзь · f1 біла тура · g1 білий король | a8 чорна тура · d8 чорний ферзь · e8 чорний король · f8 чорний слон · g8 чорний кінь · h8 чорна тура · a7 чорний пішак · b7 чорний пішак · c7 чорний пішак · f7 чорний пішак · g7 чорний пішак · h7 чорний пішак · d6 чорний пішак · e5 чорний кінь · c4 білий слон · e4 білий пішак · g4 чорний слон · c3 білий кінь · f3 білий кінь · a2 білий пішак · b2 білий пішак · f2 білий пішак · g2 білий пішак · h2 білий пішак · a1 біла тура · c1 білий слон · d1 білий ферзь · f1 біла тура · g1 білий король | a8 чорна тура · d8 чорний ферзь · e8 чорний король · f8 чорний слон · g8 чорний кінь · h8 чорна тура · a7 чорний пішак · b7 чорний пішак · c7 чорний пішак · f7 чорний пішак · g7 чорний пішак · h7 чорний пішак · d6 чорний пішак · e5 чорний кінь · c4 білий слон · e4 білий пішак · g4 чорний слон · c3 білий кінь · f3 білий кінь · a2 білий пішак · b2 білий пішак · f2 білий пішак · g2 білий пішак · h2 білий пішак · a1 біла тура · c1 білий слон · d1 білий ферзь · f1 біла тура · g1 білий король | a8 чорна тура · d8 чорний ферзь · e8 чорний король · f8 чорний слон · g8 чорний кінь · h8 чорна тура · a7 чорний пішак · b7 чорний пішак · c7 чорний пішак · f7 чорний пішак · g7 чорний пішак · h7 чорний пішак · d6 чорний пішак · e5 чорний кінь · c4 білий слон · e4 білий пішак · g4 чорний слон · c3 білий кінь · f3 білий кінь · a2 білий пішак · b2 білий пішак · f2 білий пішак · g2 білий пішак · h2 білий пішак · a1 біла тура · c1 білий слон · d1 білий ферзь · f1 біла тура · g1 білий король | a8 чорна тура · d8 чорний ферзь · e8 чорний король · f8 чорний слон · g8 чорний кінь · h8 чорна тура · a7 чорний пішак · b7 чорний пішак · c7 чорний пішак · f7 чорний пішак · g7 чорний пішак · h7 чорний пішак · d6 чорний пішак · e5 чорний кінь · c4 білий слон · e4 білий пішак · g4 чорний слон · c3 білий кінь · f3 білий кінь · a2 білий пішак · b2 білий пішак · f2 білий пішак · g2 білий пішак · h2 білий пішак · a1 біла тура · c1 білий слон · d1 білий ферзь · f1 біла тура · g1 білий король | 6 |
| 5 | a8 чорна тура · d8 чорний ферзь · e8 чорний король · f8 чорний слон · g8 чорний кінь · h8 чорна тура · a7 чорний пішак · b7 чорний пішак · c7 чорний пішак · f7 чорний пішак · g7 чорний пішак · h7 чорний пішак · d6 чорний пішак · e5 чорний кінь · c4 білий слон · e4 білий пішак · g4 чорний слон · c3 білий кінь · f3 білий кінь · a2 білий пішак · b2 білий пішак · f2 білий пішак · g2 білий пішак · h2 білий пішак · a1 біла тура · c1 білий слон · d1 білий ферзь · f1 біла тура · g1 білий король | a8 чорна тура · d8 чорний ферзь · e8 чорний король · f8 чорний слон · g8 чорний кінь · h8 чорна тура · a7 чорний пішак · b7 чорний пішак · c7 чорний пішак · f7 чорний пішак · g7 чорний пішак · h7 чорний пішак · d6 чорний пішак · e5 чорний кінь · c4 білий слон · e4 білий пішак · g4 чорний слон · c3 білий кінь · f3 білий кінь · a2 білий пішак · b2 білий пішак · f2 білий пішак · g2 білий пішак · h2 білий пішак · a1 біла тура · c1 білий слон · d1 білий ферзь · f1 біла тура · g1 білий король | a8 чорна тура · d8 чорний ферзь · e8 чорний король · f8 чорний слон · g8 чорний кінь · h8 чорна тура · a7 чорний пішак · b7 чорний пішак · c7 чорний пішак · f7 чорний пішак · g7 чорний пішак · h7 чорний пішак · d6 чорний пішак · e5 чорний кінь · c4 білий слон · e4 білий пішак · g4 чорний слон · c3 білий кінь · f3 білий кінь · a2 білий пішак · b2 білий пішак · f2 білий пішак · g2 білий пішак · h2 білий пішак · a1 біла тура · c1 білий слон · d1 білий ферзь · f1 біла тура · g1 білий король | a8 чорна тура · d8 чорний ферзь · e8 чорний король · f8 чорний слон · g8 чорний кінь · h8 чорна тура · a7 чорний пішак · b7 чорний пішак · c7 чорний пішак · f7 чорний пішак · g7 чорний пішак · h7 чорний пішак · d6 чорний пішак · e5 чорний кінь · c4 білий слон · e4 білий пішак · g4 чорний слон · c3 білий кінь · f3 білий кінь · a2 білий пішак · b2 білий пішак · f2 білий пішак · g2 білий пішак · h2 білий пішак · a1 біла тура · c1 білий слон · d1 білий ферзь · f1 біла тура · g1 білий король | a8 чорна тура · d8 чорний ферзь · e8 чорний король · f8 чорний слон · g8 чорний кінь · h8 чорна тура · a7 чорний пішак · b7 чорний пішак · c7 чорний пішак · f7 чорний пішак · g7 чорний пішак · h7 чорний пішак · d6 чорний пішак · e5 чорний кінь · c4 білий слон · e4 білий пішак · g4 чорний слон · c3 білий кінь · f3 білий кінь · a2 білий пішак · b2 білий пішак · f2 білий пішак · g2 білий пішак · h2 білий пішак · a1 біла тура · c1 білий слон · d1 білий ферзь · f1 біла тура · g1 білий король | a8 чорна тура · d8 чорний ферзь · e8 чорний король · f8 чорний слон · g8 чорний кінь · h8 чорна тура · a7 чорний пішак · b7 чорний пішак · c7 чорний пішак · f7 чорний пішак · g7 чорний пішак · h7 чорний пішак · d6 чорний пішак · e5 чорний кінь · c4 білий слон · e4 білий пішак · g4 чорний слон · c3 білий кінь · f3 білий кінь · a2 білий пішак · b2 білий пішак · f2 білий пішак · g2 білий пішак · h2 білий пішак · a1 біла тура · c1 білий слон · d1 білий ферзь · f1 біла тура · g1 білий король | a8 чорна тура · d8 чорний ферзь · e8 чорний король · f8 чорний слон · g8 чорний кінь · h8 чорна тура · a7 чорний пішак · b7 чорний пішак · c7 чорний пішак · f7 чорний пішак · g7 чорний пішак · h7 чорний пішак · d6 чорний пішак · e5 чорний кінь · c4 білий слон · e4 білий пішак · g4 чорний слон · c3 білий кінь · f3 білий кінь · a2 білий пішак · b2 білий пішак · f2 білий пішак · g2 білий пішак · h2 білий пішак · a1 біла тура · c1 білий слон · d1 білий ферзь · f1 біла тура · g1 білий король | a8 чорна тура · d8 чорний ферзь · e8 чорний король · f8 чорний слон · g8 чорний кінь · h8 чорна тура · a7 чорний пішак · b7 чорний пішак · c7 чорний пішак · f7 чорний пішак · g7 чорний пішак · h7 чорний пішак · d6 чорний пішак · e5 чорний кінь · c4 білий слон · e4 білий пішак · g4 чорний слон · c3 білий кінь · f3 білий кінь · a2 білий пішак · b2 білий пішак · f2 білий пішак · g2 білий пішак · h2 білий пішак · a1 біла тура · c1 білий слон · d1 білий ферзь · f1 біла тура · g1 білий король | 5 |
| 4 | a8 чорна тура · d8 чорний ферзь · e8 чорний король · f8 чорний слон · g8 чорний кінь · h8 чорна тура · a7 чорний пішак · b7 чорний пішак · c7 чорний пішак · f7 чорний пішак · g7 чорний пішак · h7 чорний пішак · d6 чорний пішак · e5 чорний кінь · c4 білий слон · e4 білий пішак · g4 чорний слон · c3 білий кінь · f3 білий кінь · a2 білий пішак · b2 білий пішак · f2 білий пішак · g2 білий пішак · h2 білий пішак · a1 біла тура · c1 білий слон · d1 білий ферзь · f1 біла тура · g1 білий король | a8 чорна тура · d8 чорний ферзь · e8 чорний король · f8 чорний слон · g8 чорний кінь · h8 чорна тура · a7 чорний пішак · b7 чорний пішак · c7 чорний пішак · f7 чорний пішак · g7 чорний пішак · h7 чорний пішак · d6 чорний пішак · e5 чорний кінь · c4 білий слон · e4 білий пішак · g4 чорний слон · c3 білий кінь · f3 білий кінь · a2 білий пішак · b2 білий пішак · f2 білий пішак · g2 білий пішак · h2 білий пішак · a1 біла тура · c1 білий слон · d1 білий ферзь · f1 біла тура · g1 білий король | a8 чорна тура · d8 чорний ферзь · e8 чорний король · f8 чорний слон · g8 чорний кінь · h8 чорна тура · a7 чорний пішак · b7 чорний пішак · c7 чорний пішак · f7 чорний пішак · g7 чорний пішак · h7 чорний пішак · d6 чорний пішак · e5 чорний кінь · c4 білий слон · e4 білий пішак · g4 чорний слон · c3 білий кінь · f3 білий кінь · a2 білий пішак · b2 білий пішак · f2 білий пішак · g2 білий пішак · h2 білий пішак · a1 біла тура · c1 білий слон · d1 білий ферзь · f1 біла тура · g1 білий король | a8 чорна тура · d8 чорний ферзь · e8 чорний король · f8 чорний слон · g8 чорний кінь · h8 чорна тура · a7 чорний пішак · b7 чорний пішак · c7 чорний пішак · f7 чорний пішак · g7 чорний пішак · h7 чорний пішак · d6 чорний пішак · e5 чорний кінь · c4 білий слон · e4 білий пішак · g4 чорний слон · c3 білий кінь · f3 білий кінь · a2 білий пішак · b2 білий пішак · f2 білий пішак · g2 білий пішак · h2 білий пішак · a1 біла тура · c1 білий слон · d1 білий ферзь · f1 біла тура · g1 білий король | a8 чорна тура · d8 чорний ферзь · e8 чорний король · f8 чорний слон · g8 чорний кінь · h8 чорна тура · a7 чорний пішак · b7 чорний пішак · c7 чорний пішак · f7 чорний пішак · g7 чорний пішак · h7 чорний пішак · d6 чорний пішак · e5 чорний кінь · c4 білий слон · e4 білий пішак · g4 чорний слон · c3 білий кінь · f3 білий кінь · a2 білий пішак · b2 білий пішак · f2 білий пішак · g2 білий пішак · h2 білий пішак · a1 біла тура · c1 білий слон · d1 білий ферзь · f1 біла тура · g1 білий король | a8 чорна тура · d8 чорний ферзь · e8 чорний король · f8 чорний слон · g8 чорний кінь · h8 чорна тура · a7 чорний пішак · b7 чорний пішак · c7 чорний пішак · f7 чорний пішак · g7 чорний пішак · h7 чорний пішак · d6 чорний пішак · e5 чорний кінь · c4 білий слон · e4 білий пішак · g4 чорний слон · c3 білий кінь · f3 білий кінь · a2 білий пішак · b2 білий пішак · f2 білий пішак · g2 білий пішак · h2 білий пішак · a1 біла тура · c1 білий слон · d1 білий ферзь · f1 біла тура · g1 білий король | a8 чорна тура · d8 чорний ферзь · e8 чорний король · f8 чорний слон · g8 чорний кінь · h8 чорна тура · a7 чорний пішак · b7 чорний пішак · c7 чорний пішак · f7 чорний пішак · g7 чорний пішак · h7 чорний пішак · d6 чорний пішак · e5 чорний кінь · c4 білий слон · e4 білий пішак · g4 чорний слон · c3 білий кінь · f3 білий кінь · a2 білий пішак · b2 білий пішак · f2 білий пішак · g2 білий пішак · h2 білий пішак · a1 біла тура · c1 білий слон · d1 білий ферзь · f1 біла тура · g1 білий король | a8 чорна тура · d8 чорний ферзь · e8 чорний король · f8 чорний слон · g8 чорний кінь · h8 чорна тура · a7 чорний пішак · b7 чорний пішак · c7 чорний пішак · f7 чорний пішак · g7 чорний пішак · h7 чорний пішак · d6 чорний пішак · e5 чорний кінь · c4 білий слон · e4 білий пішак · g4 чорний слон · c3 білий кінь · f3 білий кінь · a2 білий пішак · b2 білий пішак · f2 білий пішак · g2 білий пішак · h2 білий пішак · a1 біла тура · c1 білий слон · d1 білий ферзь · f1 біла тура · g1 білий король | 4 |
| 3 | a8 чорна тура · d8 чорний ферзь · e8 чорний король · f8 чорний слон · g8 чорний кінь · h8 чорна тура · a7 чорний пішак · b7 чорний пішак · c7 чорний пішак · f7 чорний пішак · g7 чорний пішак · h7 чорний пішак · d6 чорний пішак · e5 чорний кінь · c4 білий слон · e4 білий пішак · g4 чорний слон · c3 білий кінь · f3 білий кінь · a2 білий пішак · b2 білий пішак · f2 білий пішак · g2 білий пішак · h2 білий пішак · a1 біла тура · c1 білий слон · d1 білий ферзь · f1 біла тура · g1 білий король | a8 чорна тура · d8 чорний ферзь · e8 чорний король · f8 чорний слон · g8 чорний кінь · h8 чорна тура · a7 чорний пішак · b7 чорний пішак · c7 чорний пішак · f7 чорний пішак · g7 чорний пішак · h7 чорний пішак · d6 чорний пішак · e5 чорний кінь · c4 білий слон · e4 білий пішак · g4 чорний слон · c3 білий кінь · f3 білий кінь · a2 білий пішак · b2 білий пішак · f2 білий пішак · g2 білий пішак · h2 білий пішак · a1 біла тура · c1 білий слон · d1 білий ферзь · f1 біла тура · g1 білий король | a8 чорна тура · d8 чорний ферзь · e8 чорний король · f8 чорний слон · g8 чорний кінь · h8 чорна тура · a7 чорний пішак · b7 чорний пішак · c7 чорний пішак · f7 чорний пішак · g7 чорний пішак · h7 чорний пішак · d6 чорний пішак · e5 чорний кінь · c4 білий слон · e4 білий пішак · g4 чорний слон · c3 білий кінь · f3 білий кінь · a2 білий пішак · b2 білий пішак · f2 білий пішак · g2 білий пішак · h2 білий пішак · a1 біла тура · c1 білий слон · d1 білий ферзь · f1 біла тура · g1 білий король | a8 чорна тура · d8 чорний ферзь · e8 чорний король · f8 чорний слон · g8 чорний кінь · h8 чорна тура · a7 чорний пішак · b7 чорний пішак · c7 чорний пішак · f7 чорний пішак · g7 чорний пішак · h7 чорний пішак · d6 чорний пішак · e5 чорний кінь · c4 білий слон · e4 білий пішак · g4 чорний слон · c3 білий кінь · f3 білий кінь · a2 білий пішак · b2 білий пішак · f2 білий пішак · g2 білий пішак · h2 білий пішак · a1 біла тура · c1 білий слон · d1 білий ферзь · f1 біла тура · g1 білий король | a8 чорна тура · d8 чорний ферзь · e8 чорний король · f8 чорний слон · g8 чорний кінь · h8 чорна тура · a7 чорний пішак · b7 чорний пішак · c7 чорний пішак · f7 чорний пішак · g7 чорний пішак · h7 чорний пішак · d6 чорний пішак · e5 чорний кінь · c4 білий слон · e4 білий пішак · g4 чорний слон · c3 білий кінь · f3 білий кінь · a2 білий пішак · b2 білий пішак · f2 білий пішак · g2 білий пішак · h2 білий пішак · a1 біла тура · c1 білий слон · d1 білий ферзь · f1 біла тура · g1 білий король | a8 чорна тура · d8 чорний ферзь · e8 чорний король · f8 чорний слон · g8 чорний кінь · h8 чорна тура · a7 чорний пішак · b7 чорний пішак · c7 чорний пішак · f7 чорний пішак · g7 чорний пішак · h7 чорний пішак · d6 чорний пішак · e5 чорний кінь · c4 білий слон · e4 білий пішак · g4 чорний слон · c3 білий кінь · f3 білий кінь · a2 білий пішак · b2 білий пішак · f2 білий пішак · g2 білий пішак · h2 білий пішак · a1 біла тура · c1 білий слон · d1 білий ферзь · f1 біла тура · g1 білий король | a8 чорна тура · d8 чорний ферзь · e8 чорний король · f8 чорний слон · g8 чорний кінь · h8 чорна тура · a7 чорний пішак · b7 чорний пішак · c7 чорний пішак · f7 чорний пішак · g7 чорний пішак · h7 чорний пішак · d6 чорний пішак · e5 чорний кінь · c4 білий слон · e4 білий пішак · g4 чорний слон · c3 білий кінь · f3 білий кінь · a2 білий пішак · b2 білий пішак · f2 білий пішак · g2 білий пішак · h2 білий пішак · a1 біла тура · c1 білий слон · d1 білий ферзь · f1 біла тура · g1 білий король | a8 чорна тура · d8 чорний ферзь · e8 чорний король · f8 чорний слон · g8 чорний кінь · h8 чорна тура · a7 чорний пішак · b7 чорний пішак · c7 чорний пішак · f7 чорний пішак · g7 чорний пішак · h7 чорний пішак · d6 чорний пішак · e5 чорний кінь · c4 білий слон · e4 білий пішак · g4 чорний слон · c3 білий кінь · f3 білий кінь · a2 білий пішак · b2 білий пішак · f2 білий пішак · g2 білий пішак · h2 білий пішак · a1 біла тура · c1 білий слон · d1 білий ферзь · f1 біла тура · g1 білий король | 3 |
| 2 | a8 чорна тура · d8 чорний ферзь · e8 чорний король · f8 чорний слон · g8 чорний кінь · h8 чорна тура · a7 чорний пішак · b7 чорний пішак · c7 чорний пішак · f7 чорний пішак · g7 чорний пішак · h7 чорний пішак · d6 чорний пішак · e5 чорний кінь · c4 білий слон · e4 білий пішак · g4 чорний слон · c3 білий кінь · f3 білий кінь · a2 білий пішак · b2 білий пішак · f2 білий пішак · g2 білий пішак · h2 білий пішак · a1 біла тура · c1 білий слон · d1 білий ферзь · f1 біла тура · g1 білий король | a8 чорна тура · d8 чорний ферзь · e8 чорний король · f8 чорний слон · g8 чорний кінь · h8 чорна тура · a7 чорний пішак · b7 чорний пішак · c7 чорний пішак · f7 чорний пішак · g7 чорний пішак · h7 чорний пішак · d6 чорний пішак · e5 чорний кінь · c4 білий слон · e4 білий пішак · g4 чорний слон · c3 білий кінь · f3 білий кінь · a2 білий пішак · b2 білий пішак · f2 білий пішак · g2 білий пішак · h2 білий пішак · a1 біла тура · c1 білий слон · d1 білий ферзь · f1 біла тура · g1 білий король | a8 чорна тура · d8 чорний ферзь · e8 чорний король · f8 чорний слон · g8 чорний кінь · h8 чорна тура · a7 чорний пішак · b7 чорний пішак · c7 чорний пішак · f7 чорний пішак · g7 чорний пішак · h7 чорний пішак · d6 чорний пішак · e5 чорний кінь · c4 білий слон · e4 білий пішак · g4 чорний слон · c3 білий кінь · f3 білий кінь · a2 білий пішак · b2 білий пішак · f2 білий пішак · g2 білий пішак · h2 білий пішак · a1 біла тура · c1 білий слон · d1 білий ферзь · f1 біла тура · g1 білий король | a8 чорна тура · d8 чорний ферзь · e8 чорний король · f8 чорний слон · g8 чорний кінь · h8 чорна тура · a7 чорний пішак · b7 чорний пішак · c7 чорний пішак · f7 чорний пішак · g7 чорний пішак · h7 чорний пішак · d6 чорний пішак · e5 чорний кінь · c4 білий слон · e4 білий пішак · g4 чорний слон · c3 білий кінь · f3 білий кінь · a2 білий пішак · b2 білий пішак · f2 білий пішак · g2 білий пішак · h2 білий пішак · a1 біла тура · c1 білий слон · d1 білий ферзь · f1 біла тура · g1 білий король | a8 чорна тура · d8 чорний ферзь · e8 чорний король · f8 чорний слон · g8 чорний кінь · h8 чорна тура · a7 чорний пішак · b7 чорний пішак · c7 чорний пішак · f7 чорний пішак · g7 чорний пішак · h7 чорний пішак · d6 чорний пішак · e5 чорний кінь · c4 білий слон · e4 білий пішак · g4 чорний слон · c3 білий кінь · f3 білий кінь · a2 білий пішак · b2 білий пішак · f2 білий пішак · g2 білий пішак · h2 білий пішак · a1 біла тура · c1 білий слон · d1 білий ферзь · f1 біла тура · g1 білий король | a8 чорна тура · d8 чорний ферзь · e8 чорний король · f8 чорний слон · g8 чорний кінь · h8 чорна тура · a7 чорний пішак · b7 чорний пішак · c7 чорний пішак · f7 чорний пішак · g7 чорний пішак · h7 чорний пішак · d6 чорний пішак · e5 чорний кінь · c4 білий слон · e4 білий пішак · g4 чорний слон · c3 білий кінь · f3 білий кінь · a2 білий пішак · b2 білий пішак · f2 білий пішак · g2 білий пішак · h2 білий пішак · a1 біла тура · c1 білий слон · d1 білий ферзь · f1 біла тура · g1 білий король | a8 чорна тура · d8 чорний ферзь · e8 чорний король · f8 чорний слон · g8 чорний кінь · h8 чорна тура · a7 чорний пішак · b7 чорний пішак · c7 чорний пішак · f7 чорний пішак · g7 чорний пішак · h7 чорний пішак · d6 чорний пішак · e5 чорний кінь · c4 білий слон · e4 білий пішак · g4 чорний слон · c3 білий кінь · f3 білий кінь · a2 білий пішак · b2 білий пішак · f2 білий пішак · g2 білий пішак · h2 білий пішак · a1 біла тура · c1 білий слон · d1 білий ферзь · f1 біла тура · g1 білий король | a8 чорна тура · d8 чорний ферзь · e8 чорний король · f8 чорний слон · g8 чорний кінь · h8 чорна тура · a7 чорний пішак · b7 чорний пішак · c7 чорний пішак · f7 чорний пішак · g7 чорний пішак · h7 чорний пішак · d6 чорний пішак · e5 чорний кінь · c4 білий слон · e4 білий пішак · g4 чорний слон · c3 білий кінь · f3 білий кінь · a2 білий пішак · b2 білий пішак · f2 білий пішак · g2 білий пішак · h2 білий пішак · a1 біла тура · c1 білий слон · d1 білий ферзь · f1 біла тура · g1 білий король | 2 |
| 1 | a8 чорна тура · d8 чорний ферзь · e8 чорний король · f8 чорний слон · g8 чорний кінь · h8 чорна тура · a7 чорний пішак · b7 чорний пішак · c7 чорний пішак · f7 чорний пішак · g7 чорний пішак · h7 чорний пішак · d6 чорний пішак · e5 чорний кінь · c4 білий слон · e4 білий пішак · g4 чорний слон · c3 білий кінь · f3 білий кінь · a2 білий пішак · b2 білий пішак · f2 білий пішак · g2 білий пішак · h2 білий пішак · a1 біла тура · c1 білий слон · d1 білий ферзь · f1 біла тура · g1 білий король | a8 чорна тура · d8 чорний ферзь · e8 чорний король · f8 чорний слон · g8 чорний кінь · h8 чорна тура · a7 чорний пішак · b7 чорний пішак · c7 чорний пішак · f7 чорний пішак · g7 чорний пішак · h7 чорний пішак · d6 чорний пішак · e5 чорний кінь · c4 білий слон · e4 білий пішак · g4 чорний слон · c3 білий кінь · f3 білий кінь · a2 білий пішак · b2 білий пішак · f2 білий пішак · g2 білий пішак · h2 білий пішак · a1 біла тура · c1 білий слон · d1 білий ферзь · f1 біла тура · g1 білий король | a8 чорна тура · d8 чорний ферзь · e8 чорний король · f8 чорний слон · g8 чорний кінь · h8 чорна тура · a7 чорний пішак · b7 чорний пішак · c7 чорний пішак · f7 чорний пішак · g7 чорний пішак · h7 чорний пішак · d6 чорний пішак · e5 чорний кінь · c4 білий слон · e4 білий пішак · g4 чорний слон · c3 білий кінь · f3 білий кінь · a2 білий пішак · b2 білий пішак · f2 білий пішак · g2 білий пішак · h2 білий пішак · a1 біла тура · c1 білий слон · d1 білий ферзь · f1 біла тура · g1 білий король | a8 чорна тура · d8 чорний ферзь · e8 чорний король · f8 чорний слон · g8 чорний кінь · h8 чорна тура · a7 чорний пішак · b7 чорний пішак · c7 чорний пішак · f7 чорний пішак · g7 чорний пішак · h7 чорний пішак · d6 чорний пішак · e5 чорний кінь · c4 білий слон · e4 білий пішак · g4 чорний слон · c3 білий кінь · f3 білий кінь · a2 білий пішак · b2 білий пішак · f2 білий пішак · g2 білий пішак · h2 білий пішак · a1 біла тура · c1 білий слон · d1 білий ферзь · f1 біла тура · g1 білий король | a8 чорна тура · d8 чорний ферзь · e8 чорний король · f8 чорний слон · g8 чорний кінь · h8 чорна тура · a7 чорний пішак · b7 чорний пішак · c7 чорний пішак · f7 чорний пішак · g7 чорний пішак · h7 чорний пішак · d6 чорний пішак · e5 чорний кінь · c4 білий слон · e4 білий пішак · g4 чорний слон · c3 білий кінь · f3 білий кінь · a2 білий пішак · b2 білий пішак · f2 білий пішак · g2 білий пішак · h2 білий пішак · a1 біла тура · c1 білий слон · d1 білий ферзь · f1 біла тура · g1 білий король | a8 чорна тура · d8 чорний ферзь · e8 чорний король · f8 чорний слон · g8 чорний кінь · h8 чорна тура · a7 чорний пішак · b7 чорний пішак · c7 чорний пішак · f7 чорний пішак · g7 чорний пішак · h7 чорний пішак · d6 чорний пішак · e5 чорний кінь · c4 білий слон · e4 білий пішак · g4 чорний слон · c3 білий кінь · f3 білий кінь · a2 білий пішак · b2 білий пішак · f2 білий пішак · g2 білий пішак · h2 білий пішак · a1 біла тура · c1 білий слон · d1 білий ферзь · f1 біла тура · g1 білий король | a8 чорна тура · d8 чорний ферзь · e8 чорний король · f8 чорний слон · g8 чорний кінь · h8 чорна тура · a7 чорний пішак · b7 чорний пішак · c7 чорний пішак · f7 чорний пішак · g7 чорний пішак · h7 чорний пішак · d6 чорний пішак · e5 чорний кінь · c4 білий слон · e4 білий пішак · g4 чорний слон · c3 білий кінь · f3 білий кінь · a2 білий пішак · b2 білий пішак · f2 білий пішак · g2 білий пішак · h2 білий пішак · a1 біла тура · c1 білий слон · d1 білий ферзь · f1 біла тура · g1 білий король | a8 чорна тура · d8 чорний ферзь · e8 чорний король · f8 чорний слон · g8 чорний кінь · h8 чорна тура · a7 чорний пішак · b7 чорний пішак · c7 чорний пішак · f7 чорний пішак · g7 чорний пішак · h7 чорний пішак · d6 чорний пішак · e5 чорний кінь · c4 білий слон · e4 білий пішак · g4 чорний слон · c3 білий кінь · f3 білий кінь · a2 білий пішак · b2 білий пішак · f2 білий пішак · g2 білий пішак · h2 білий пішак · a1 біла тура · c1 білий слон · d1 білий ферзь · f1 біла тура · g1 білий король | 1 |
|   | a | b | c | d | e | f | g | h |   |

## Міркування
Цей тип мату, де очевидно зв'язаний кінь рухається в будь-якому випадку, дозволяючи забрати ферзя призводить до мату із легкими фігурами, іноді трапляється на нижчих рівнях гри, хоча майстри зазвичай не піддаються на це. За словами Б'єрке (Spillet i mitt liv), «мат Леґаля» потрапляв у незліченну кількість необережних гравців. Один автор пише, що «Блекберн використовував його кілька сотень разів під час щорічних гастролей».
Взагалі, влаштовувати «пастку», заманюючи слона забрати ферзя, не є суворо необхідним. Будь-яка гра із виведеним конем та Bxf7 + (або ... Bxf2 +), за яким слідують легкі фігури, вважатимуться матом Леґаля. Мат вважається успішний оскільки поля дії виведеного коня не охороняється, а ворожий король заблокований кількома своїми фігурами.